# Lista gatunków z rodzaju bulbofylum
Lista gatunków z rodzaju bulbofylum (Bulbophyllum Thouars) – lista gatunków z rodzaju roślin z rodziny storczykowatych (Orchidaceae Juss.). Według The Plant List w obrębie tego rodzaju znajduje się co najmniej 1884 gatunków o nazwach zweryfikowanych i zaakceptowanych, podczas gdy 38 taksonów ma status gatunków niepewnych (niezweryfikowanych).
Wykaz gatunków

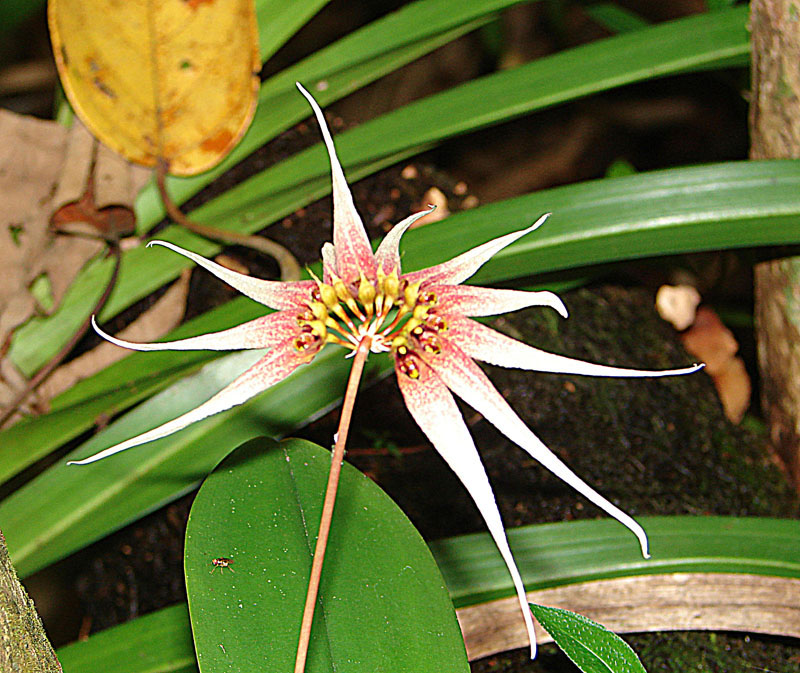
Bulbophyllum acuminatum

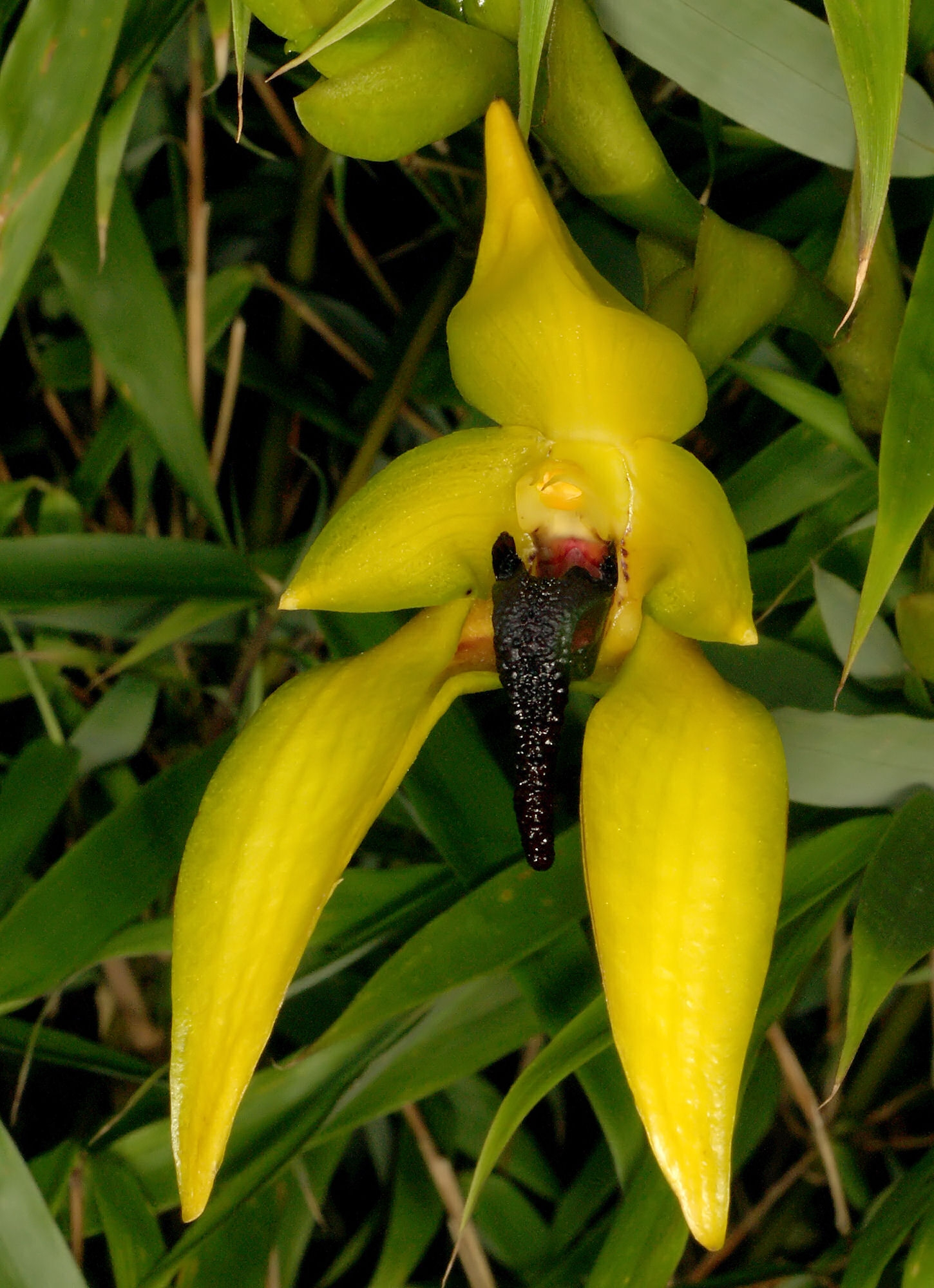
Bulbophyllum amplebracteatum subsp. carunculatum

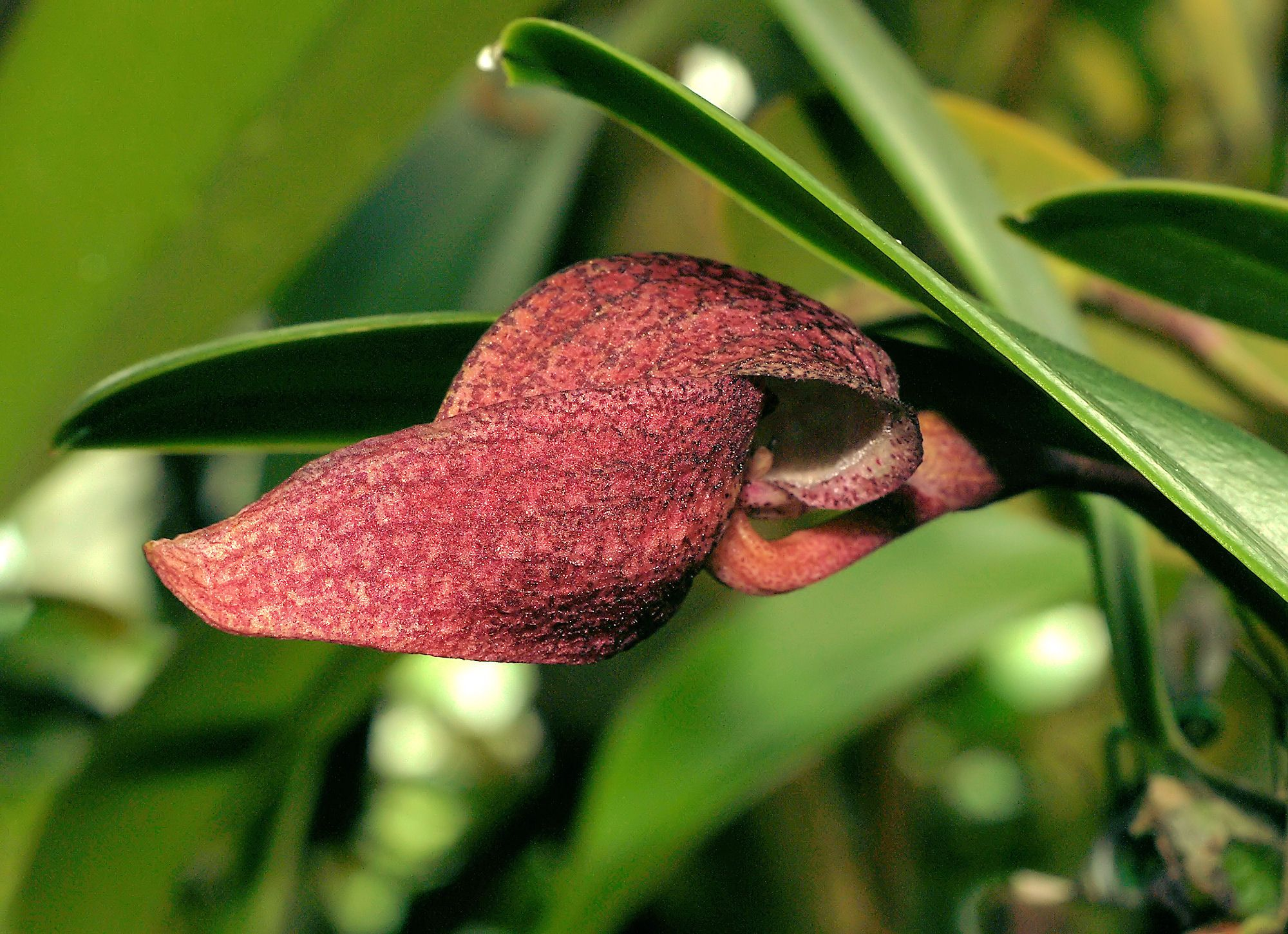
Bulbophyllum arfakianum

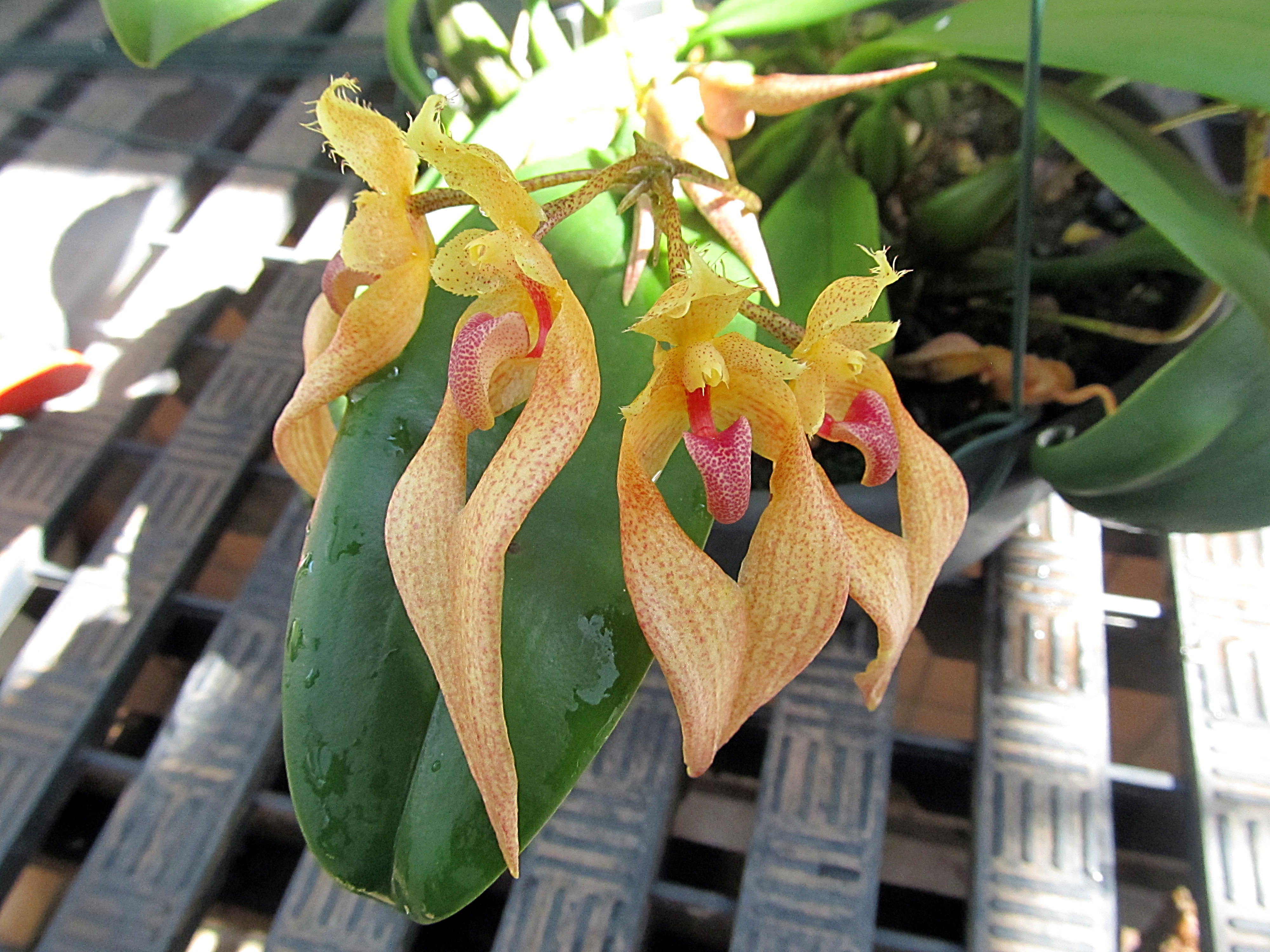
Bulbophyllum bicolor

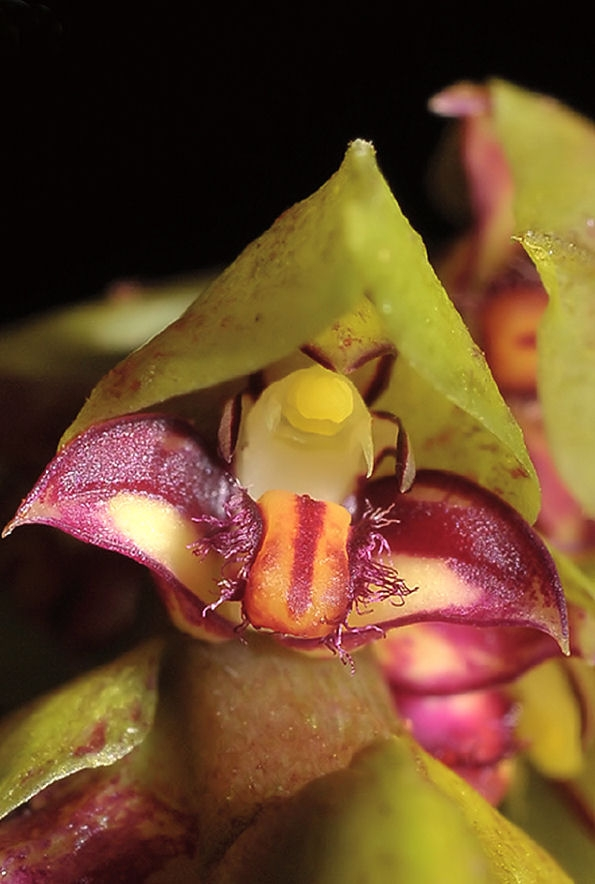
Bulbophyllum bicoloratum

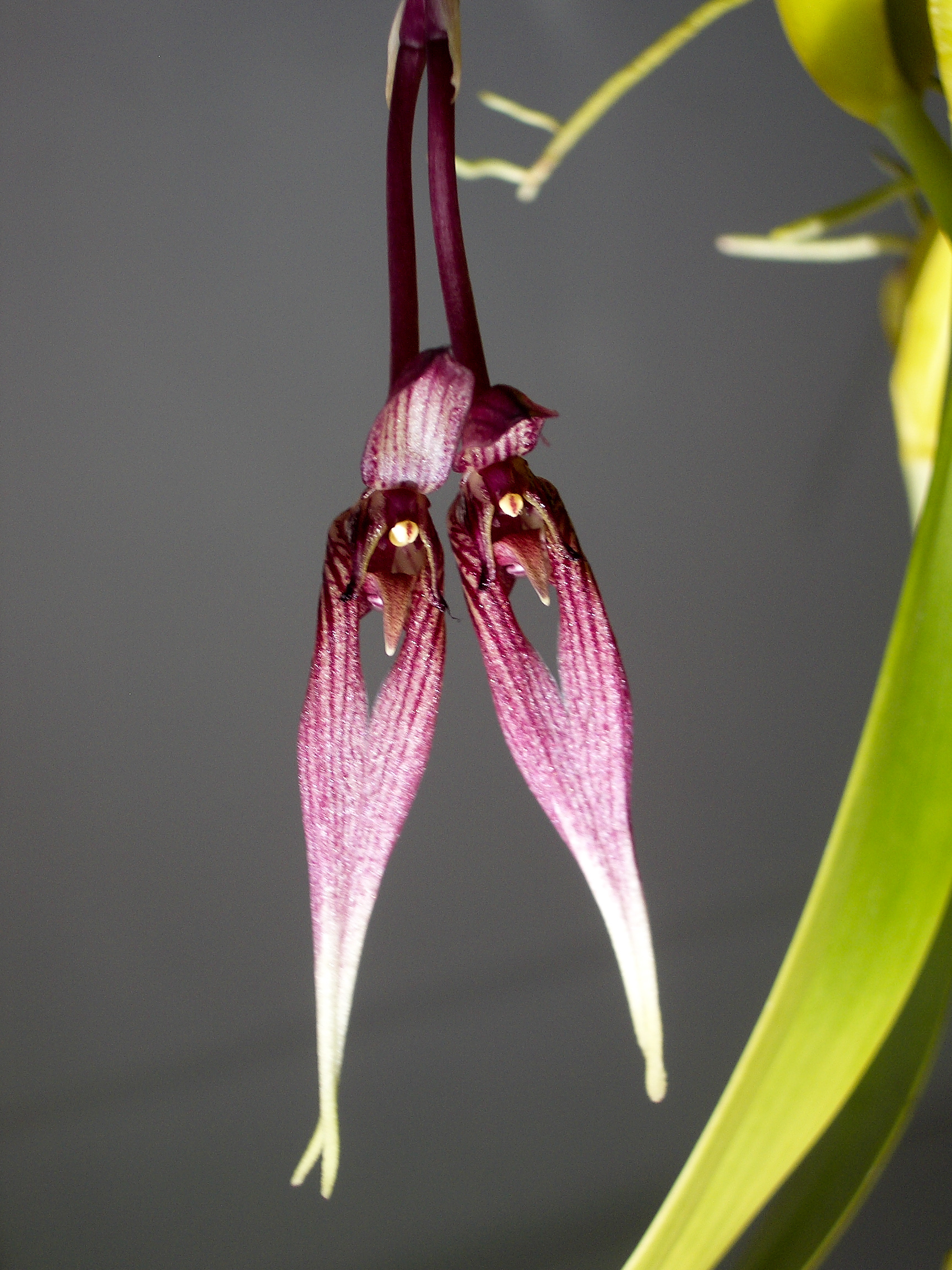
Bulbophyllum biflorum

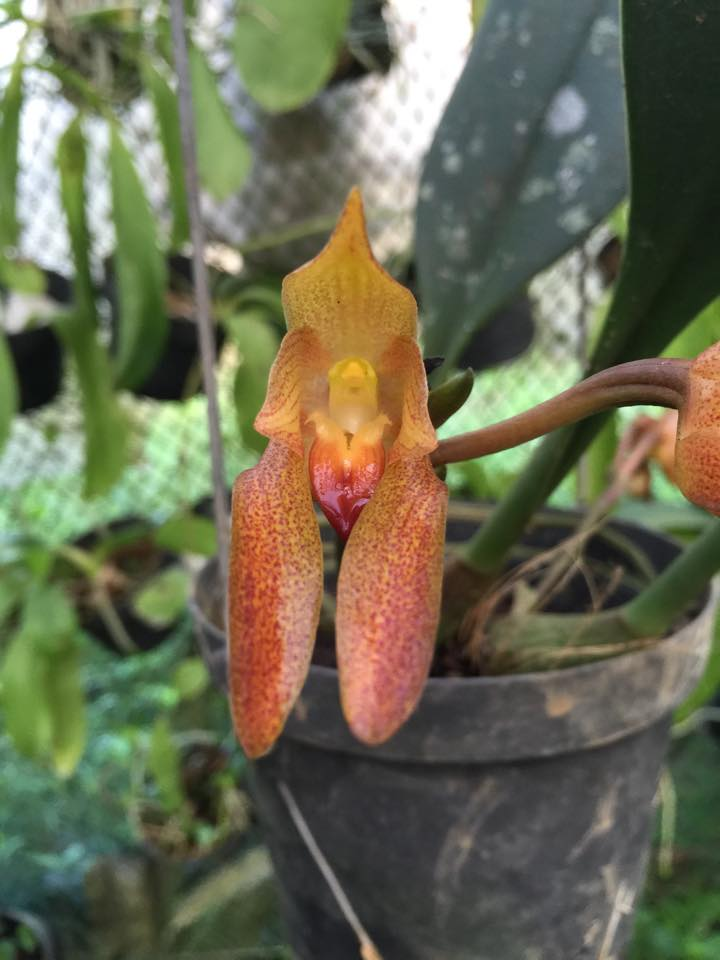
Bulbophyllum cootesii

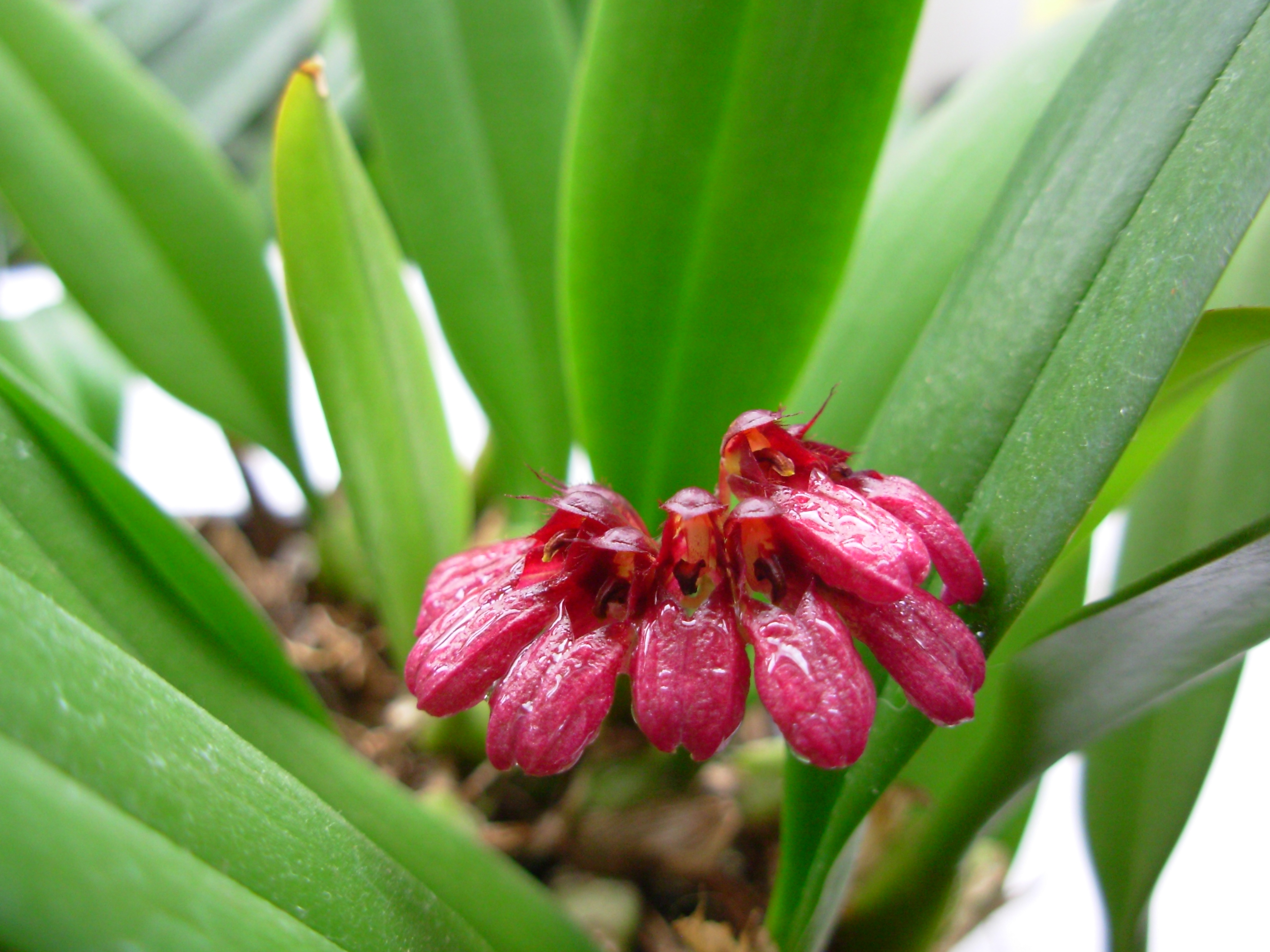
Bulbophyllum corolliferum

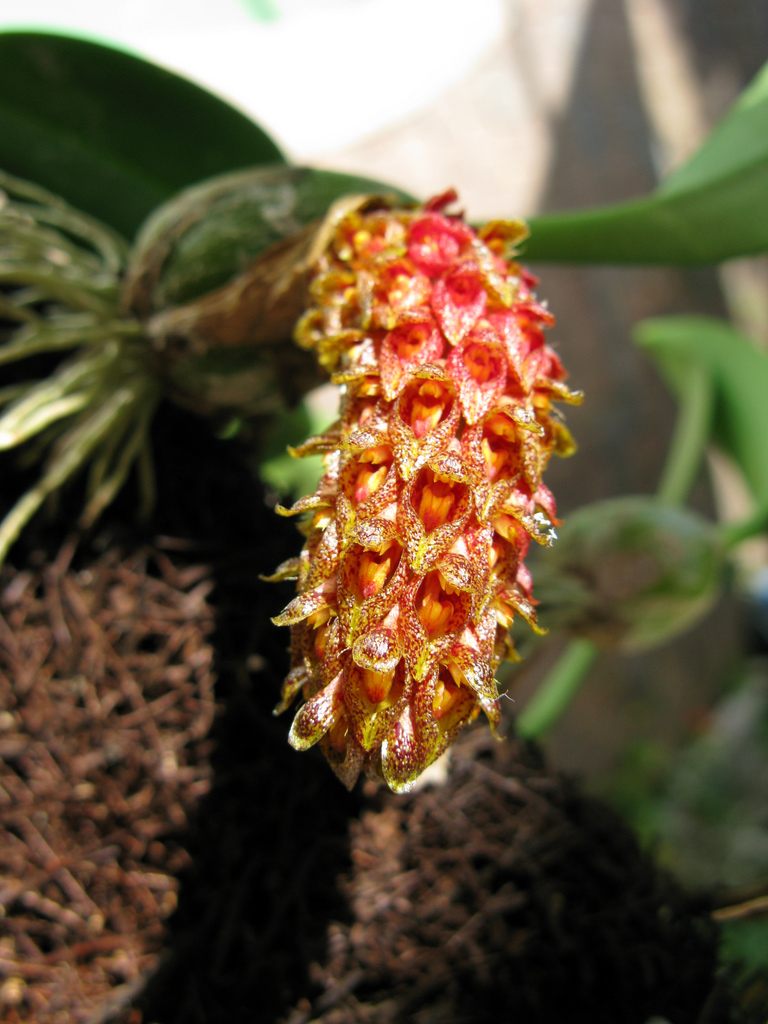
Bulbophyllum crassipes

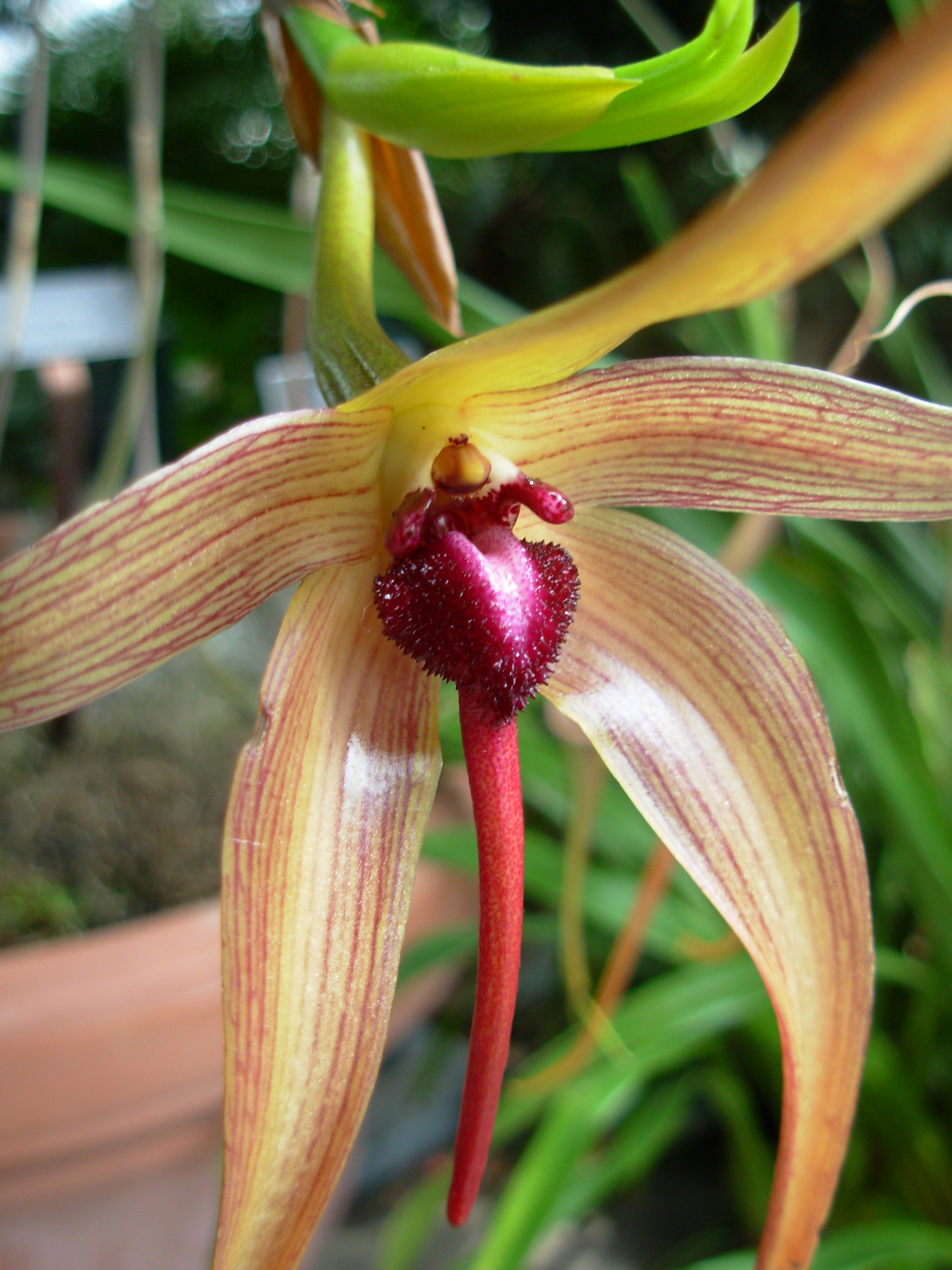
Bulbophyllum echinolabium

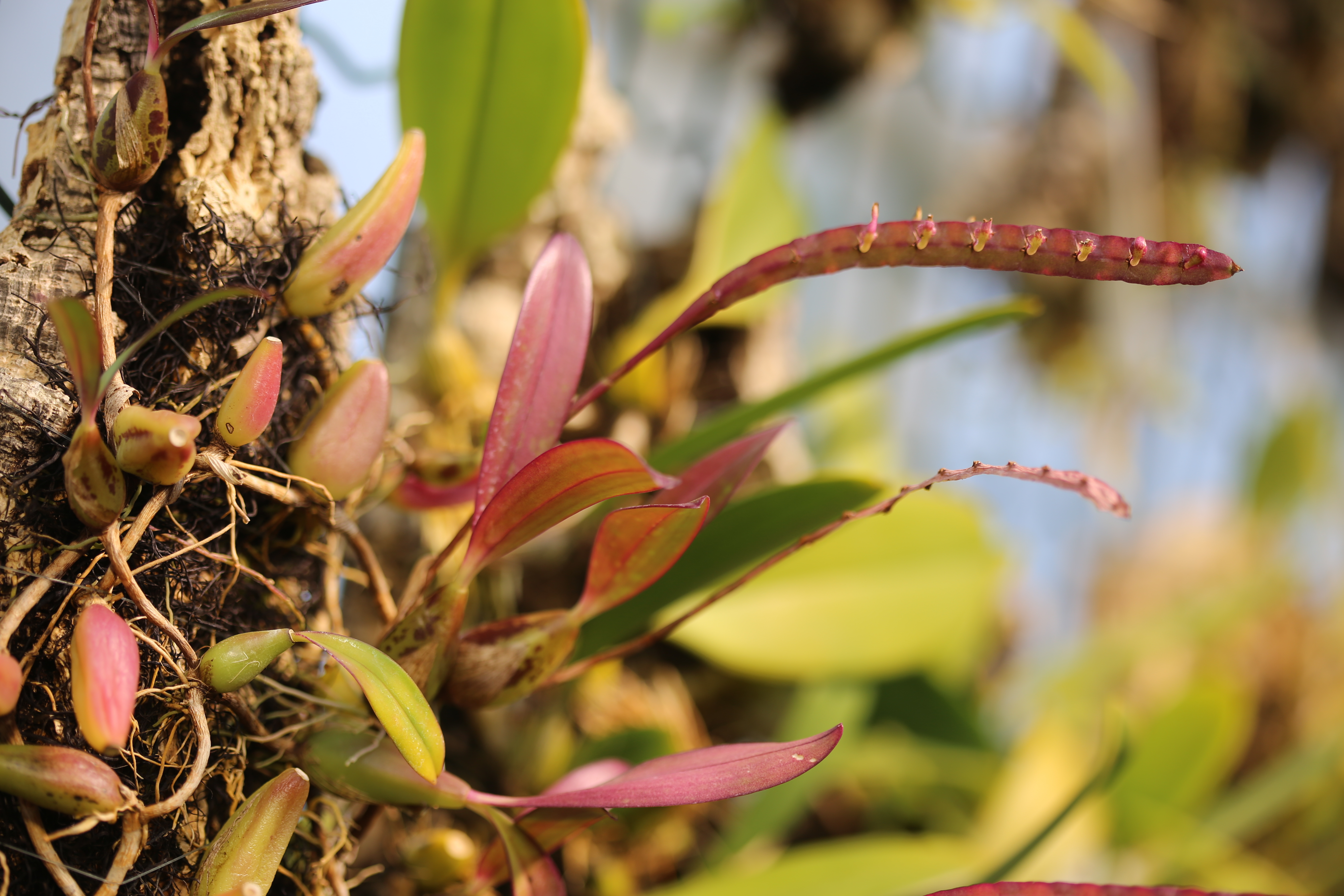
Bulbophyllum falcatum

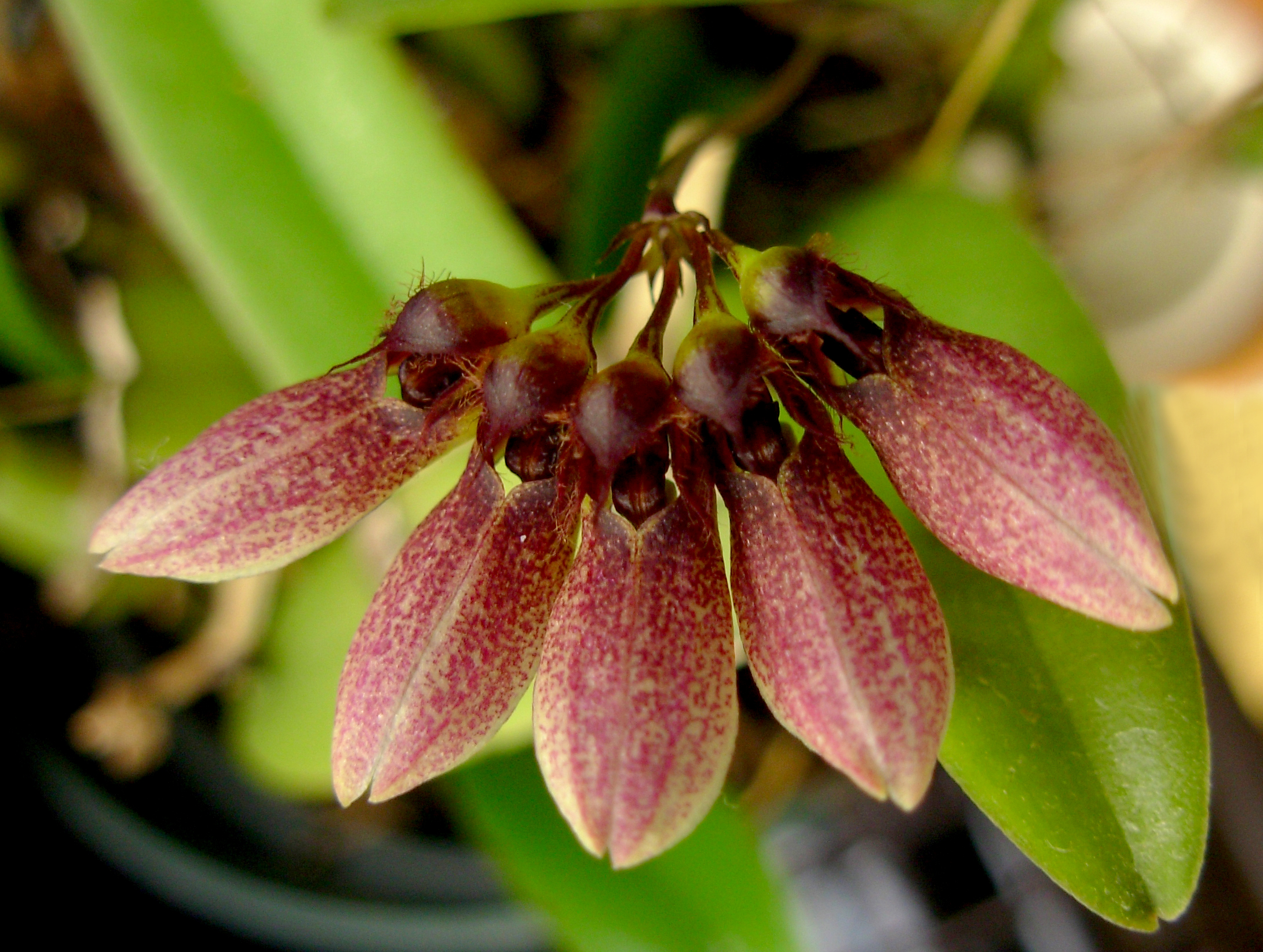
Bulbophyllum flabellum

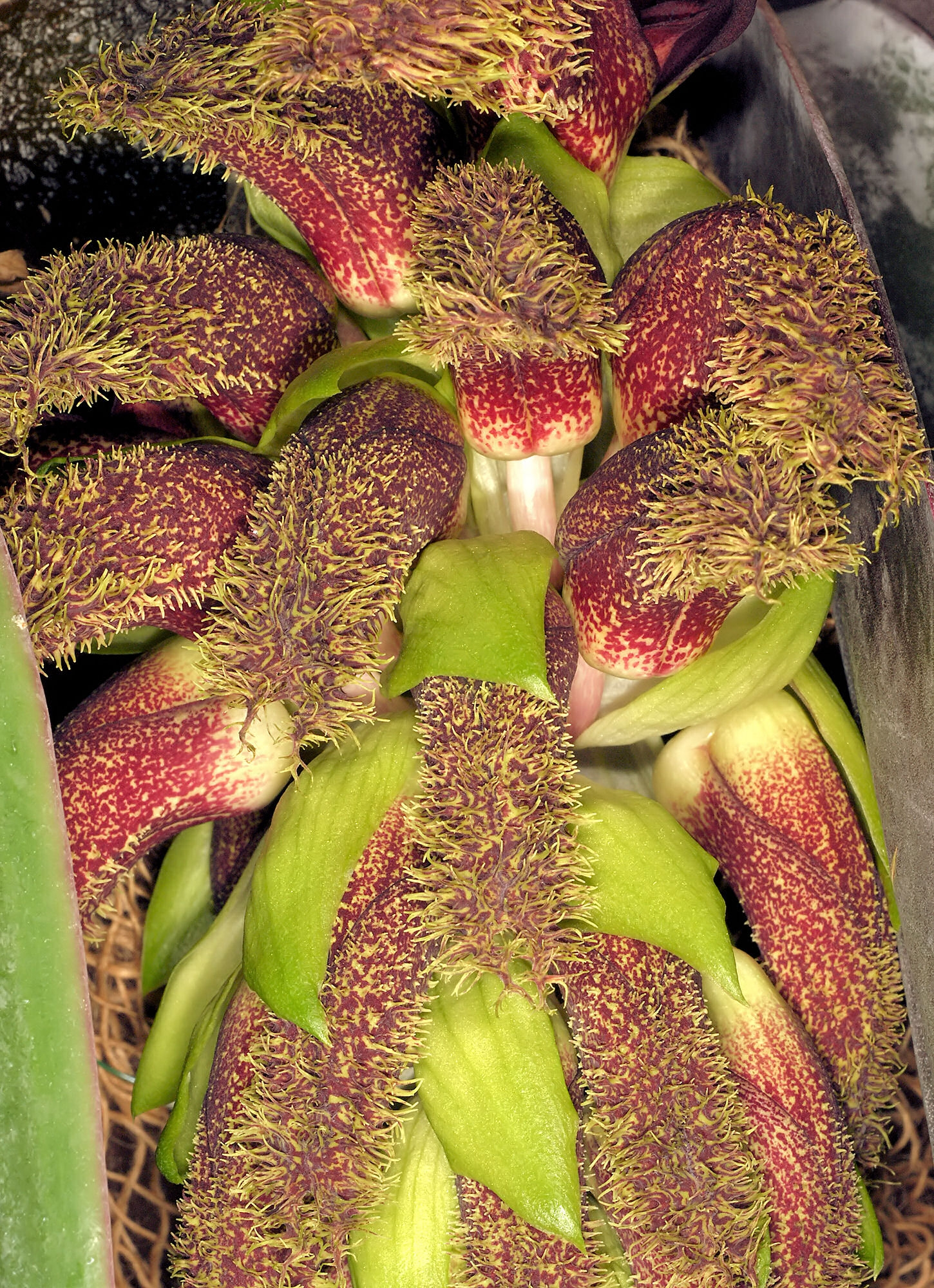
Bulbophyllum fletcherianum

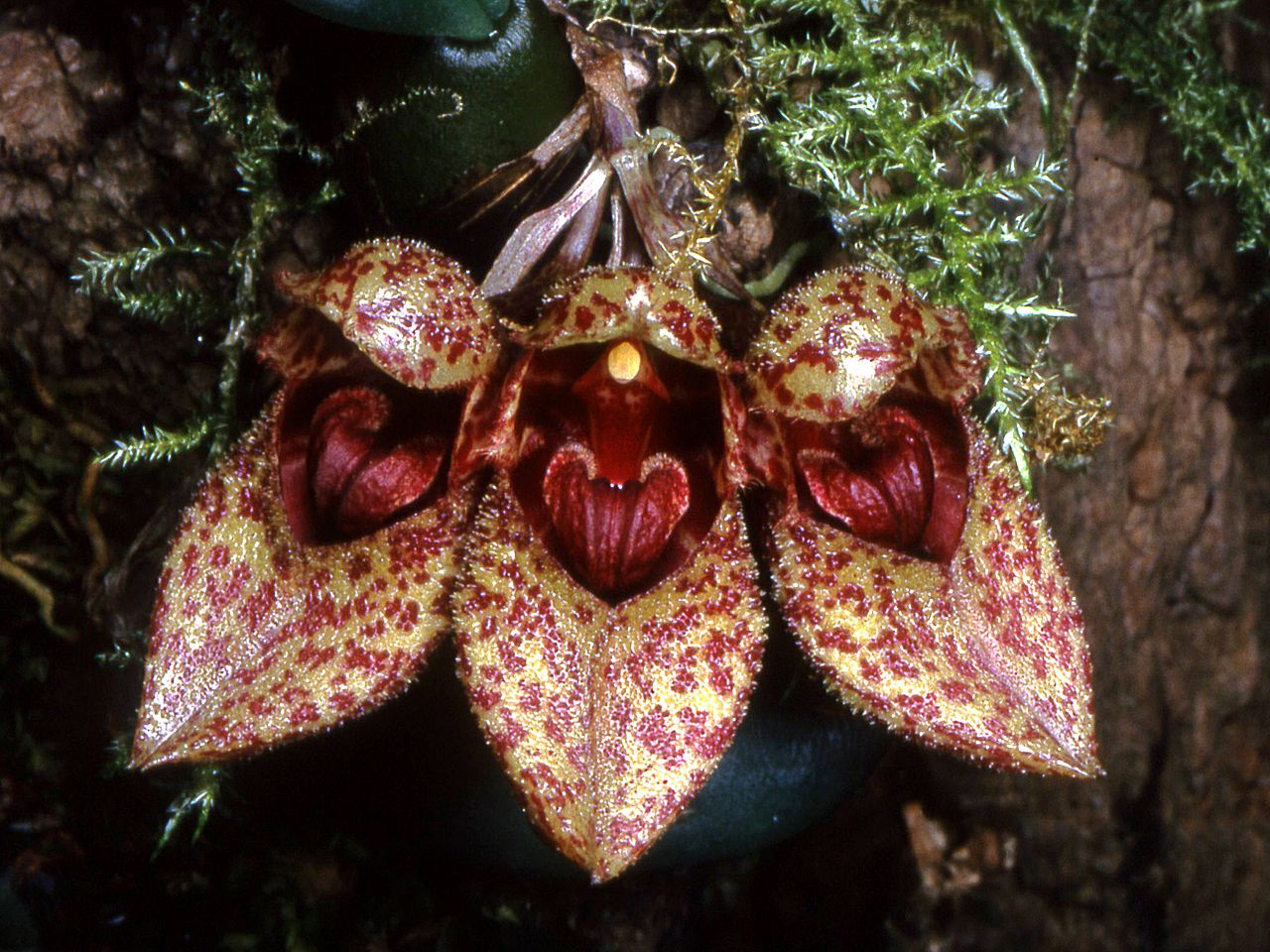
Bulbophyllum frostii

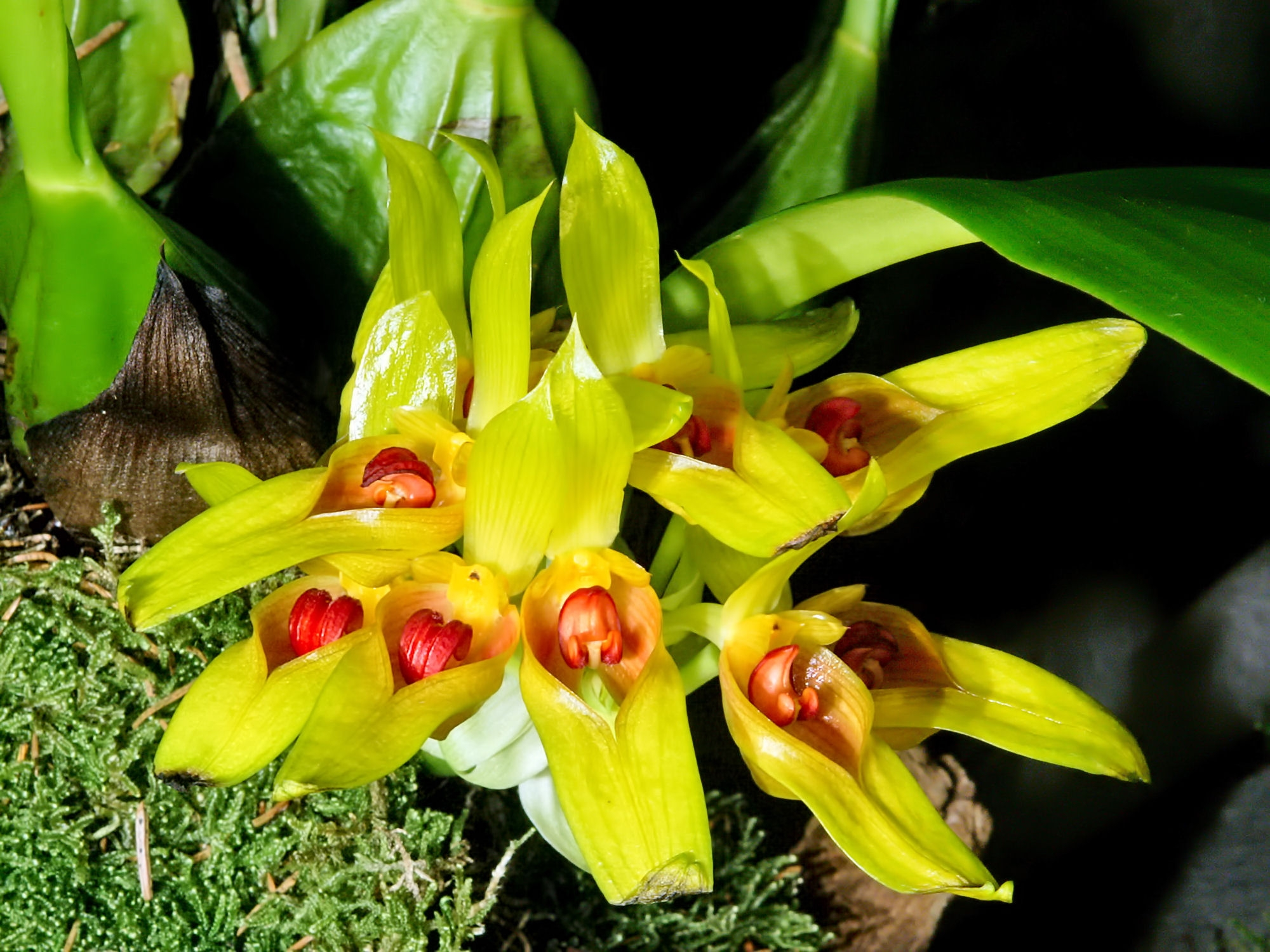
Bulbophyllum graveolens

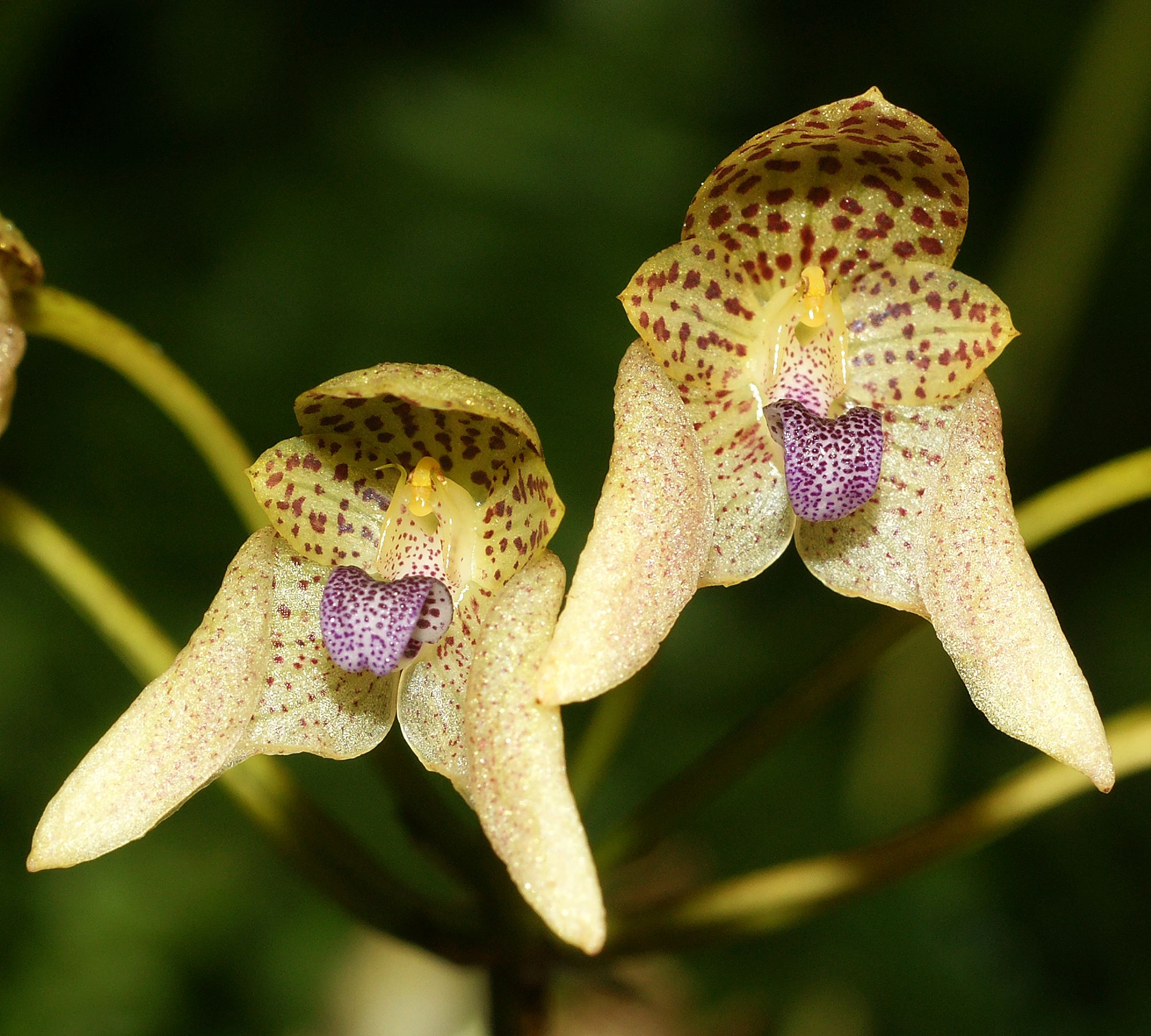
Bulbophyllum guttulatum

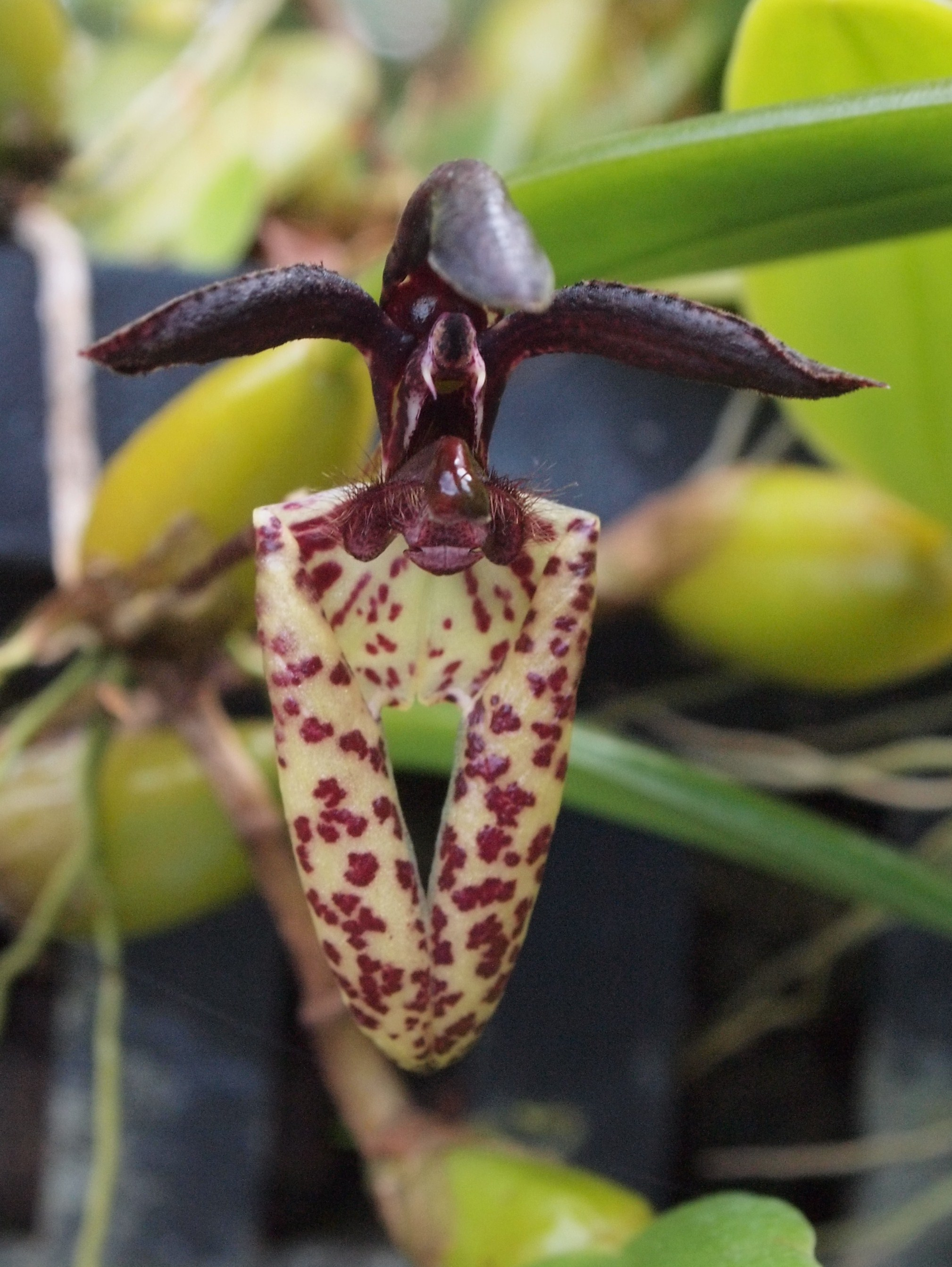
Bulbophyllum lasiochilum

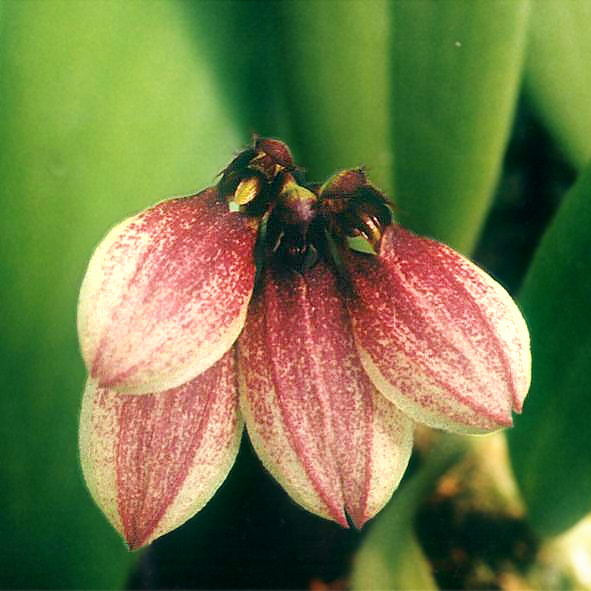
Bulbophyllum lepidum

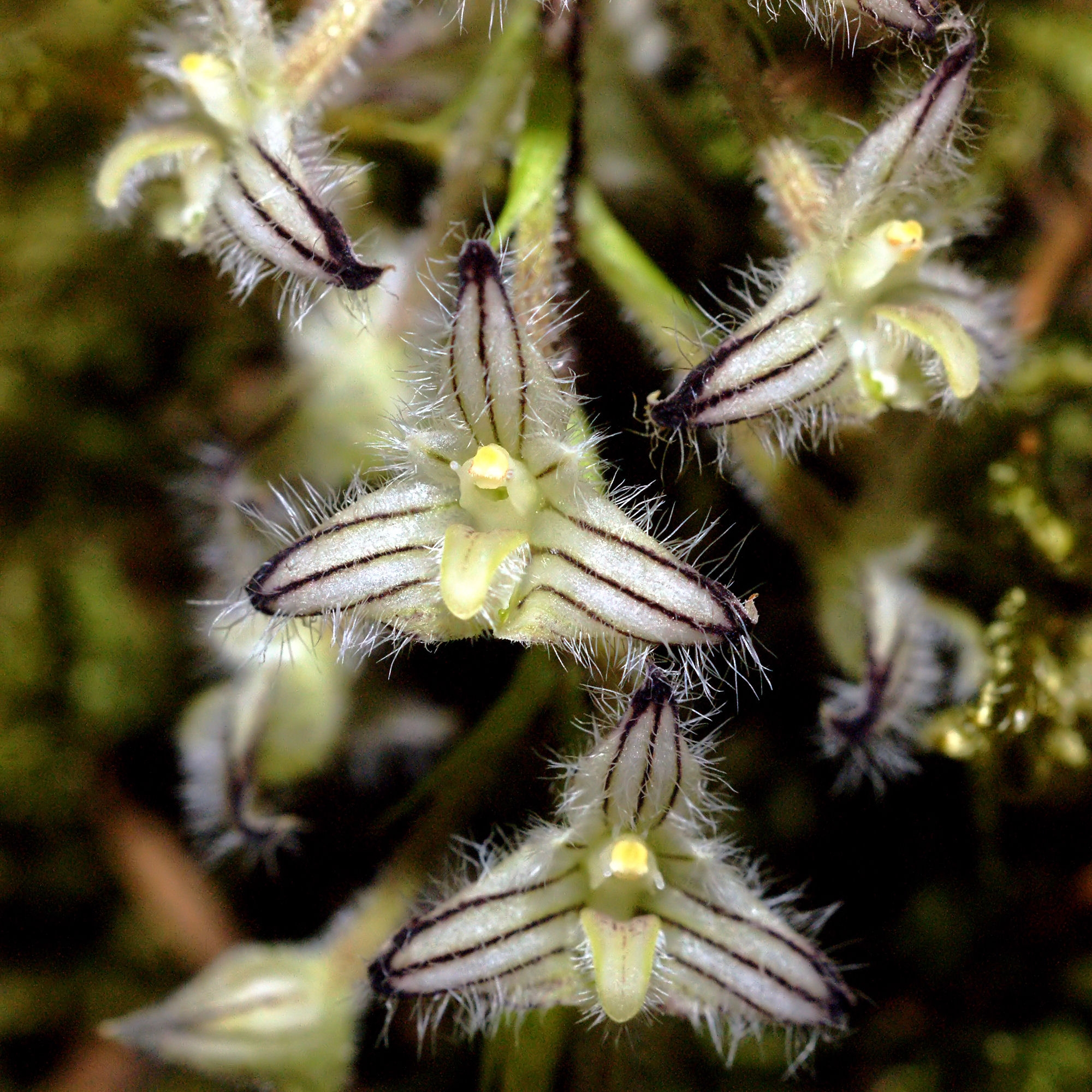
Bulbophyllum lindleyanum

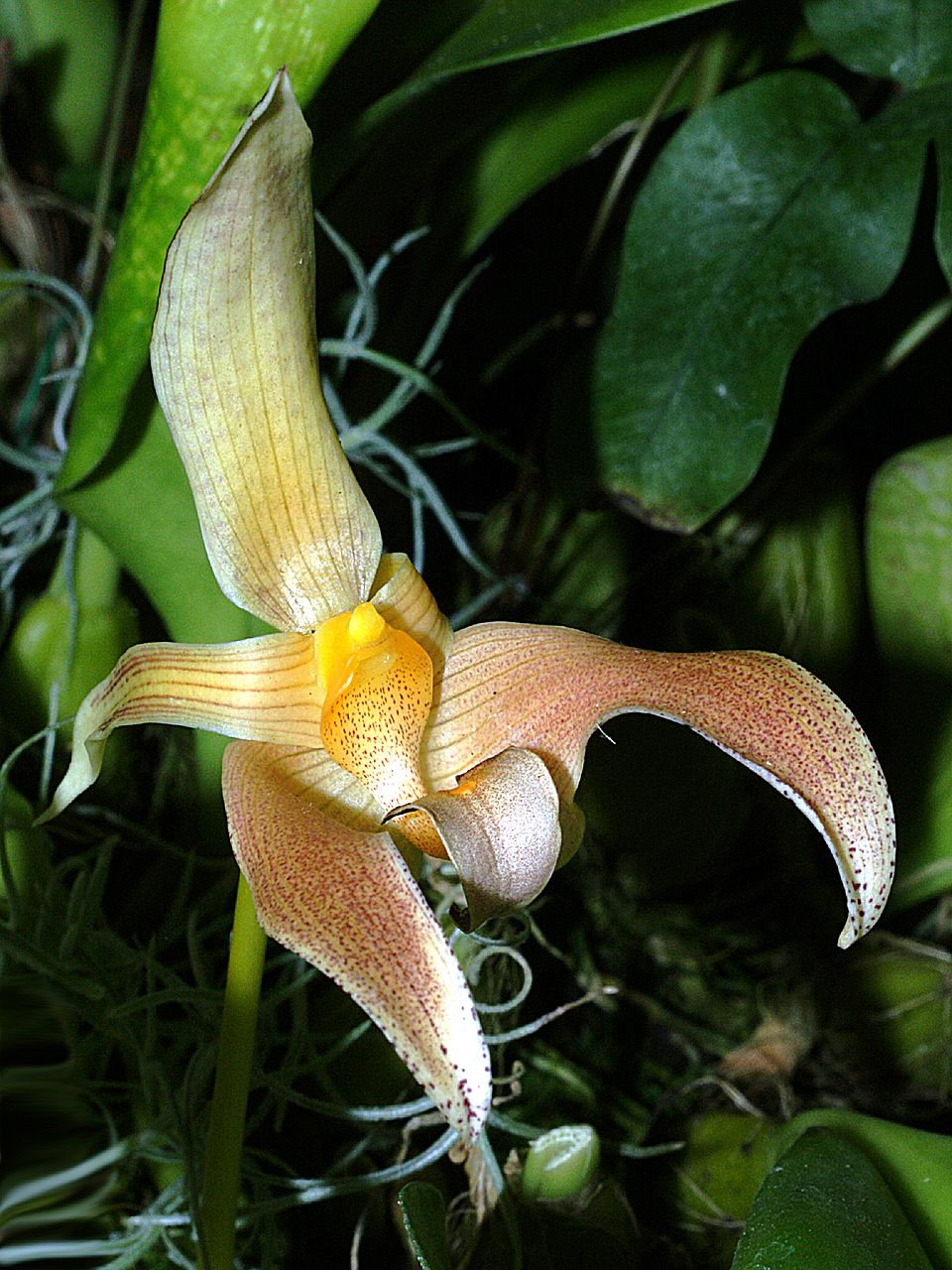
Bulbophyllum lobbii

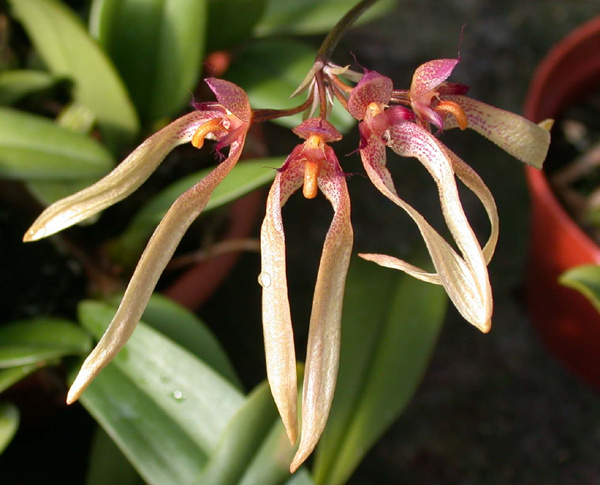
Bulbophyllum longiflorum

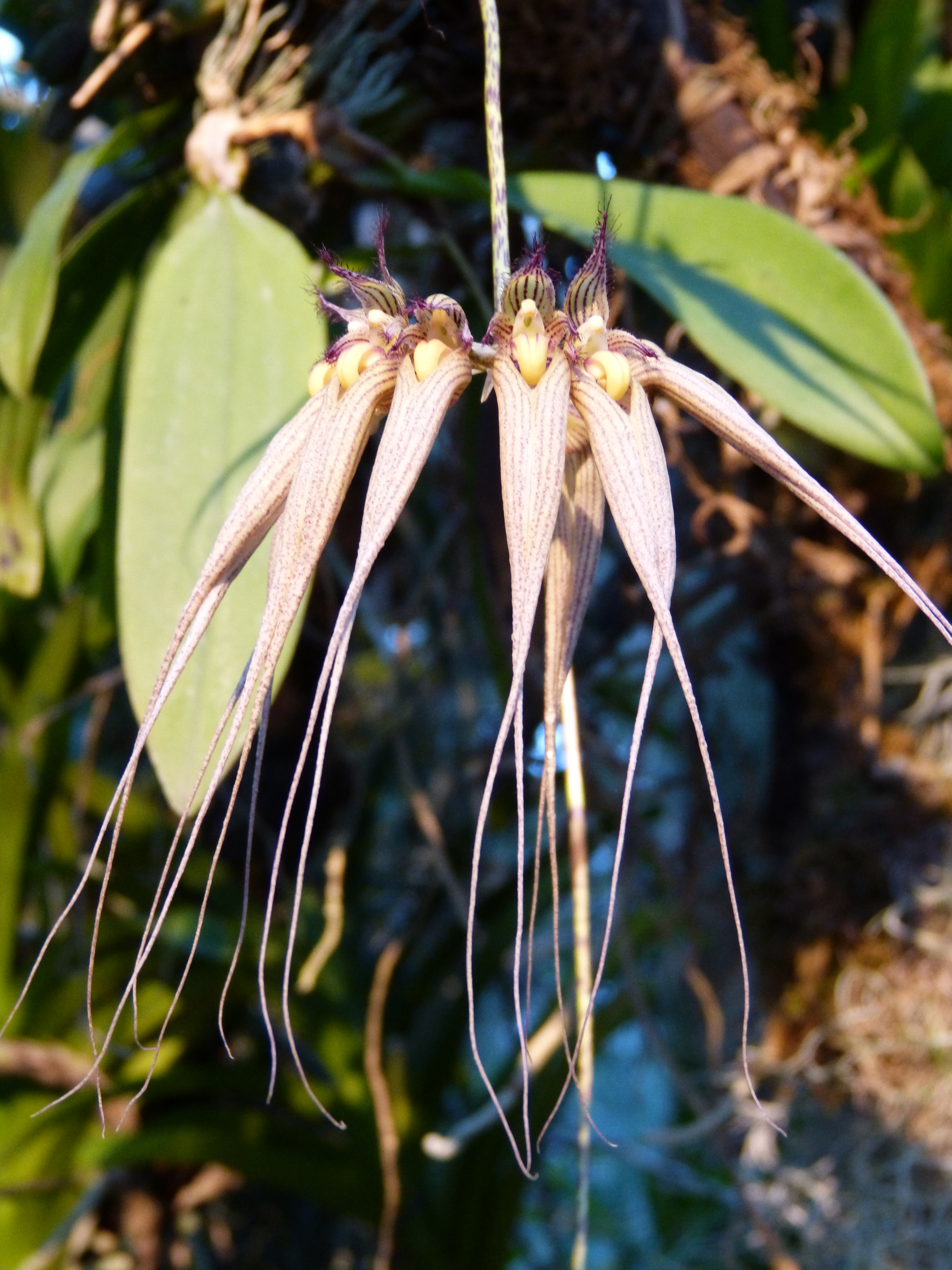
Bulbophyllum macraei

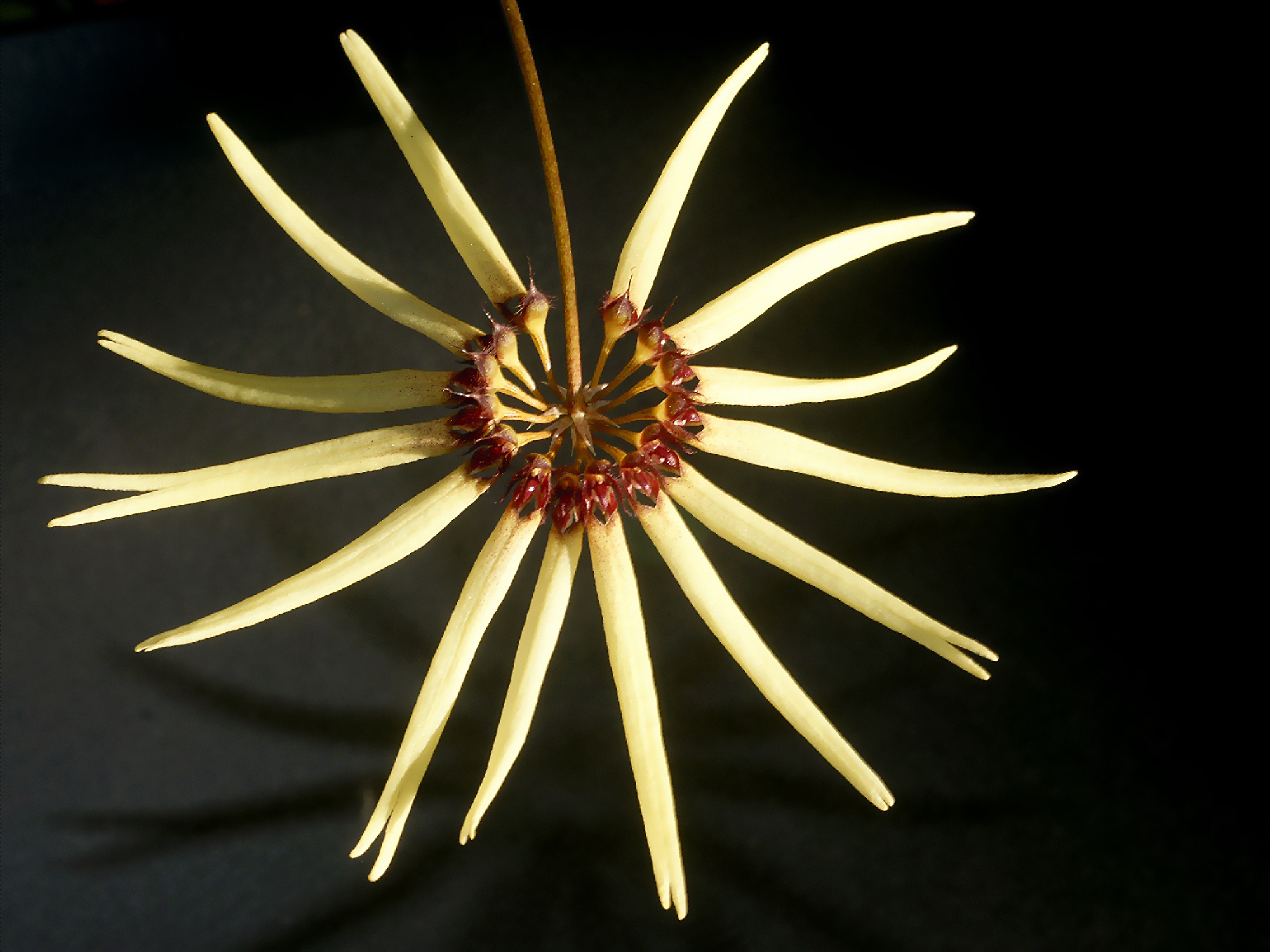
Bulbophyllum makoyanum

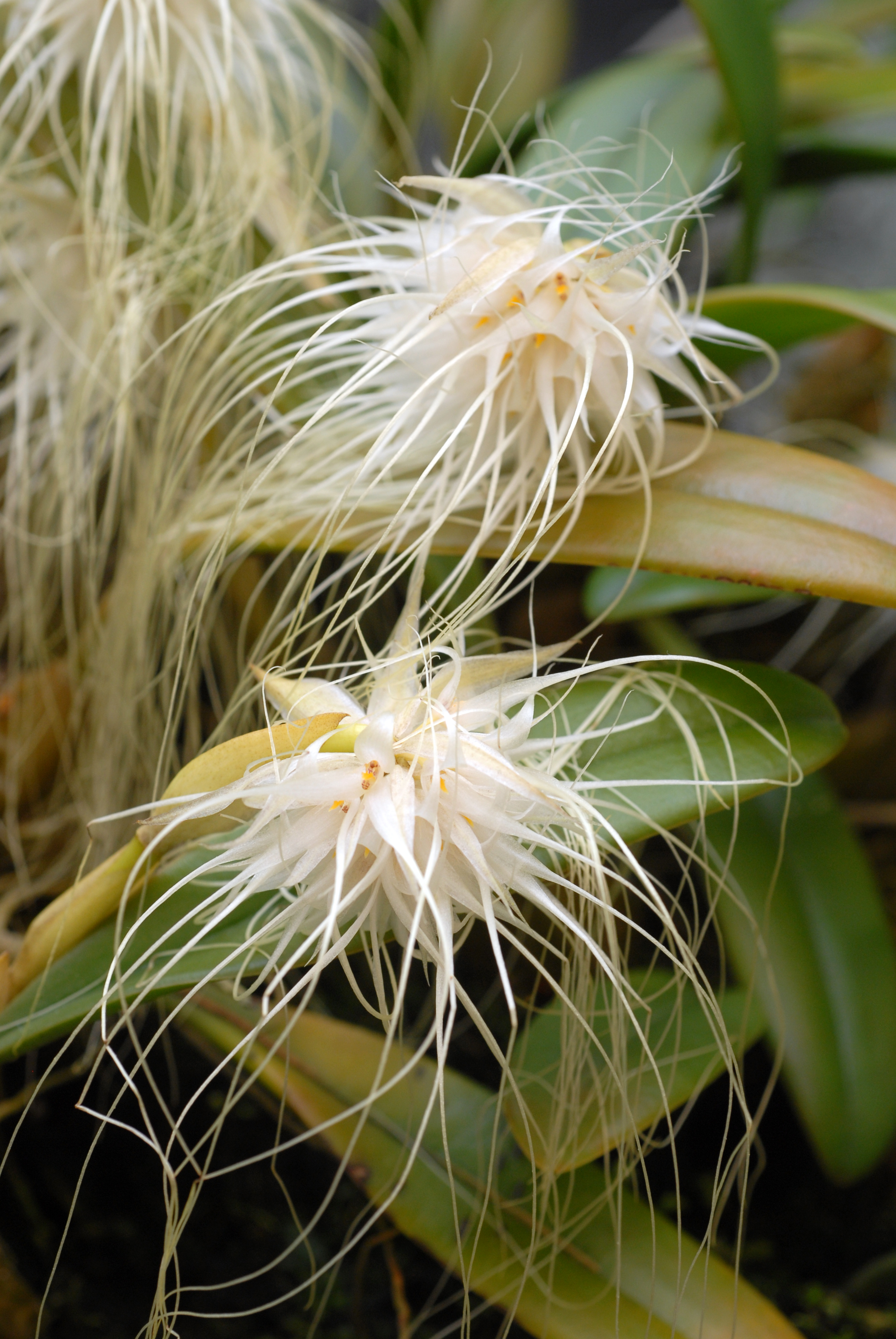
Bulbophyllum medusae

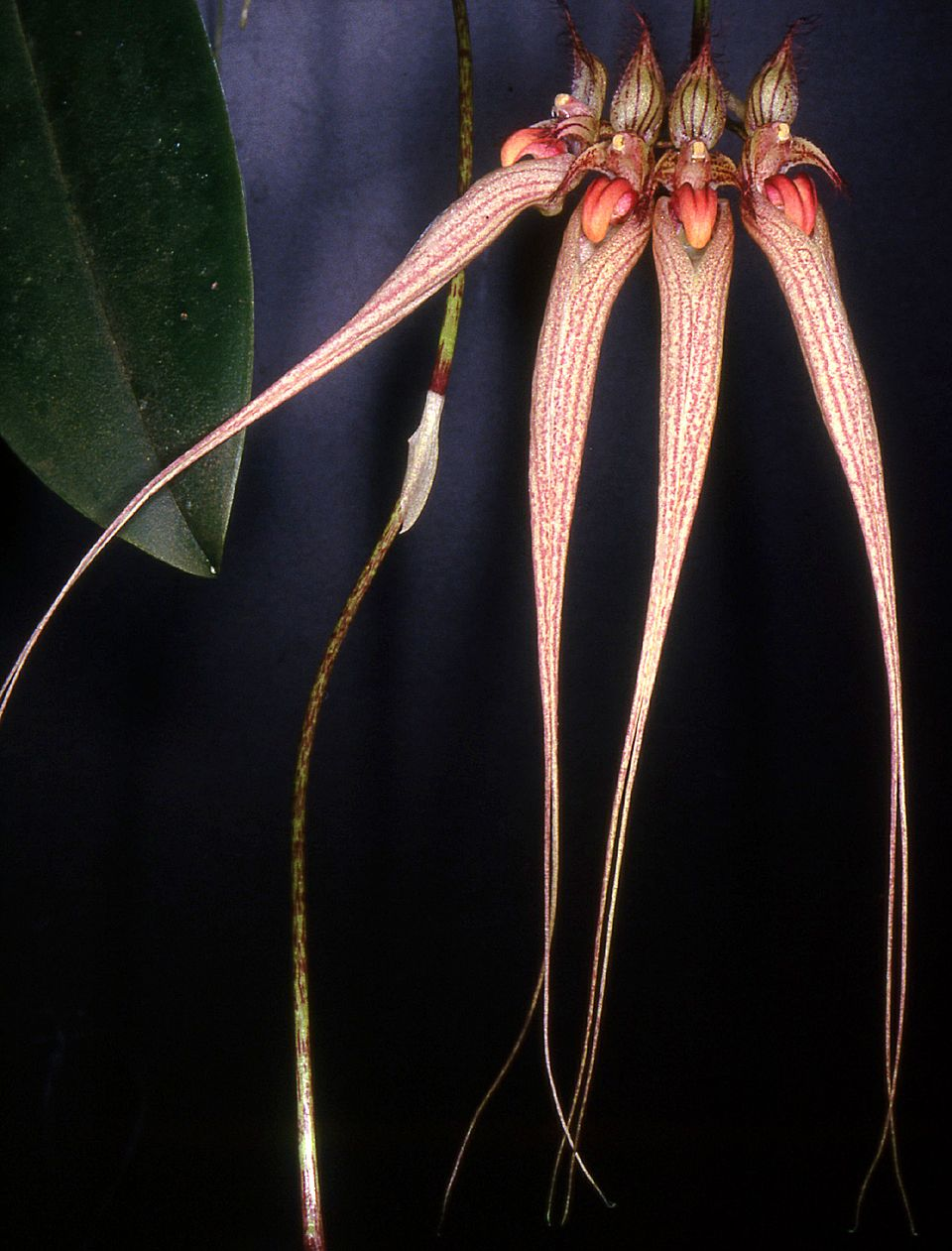
Bulbophyllum ornatissimum

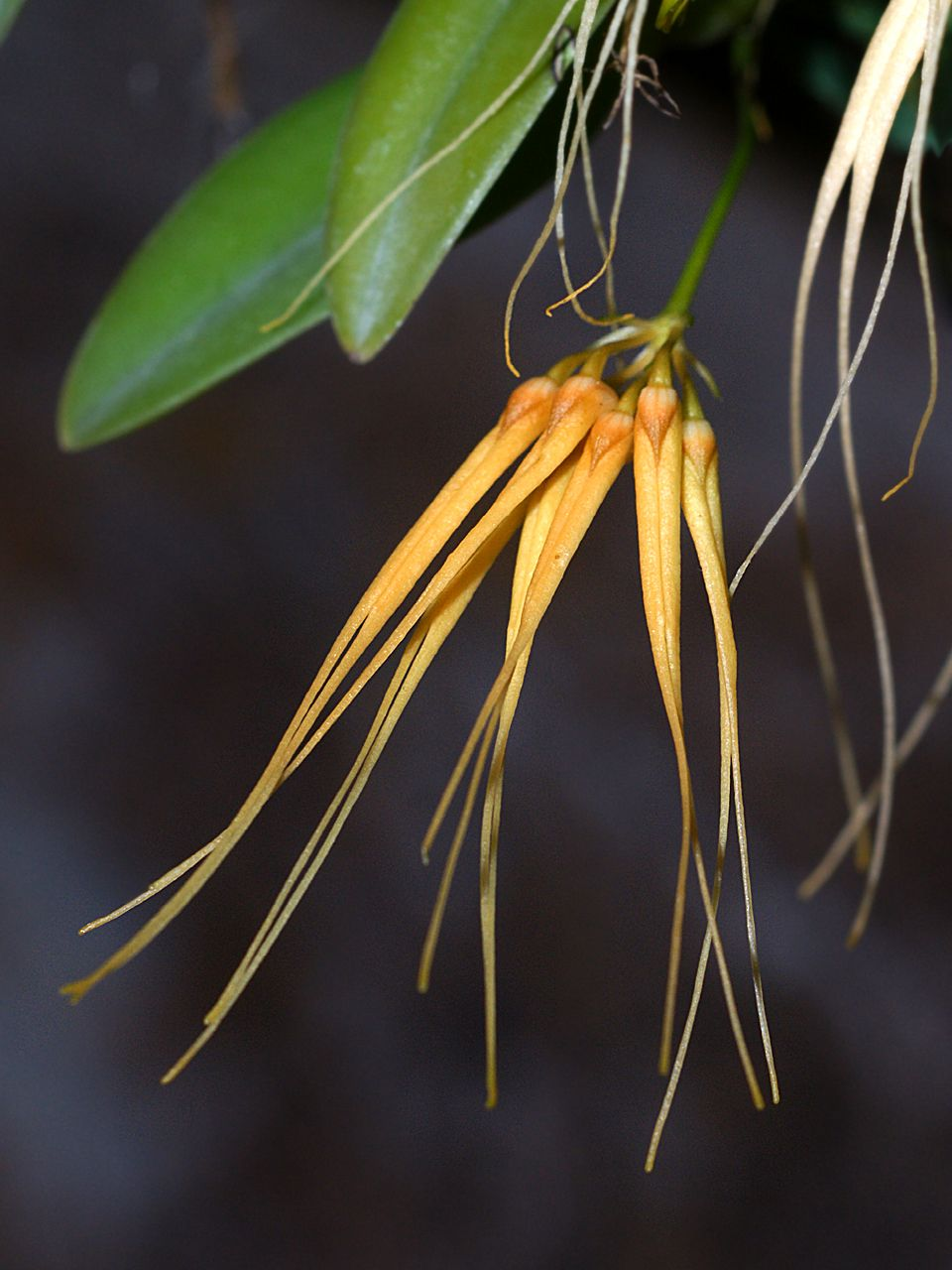
Bulbophyllum pecten-veneris

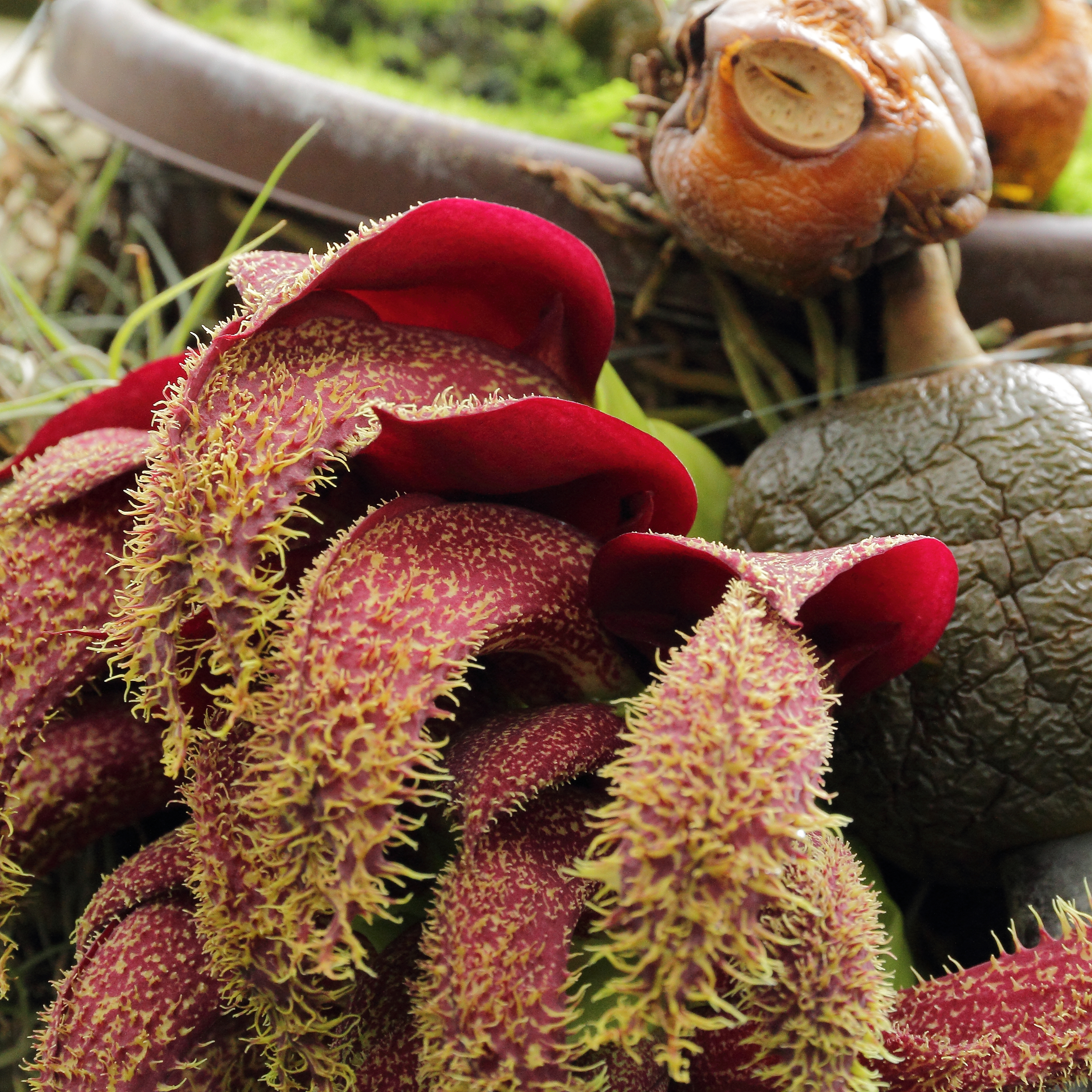
Bulbophyllum phalaenopsis

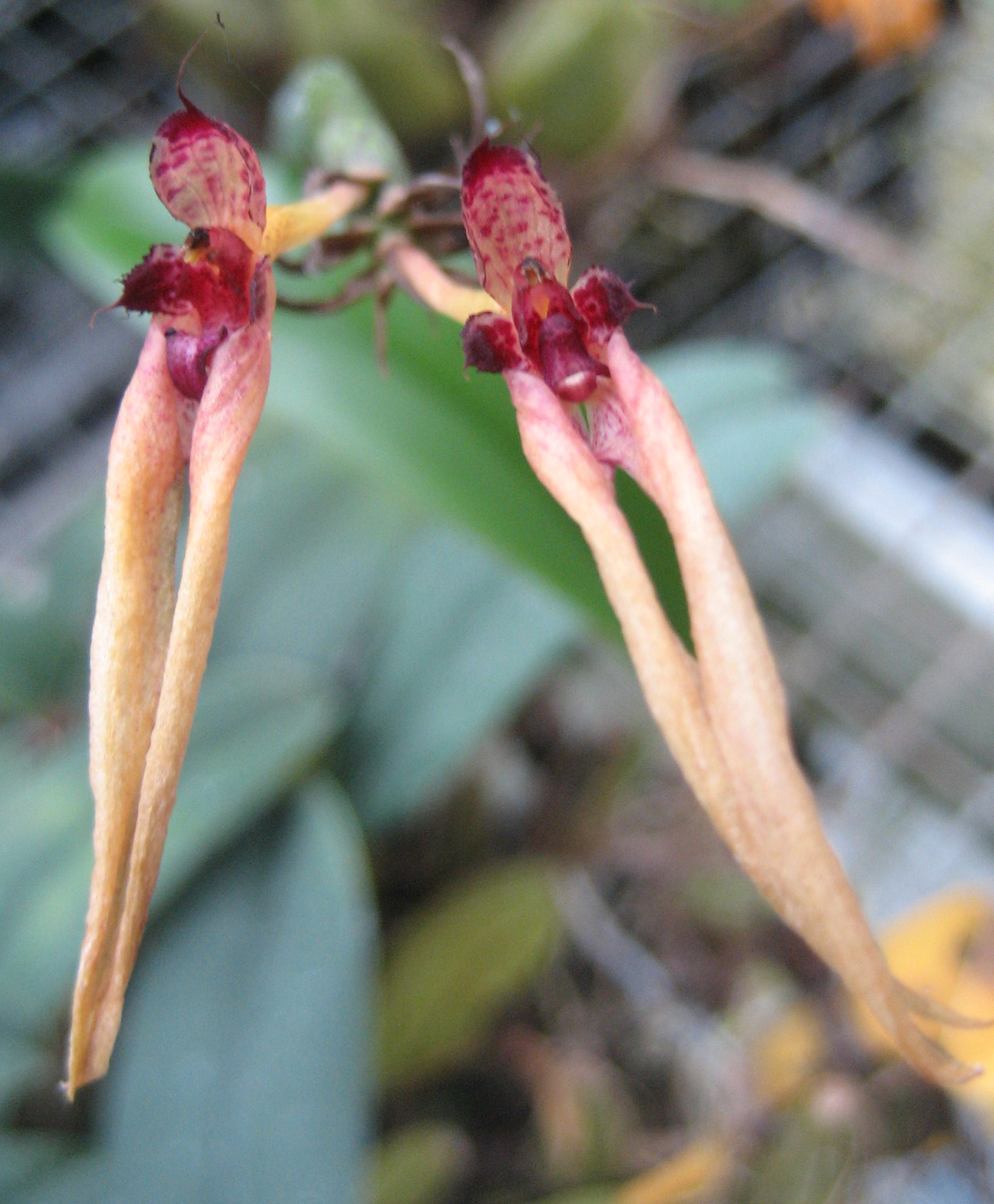
Bulbophyllum pseudopicturatum

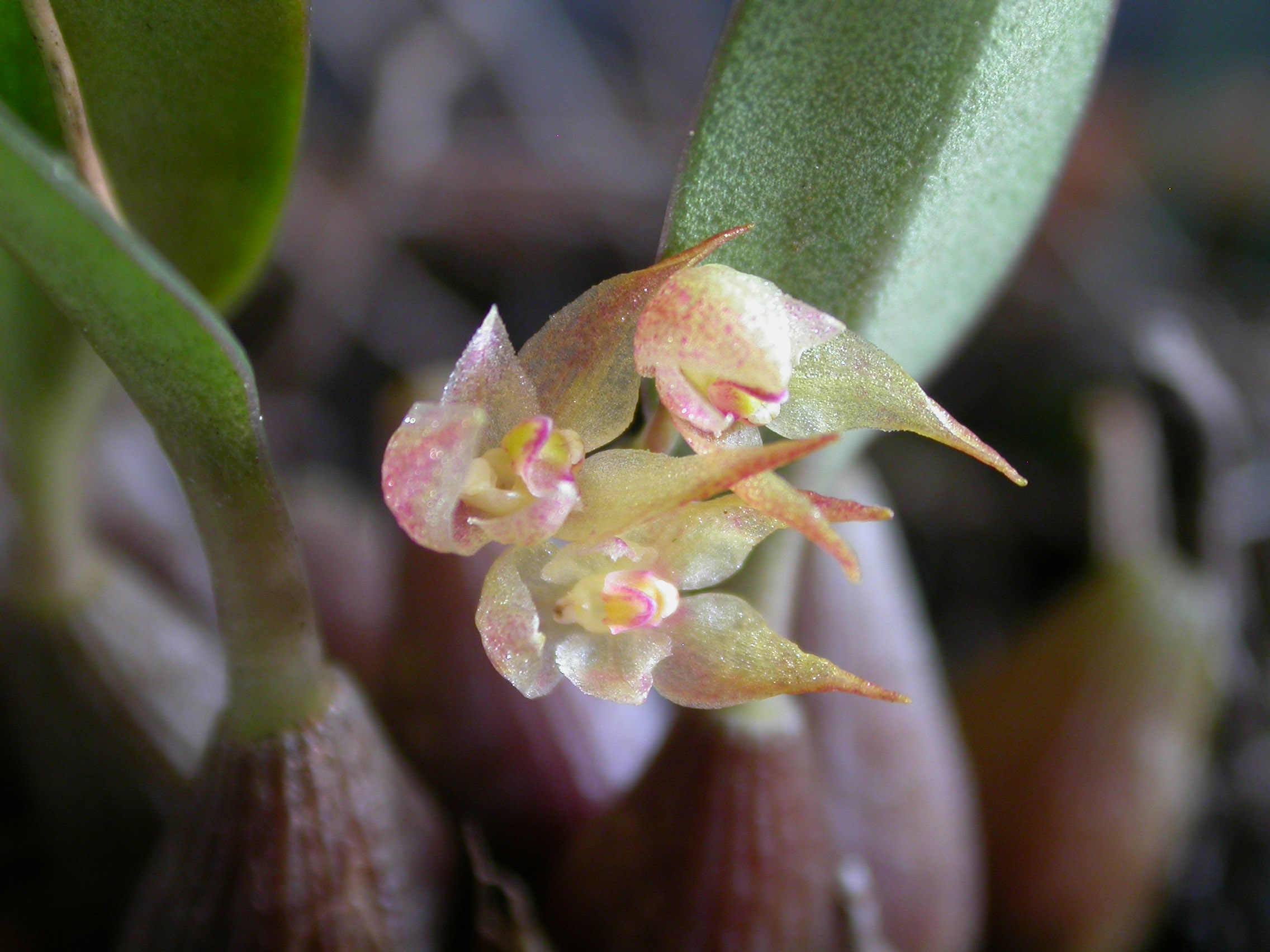
Bulbophyllum psychoon

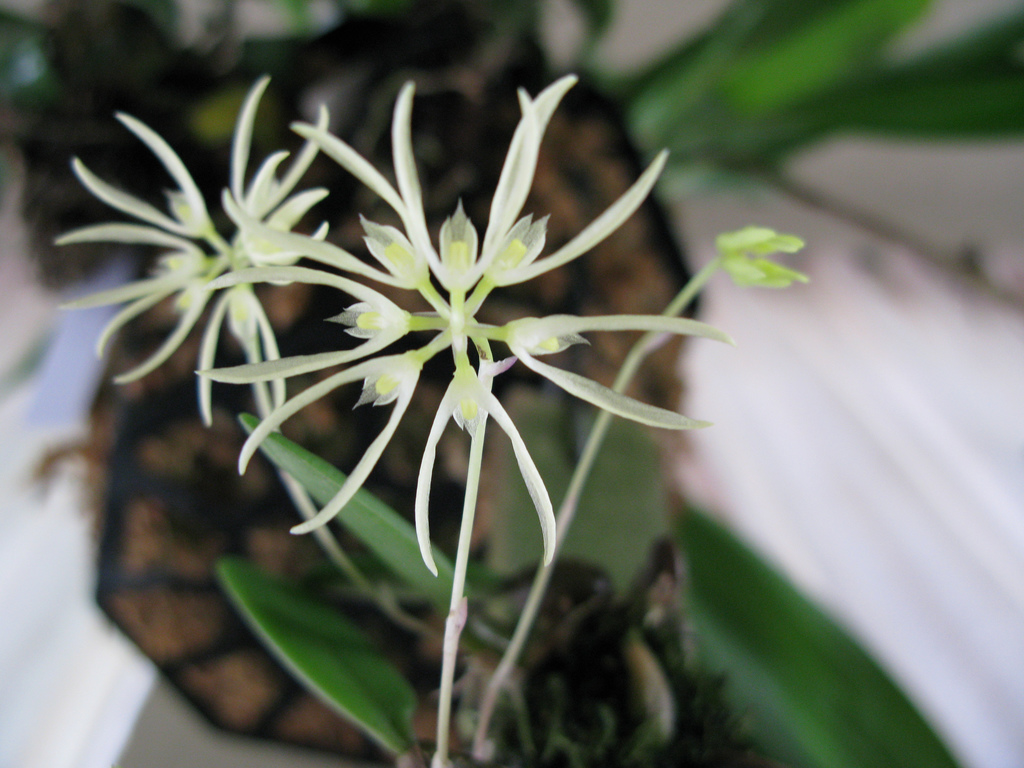
Bulbophyllum purpurascens

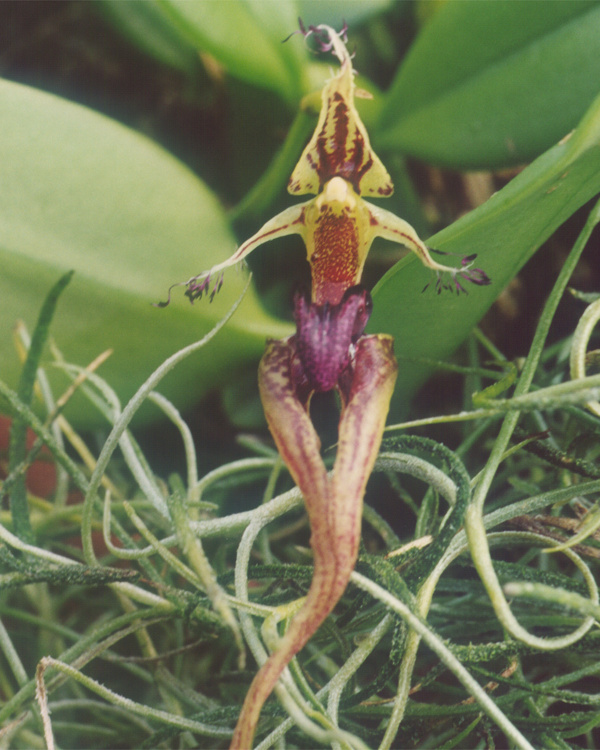
Bulbophyllum putidum

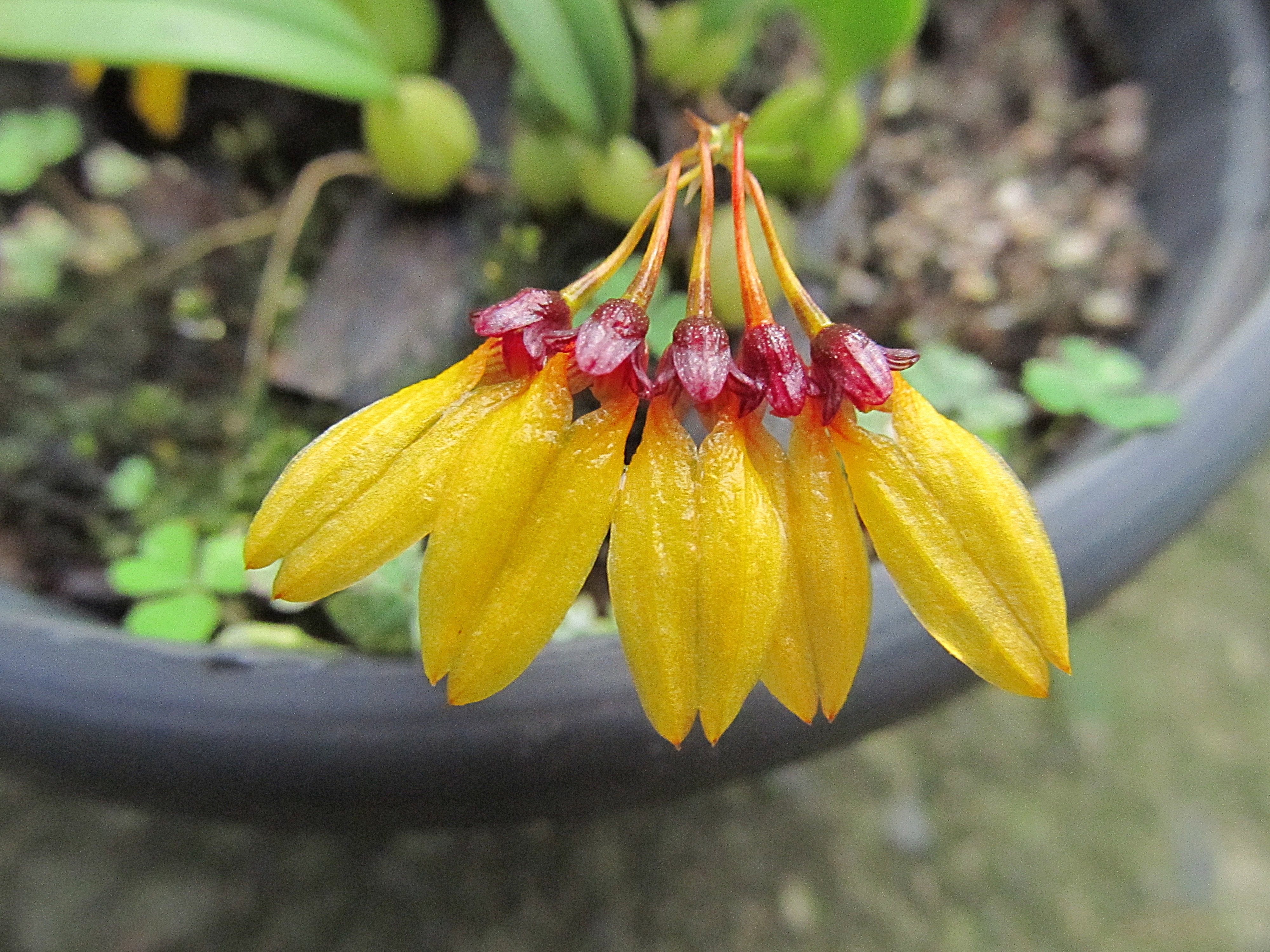
Bulbophyllum retusiusculum

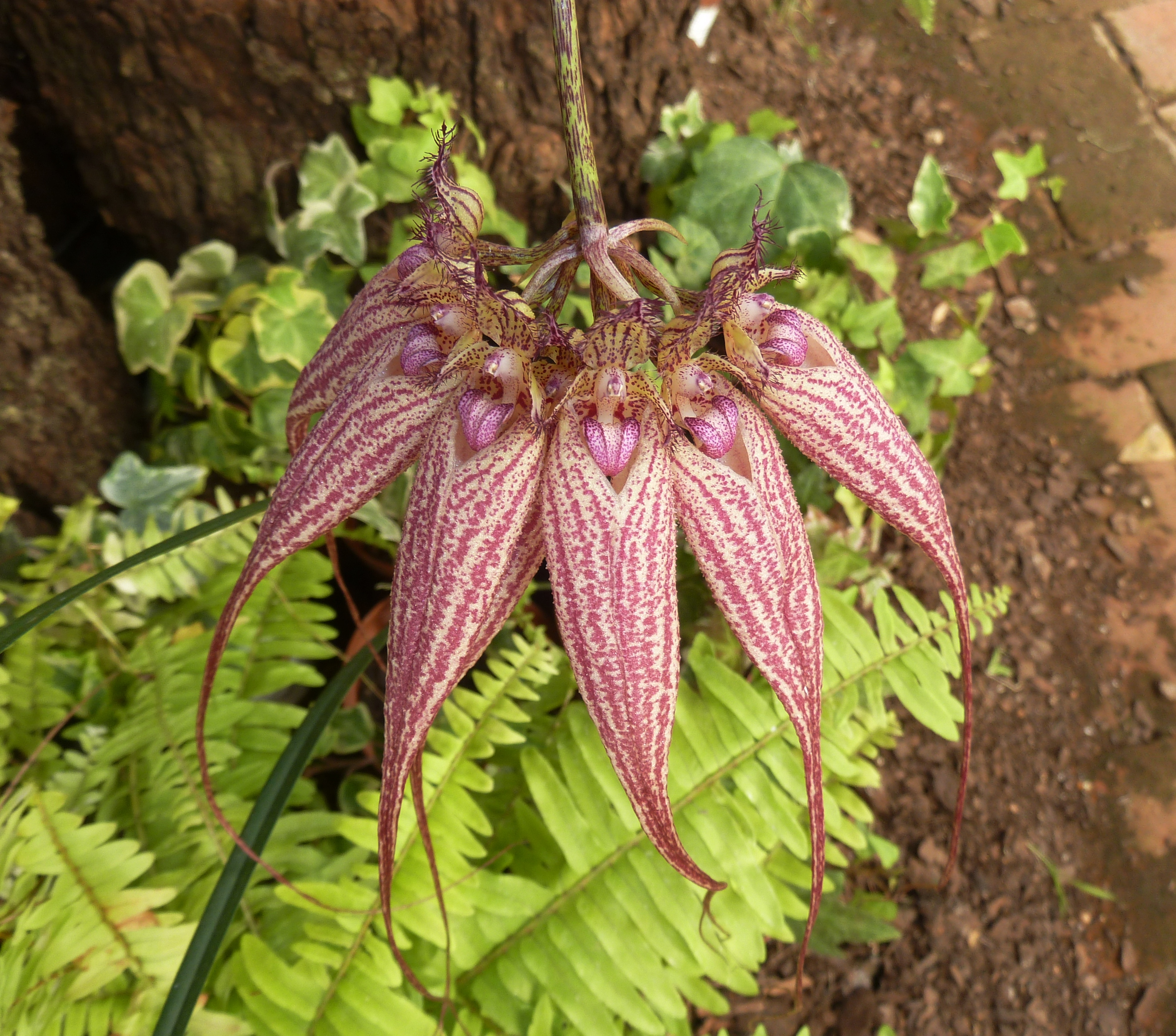
Bulbophyllum rothschildianum

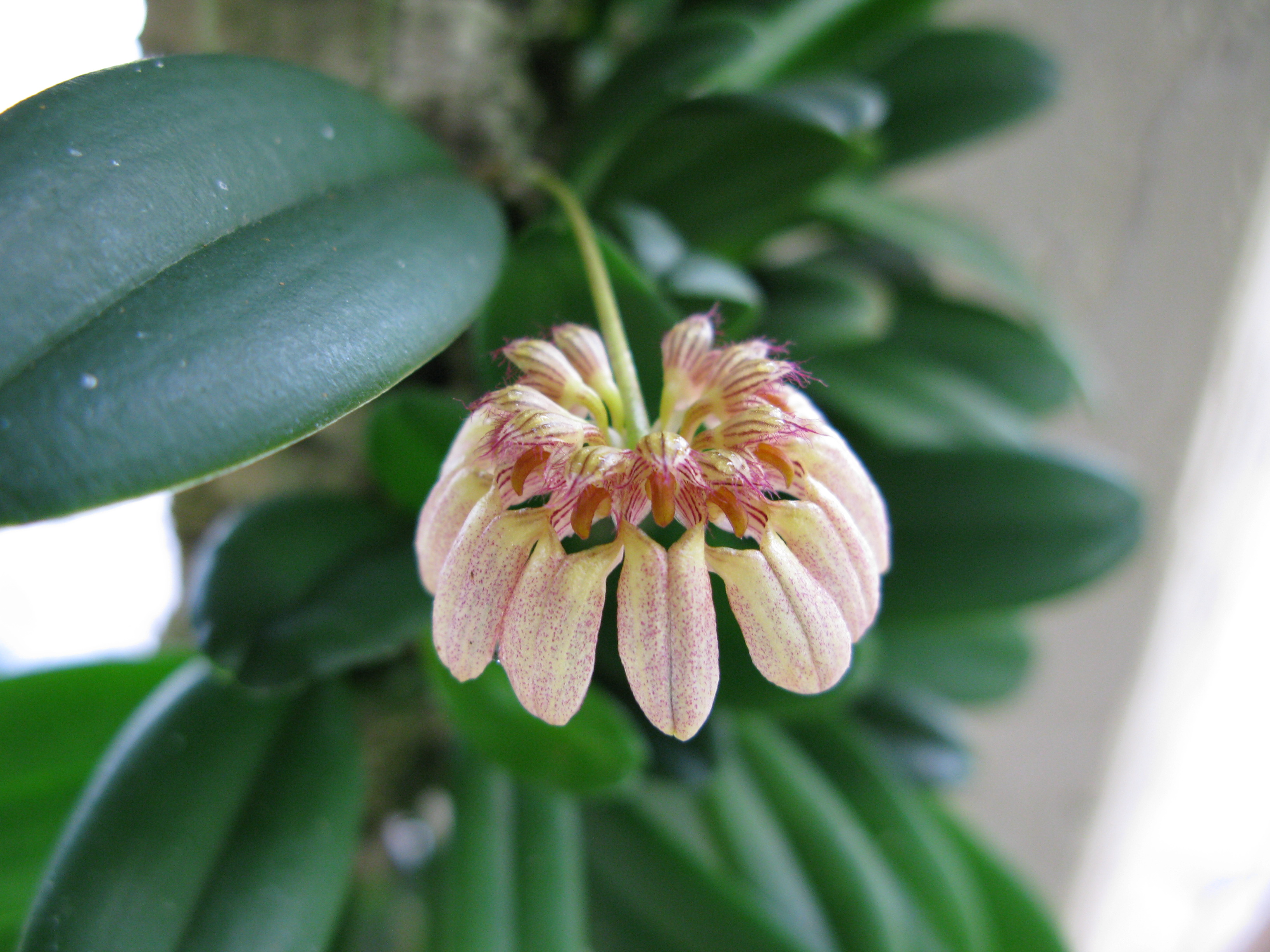
Bulbophyllum roxburghii

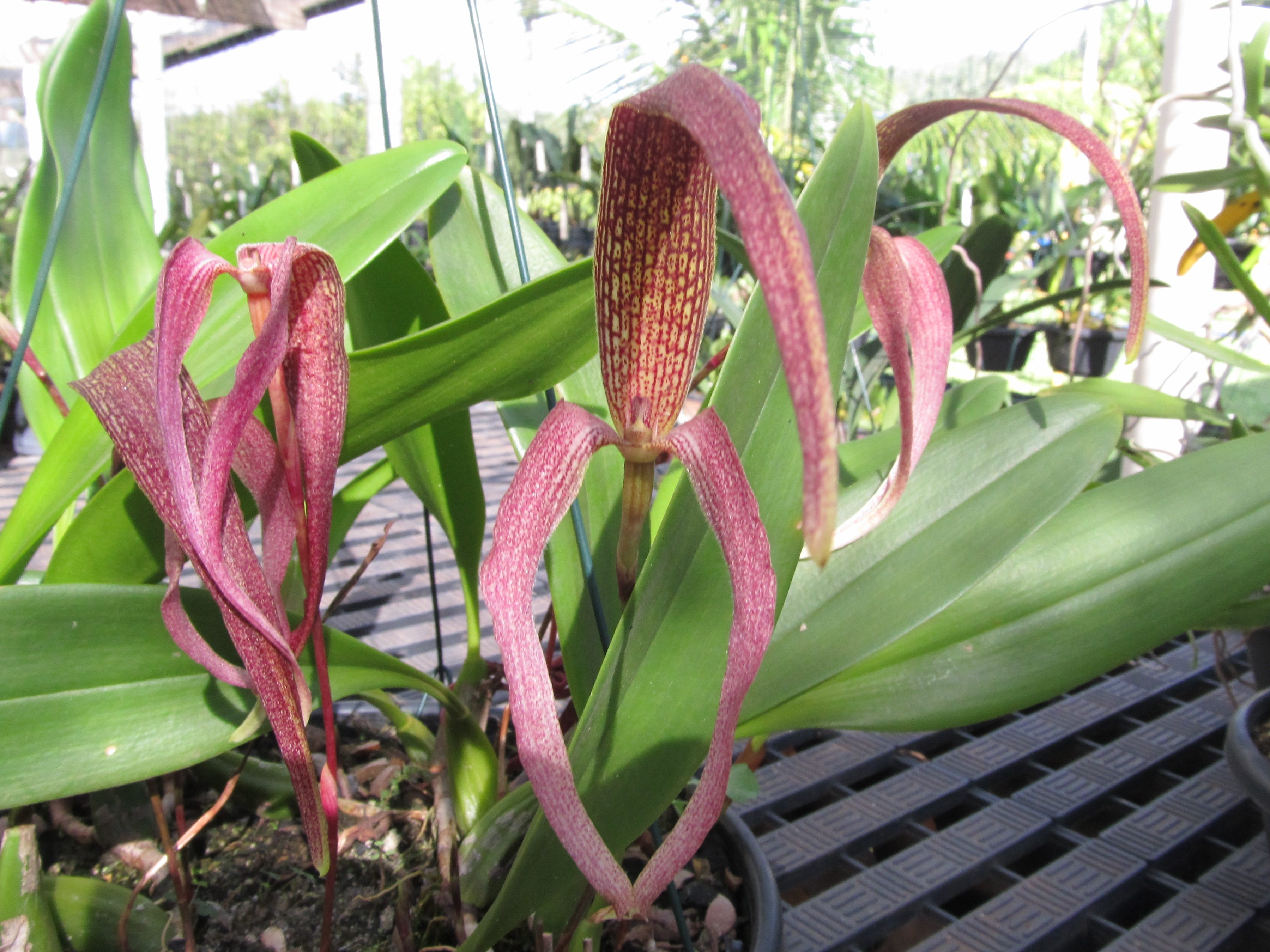
Bulbophyllum singulare

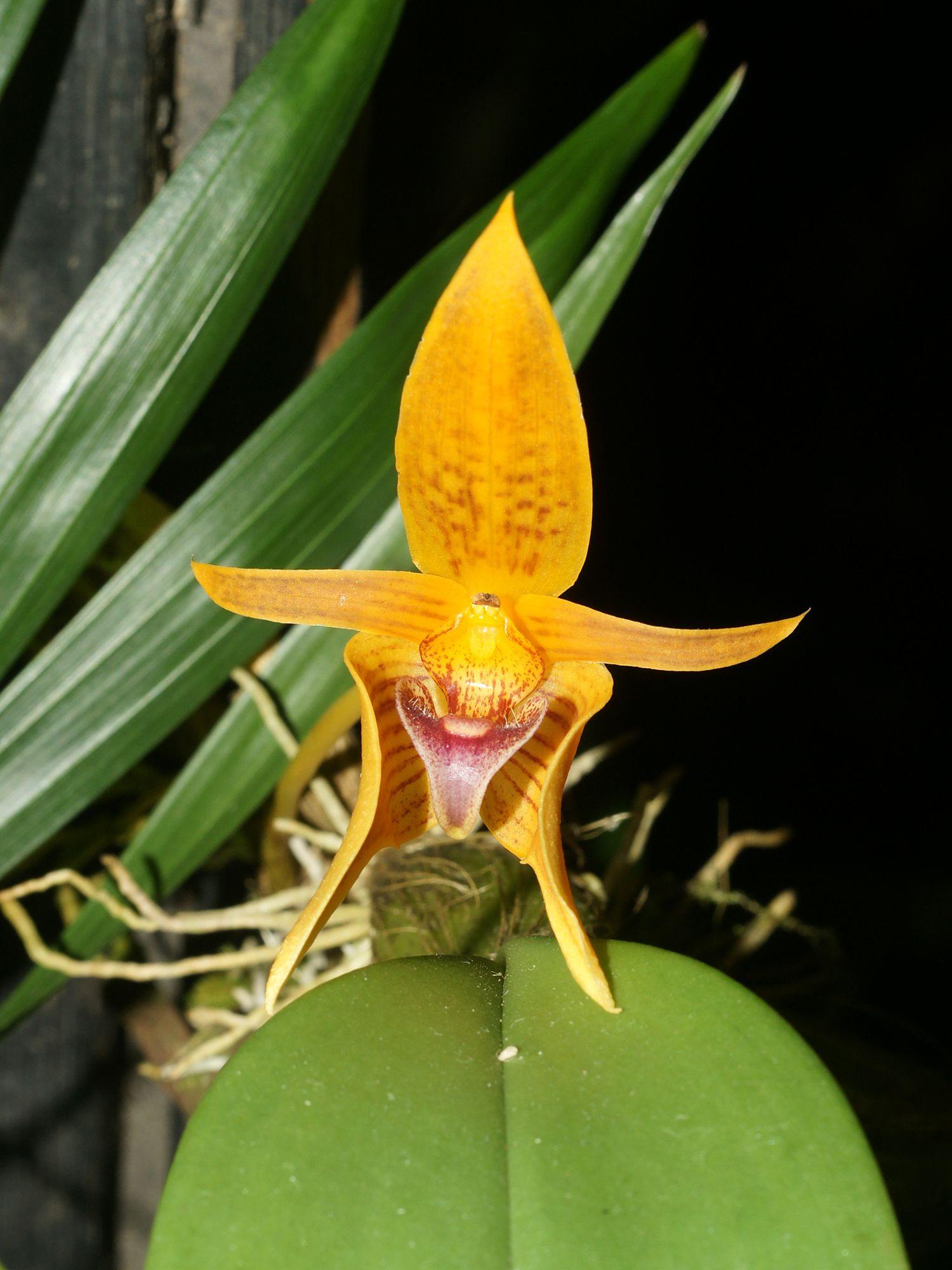
Bulbophyllum smitinandii

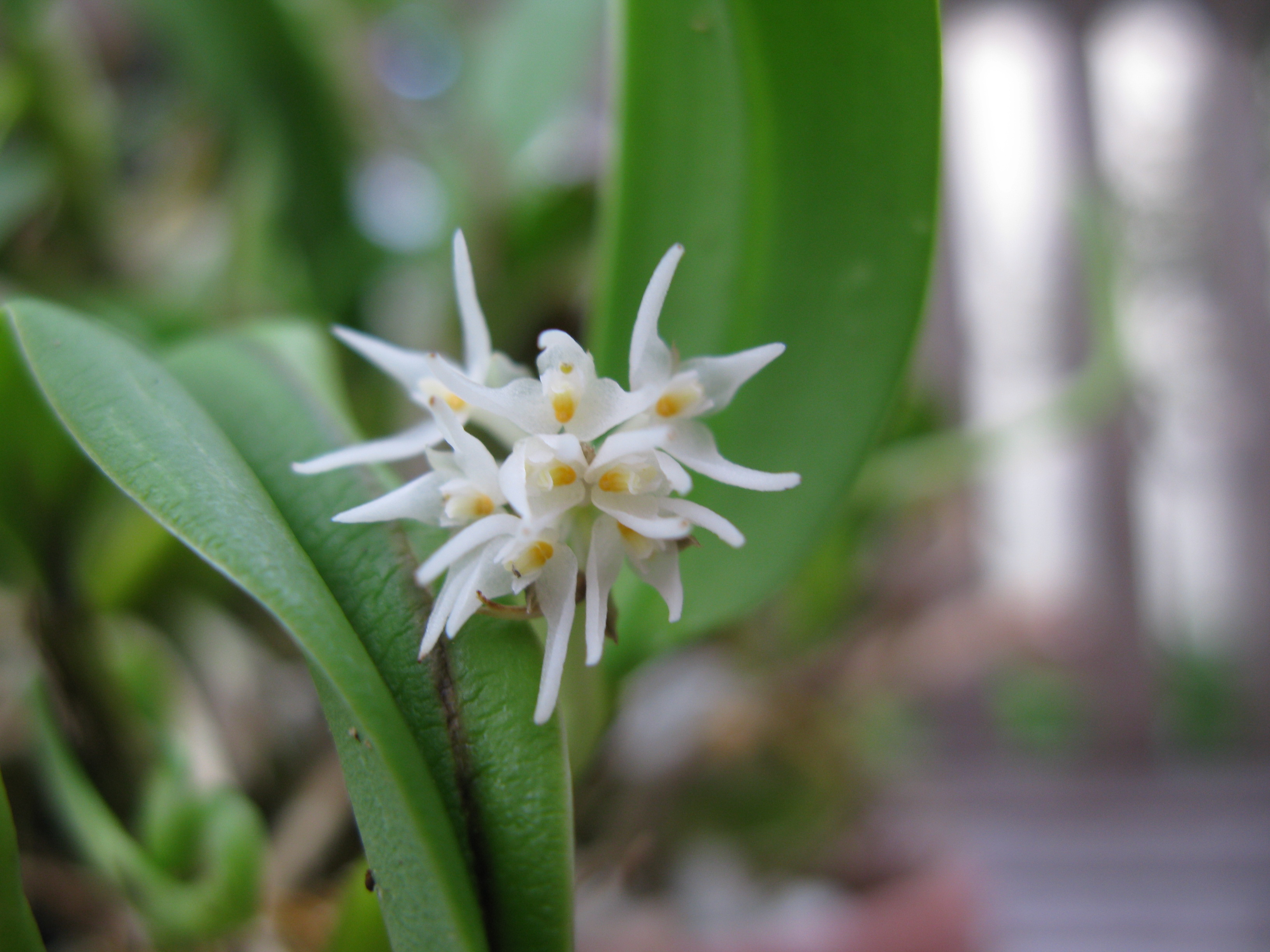
Bulbophyllum stenobulbon

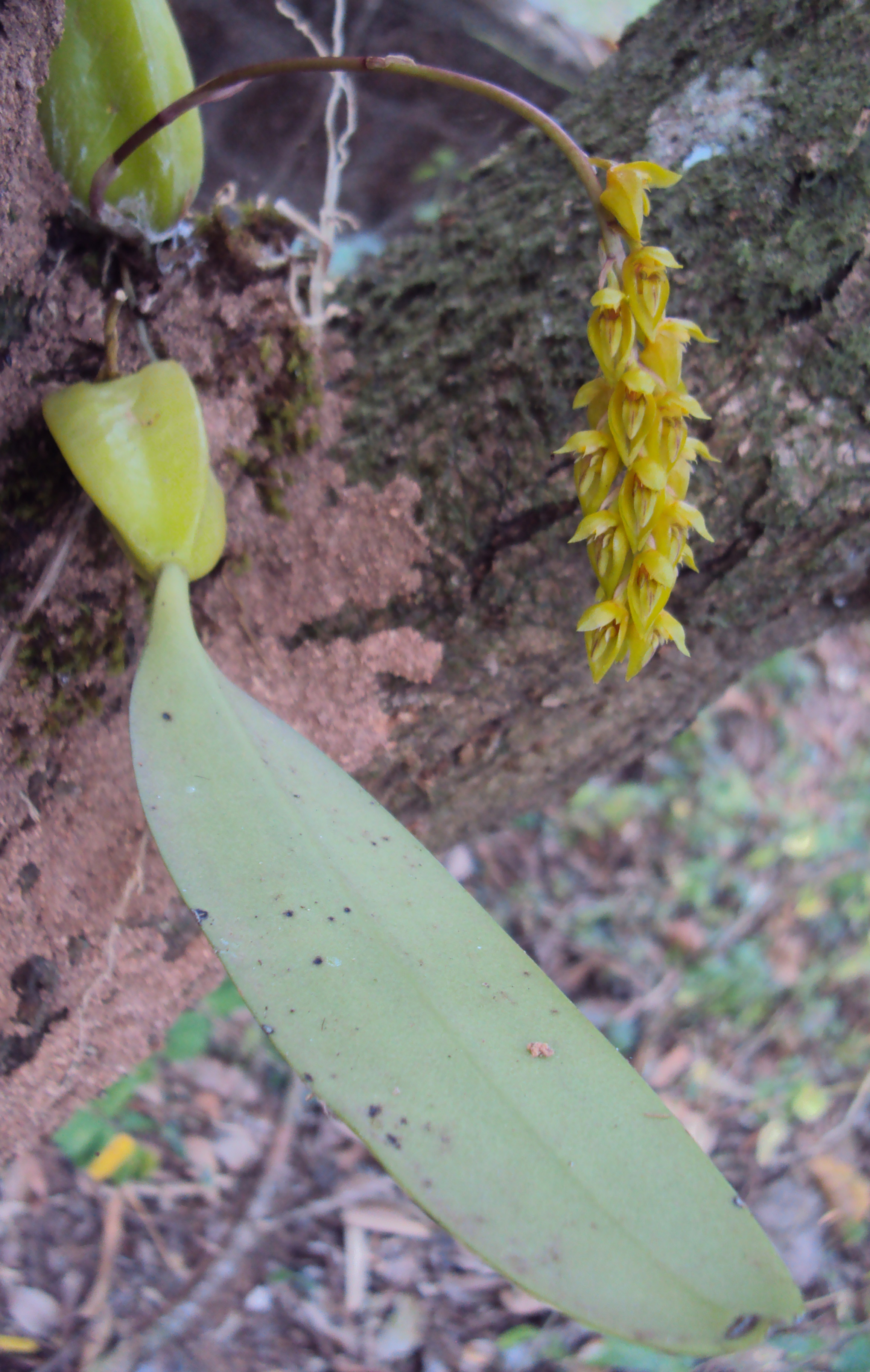
Bulbophyllum sterile

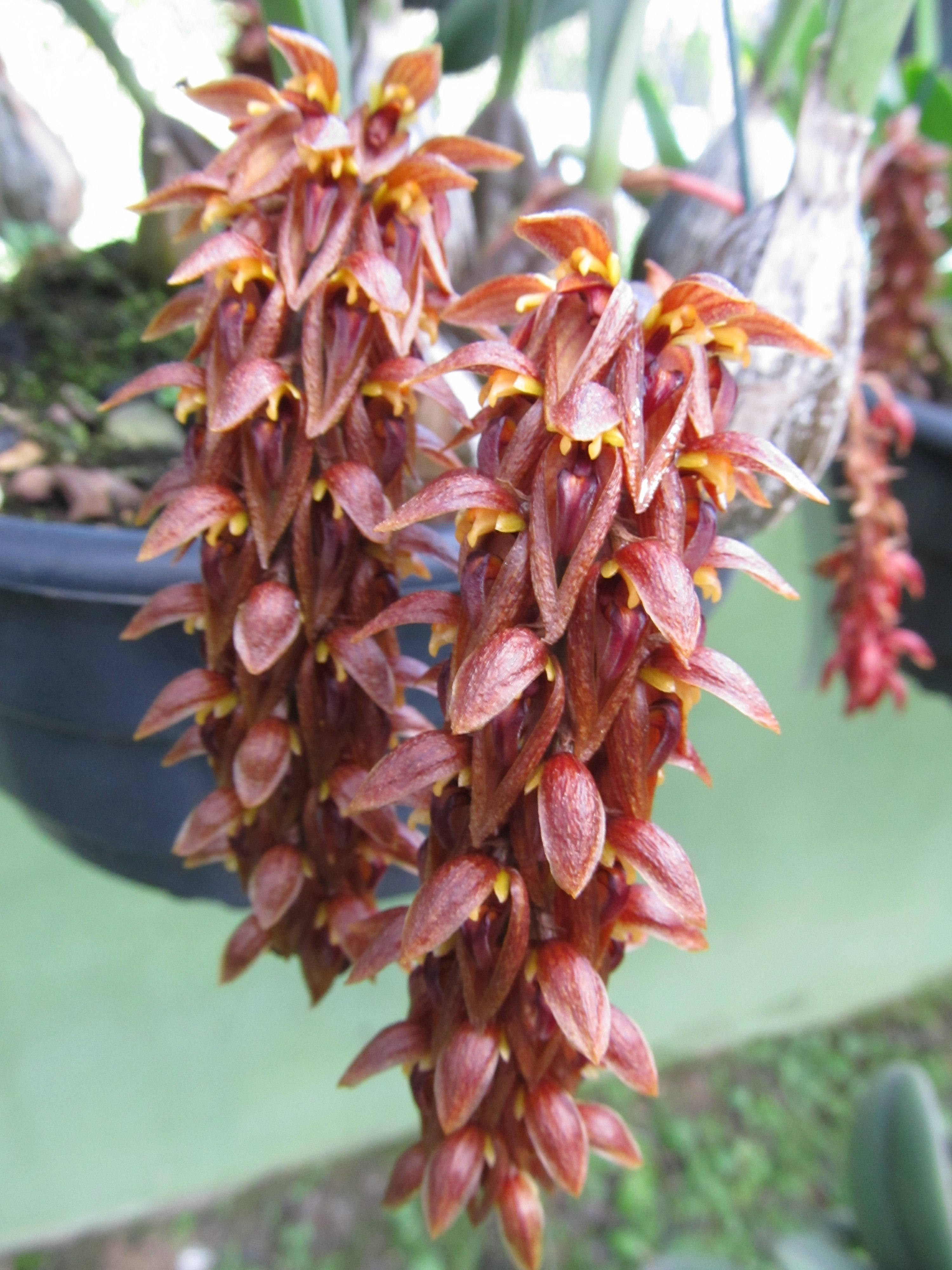
Bulbophyllum tricornoides

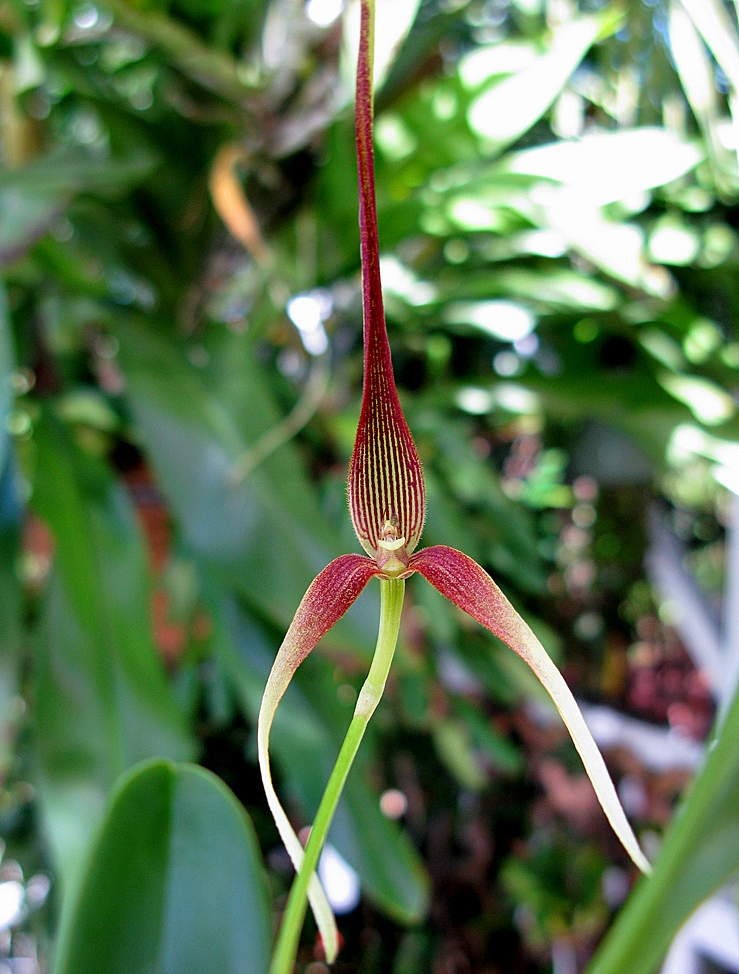
Bulbophyllum unitubum

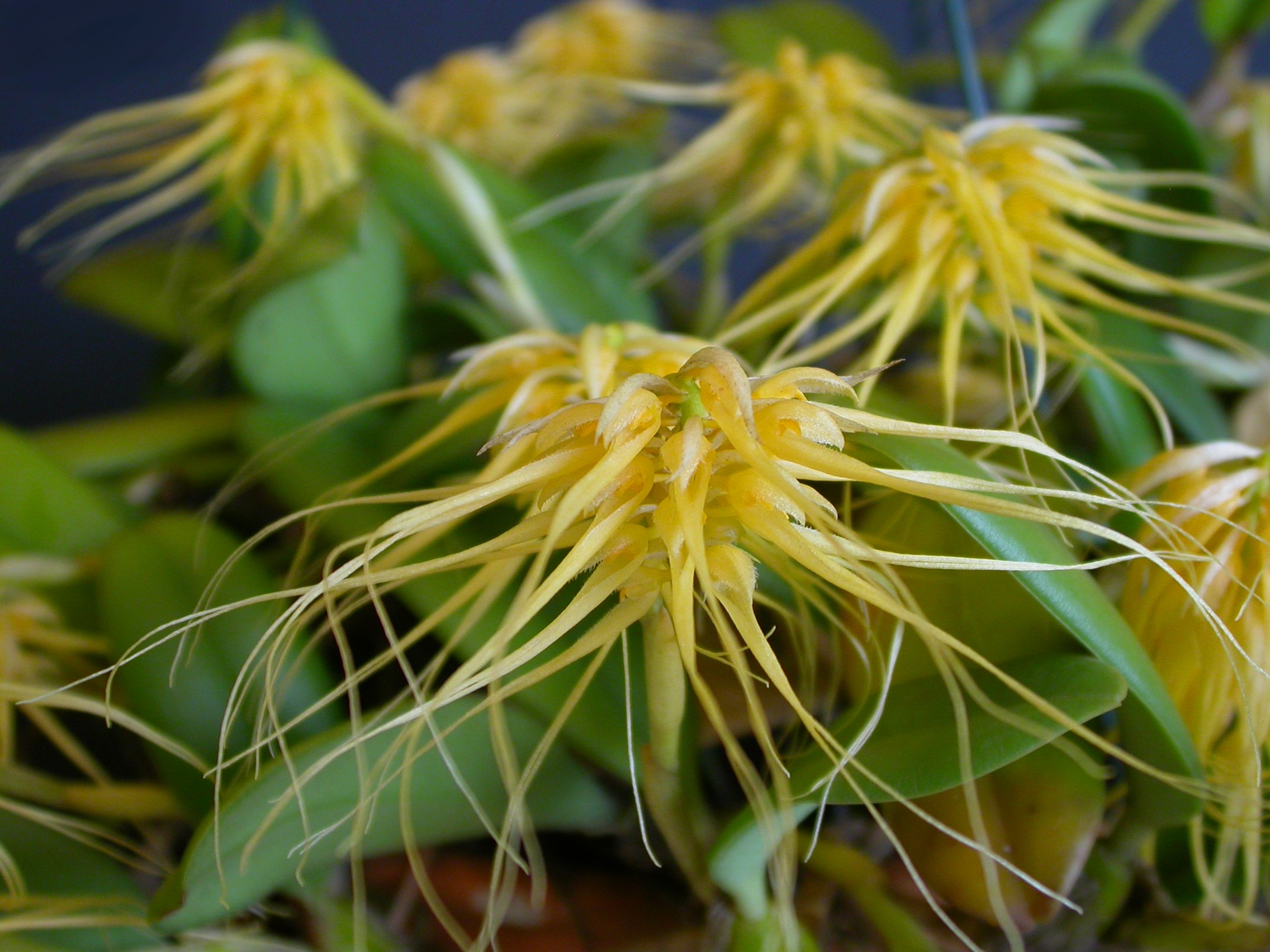
Bulbophyllum vaginatum

- Bulbophyllum abbreviatum (Rchb.f.) Schltr.
- Bulbophyllum abbrevilabium Carr
- Bulbophyllum ablepharon Schltr.
- Bulbophyllum absconditum J.J.Sm.
- Bulbophyllum acanthoglossum Schltr.
- Bulbophyllum acropogon Schltr.
- Bulbophyllum acuminatifolium J.J.Sm.
- Bulbophyllum acuminatum (Ridl.) Ridl.
- Bulbophyllum acutibracteatum De Wild.
- Bulbophyllum acutiflorum A.Rich.
- Bulbophyllum acutilingue J.J.Sm.
- Bulbophyllum acutilobum J.J.Verm. & P.O'Byrne
- Bulbophyllum acutispicatum H.Perrier
- Bulbophyllum adangense Seidenf.
- Bulbophyllum adelphidium J.J.Verm.
- Bulbophyllum adenoblepharon Schltr.
- Bulbophyllum adiamantinum Brade
- Bulbophyllum adjungens Seidenf.
- Bulbophyllum adolphii Schltr.
- Bulbophyllum aechmophorum J.J.Verm.
- Bulbophyllum aemulum Schltr.
- Bulbophyllum aeolium Ames
- Bulbophyllum aestivale Ames
- Bulbophyllum affine Wall. ex Lindl.
- Bulbophyllum afzelii Schltr.
- Bulbophyllum agapethoides Schltr.
- Bulbophyllum agastor Garay, Hamer & Siegerist
- Bulbophyllum aggregatum Besser
- Bulbophyllum aithorhachis J.J.Verm.
- Bulbophyllum alabastraceus P.Royen
- Bulbophyllum alagense Ames
- Bulbophyllum albibracteum Seidenf.
- Bulbophyllum albidostylidium Seidenf.
- Bulbophyllum albociliatum (Tang S.Liu & H.Y.Su) K.Nakaj.
- Bulbophyllum alboroseum Ames
- Bulbophyllum alcicorne E.C.Parish & Rchb.f.
- Bulbophyllum alexandrae Schltr.
- Bulbophyllum algidum Ridl.
- Bulbophyllum alkmaarense J.J.Sm.
- Bulbophyllum alleizettei Schltr.
- Bulbophyllum allenkerrii Seidenf.
- Bulbophyllum alliifolium J.J.Sm.
- Bulbophyllum allotrion J.J.Verm. & P.O'Byrne
- Bulbophyllum alsiosum Ames
- Bulbophyllum alticaule Ridl.
- Bulbophyllum alticola Schltr.
- Bulbophyllum altum J.J.Verm.
- Bulbophyllum alveatum J.J.Verm.
- Bulbophyllum amauroloma J.J.Verm. & P.O'Byrne
- Bulbophyllum amazonicum L.O.Williams
- Bulbophyllum ambatoavense Bosser
- Bulbophyllum amblyacron Schltr.
- Bulbophyllum amblyanthum Schltr.
- Bulbophyllum ambrense H.Perrier
- Bulbophyllum ambrosia (Hance) Schltr.
- Bulbophyllum amoenum Bosser
- Bulbophyllum amphorimorphum H.Perrier
- Bulbophyllum amplebracteatum Teijsm. & Binn.
- Bulbophyllum amplifolium (Rolfe) N.P.Balakr. & Sud.Chowdhury
- Bulbophyllum amplistigmaticum Kores
- Bulbophyllum anaclastum J.J.Verm.
- Bulbophyllum anakbaruppui J.J.Verm. & P.O'Byrne
- Bulbophyllum analamazoatrae Schltr.
- Bulbophyllum anceps Rolfe
- Bulbophyllum andersonii (Hook.f.) J.J.Sm.
- Bulbophyllum andohahelense H.Perrier
- Bulbophyllum andreeae A.D.Hawkes
- Bulbophyllum anguipes Schltr.
- Bulbophyllum angulatum J.J.Sm.
- Bulbophyllum anguliferum Ames & C.Schweinf.
- Bulbophyllum angusteovatum Seidenf.
- Bulbophyllum angustifolium (Blume) Lindl.
- Bulbophyllum anisopterum J.J.Verm. & P.O'Byrne
- Bulbophyllum anjozorobeense Bosser
- Bulbophyllum ankaizinense (Jum. & H.Perrier) Schltr.
- Bulbophyllum ankaratranum Schltr.
- Bulbophyllum ankylochele J.J.Verm.
- Bulbophyllum ankylodon J.J.Verm. & P.O'Byrne
- Bulbophyllum ankylorhinon J.J.Verm.
- Bulbophyllum annamense (Garay) Sieder & Kiehn
- Bulbophyllum annandalei Ridl.
- Bulbophyllum antennatum Schltr.
- Bulbophyllum antenniferum (Lindl.) Rchb.f.
- Bulbophyllum antioquiense Kraenzl.
- Bulbophyllum antongilense Schltr.
- Bulbophyllum apertum Schltr.
- Bulbophyllum aphanopetalum Schltr.
- Bulbophyllum apheles J.J.Verm.
- Bulbophyllum apiculatum Schltr.
- Bulbophyllum apiferum Carr
- Bulbophyllum apodum Hook.f.
- Bulbophyllum apoense Schuit. & de Vogel
- Bulbophyllum appendiculatum (Rolfe) J.J.Sm.
- Bulbophyllum appressicaule Ridl.
- Bulbophyllum appressum Schltr.
- Bulbophyllum approximatum Ridl.
- Bulbophyllum arcaniflorum Ridl.
- Bulbophyllum arcuatilabium Aver.
- Bulbophyllum ardjunense J.J.Sm.
- Bulbophyllum arfakense J.J.Sm.
- Bulbophyllum arfakianum Kraenzl.
- Bulbophyllum argoxanthum J.J.Verm.
- Bulbophyllum argyropus (Endl.) Rchb.f.
- Bulbophyllum arianeae Fraga & E.C.Smidt
- Bulbophyllum aristatum (Rchb.f.) Hemsl.
- Bulbophyllum aristilabre J.J.Sm.
- Bulbophyllum aristopetalum Kores
- Bulbophyllum armeniacum J.J.Sm.
- Bulbophyllum arminii Sieder & Kiehn
- Bulbophyllum arrectum Kraenzl.
- Bulbophyllum arsoanum J.J.Sm.
- Bulbophyllum artostigma J.J.Verm.
- Bulbophyllum aschemon J.J.Verm. & A.L.Lamb
- Bulbophyllum ascochiloides J.J.Sm.
- Bulbophyllum ascochilum J.J.Verm.
- Bulbophyllum asperilingue Schltr.
- Bulbophyllum aspersum J.J.Sm.
- Bulbophyllum asperulum J.J.Sm.
- Bulbophyllum astelidum Aver.
- Bulbophyllum atratum J.J.Sm.
- Bulbophyllum atrolabium Schltr.
- Bulbophyllum atropurpureum Barb.Rodr.
- Bulbophyllum atrorubens Schltr.
- Bulbophyllum atrosanguineum Aver.
- Bulbophyllum atroviride J.J.Verm.
- Bulbophyllum attenuatum Rolfe
- Bulbophyllum aubrevillei Bosser
- Bulbophyllum aundense Ormerod
- Bulbophyllum auratum (Lindl.) Rchb.f.
- Bulbophyllum aureoapex Schltr.
- Bulbophyllum aureobrunneum Schltr.
- Bulbophyllum aureum (Hook.f.) J.J.Sm.
- Bulbophyllum auricomum Lindl.
- Bulbophyllum auriculatum J.J.Verm. & P.O'Byrne
- Bulbophyllum auriflorum H.Perrier
- Bulbophyllum auritum J.J.Verm. & P.O'Byrne
- Bulbophyllum auroreum J.J.Sm.
- Bulbophyllum averyanovii Seidenf.
- Bulbophyllum bacilliferum J.J.Sm.
- Bulbophyllum baculiferum Ridl.
- Bulbophyllum baileyi F.Muell.
- Bulbophyllum bakhuizenii Steenis
- Bulbophyllum bakoense J.J.Verm. & A.L.Lamb
- Bulbophyllum baladeanum J.J.Sm.
- Bulbophyllum ballii P.J.Cribb
- Bulbophyllum bandischii Garay, Hamer & Siegerist
- Bulbophyllum barbasapientis J.J.Verm. & P.O'Byrne
- Bulbophyllum barbatum Barb.Rodr.
- Bulbophyllum barbavagabundum J.J.Verm.
- Bulbophyllum barbigerum Lindl.
- Bulbophyllum bariense Gagnep.
- Bulbophyllum baronii Ridl.
- Bulbophyllum basisetum J.J.Sm.
- Bulbophyllum bataanense Ames
- Bulbophyllum bathieanum Schltr.
- Bulbophyllum bavonis J.J.Verm.
- Bulbophyllum beccarii Rchb.f.
- Bulbophyllum belliae J.J.Verm. & A.L.Lamb
- Bulbophyllum belonaeglossum J.J.Verm. & A.L.Lamb
- Bulbophyllum berenicis Rchb.f.
- Bulbophyllum betchei F.Muell.
- Bulbophyllum biantennatum Schltr.
- Bulbophyllum bicaudatum Schltr.
- Bulbophyllum bicolor Lindl.
- Bulbophyllum bicoloratum Schltr.
- Bulbophyllum bidentatum (Barb.Rodr.) Cogn.
- Bulbophyllum bidenticulatum J.J.Verm.
- Bulbophyllum bifarium Hook.f.
- Bulbophyllum biflorum Teijsm. & Binn.
- Bulbophyllum bigibbosum J.J.Sm.
- Bulbophyllum bigibbum Schltr.
- Bulbophyllum birmense Schltr.
- Bulbophyllum bisepalum Schltr.
- Bulbophyllum biseriale Carr
- Bulbophyllum biserratum J.J.Verm.
- Bulbophyllum bisetoides Seidenf.
- Bulbophyllum bisetum Lindl.
- Bulbophyllum bismarckense Schltr.
- Bulbophyllum bittnerianum Schltr.
- Bulbophyllum blepharistes Rchb.f.
- Bulbophyllum blepharocardium Schltr.
- Bulbophyllum blepharochilum Garay
- Bulbophyllum blepharopetalum Schltr.
- Bulbophyllum bliteum J.J.Verm.
- Bulbophyllum bohnkeanum Campacci
- Bulbophyllum boiteaui H.Perrier
- Bulbophyllum bolivianum Schltr.
- Bulbophyllum bolsteri Ames
- Bulbophyllum bombycinum J.J.Verm.
- Bulbophyllum bomiense Z.H.Tsi
- Bulbophyllum boninense (Schltr.) J.J.Sm.
- Bulbophyllum bontocense Ames
- Bulbophyllum boonjee B.Gray & D.L.Jones
- Bulbophyllum bootanense E.C.Parish & Rchb.f.
- Bulbophyllum botryophorum Ridl.
- Bulbophyllum boudetianum Fraga
- Bulbophyllum boulbetii Tixier
- Bulbophyllum bowkettiae F.M.Bailey
- Bulbophyllum brachychilum Schltr.
- Bulbophyllum brachypetalum Schltr.
- Bulbophyllum brachyphyton Schltr.
- Bulbophyllum brachystachyum Schltr.
- Bulbophyllum brachytriche J.J.Verm. & P.O'Byrne
- Bulbophyllum bracteatum (Fitzg.) F.M.Bailey
- Bulbophyllum bracteolatum Lindl.
- Bulbophyllum bractescens Rolfe ex Kerr
- Bulbophyllum brassii J.J.Verm.
- Bulbophyllum breimerianum J.J.Verm. & A.Vogel
- Bulbophyllum breve Schltr.
- Bulbophyllum brevibrachiatum (Schltr.) J.J.Sm.
- Bulbophyllum brevicolumna J.J.Verm.
- Bulbophyllum breviflorum Ridl. ex Stapf
- Bulbophyllum brevilabium Schltr.
- Bulbophyllum brevipedunculatum T.C.Hsu & S.W.Chung
- Bulbophyllum brevipes Ridl.
- Bulbophyllum brevipetalum H.Perrier
- Bulbophyllum brevispicatum Z.H.Tsi & S.C.Chen
- Bulbophyllum brevistylidium Seidenf.
- Bulbophyllum brienianum (Rolfe) Merr.
- Bulbophyllum bruneiense J.J.Verm. & A.L.Lamb
- Bulbophyllum bryoides Guillaumin
- Bulbophyllum bryophilum Hermans
- Bulbophyllum bryophytoides G.A.Fisch. & Andriant.
- Bulbophyllum buchenavianum (Kraenzl.) De Wild.
- Bulbophyllum bulhartii Sieder & Kiehn
- Bulbophyllum bulliferum J.J.Sm.
- Bulbophyllum burttii Summerh.
- Bulbophyllum caecilii J.J.Sm.
- Bulbophyllum caecum J.J.Sm.
- Bulbophyllum caespitosum Thouars
- Bulbophyllum calceilabium J.J.Sm.
- Bulbophyllum calceolus J.J.Verm.
- Bulbophyllum caldericola G.F.Walsh
- Bulbophyllum calimanianum V.P.Castro & G.F.Carr
- Bulbophyllum callichroma Schltr.
- Bulbophyllum callipes J.J.Sm.
- Bulbophyllum callosum Bosser
- Bulbophyllum caloglossum Schltr.
- Bulbophyllum calophyllum L.O.Williams
- Bulbophyllum calviventer J.J.Verm.
- Bulbophyllum calvum Summerh.
- Bulbophyllum calyptratum Kraenzl.
- Bulbophyllum calyptropus Schltr.
- Bulbophyllum cameronense Garay, Hamer & Siegerist
- Bulbophyllum campos-portoi Brade
- Bulbophyllum camptochilum J.J.Verm.
- Bulbophyllum candidum Hook.f.
- Bulbophyllum canlaonense Ames
- Bulbophyllum cantagallense (Barb.Rodr.) Cogn.
- Bulbophyllum capilligerum J.J.Sm.
- Bulbophyllum capillipes E.C.Parish & Rchb.f.
- Bulbophyllum capitatum (Blume) Lindl.
- Bulbophyllum capituliflorum Rolfe
- Bulbophyllum capuronii Bosser
- Bulbophyllum caputgnomonis J.J.Verm.
- Bulbophyllum carassense R.C.Mota, F.Barros & Stehmann
- Bulbophyllum cardiobulbum Bosser
- Bulbophyllum cardiophyllum J.J.Verm.
- Bulbophyllum careyanum (Hook.) Spreng.
- Bulbophyllum cariniflorum Rchb.f.
- Bulbophyllum carinilabium J.J.Verm.
- Bulbophyllum carnosilabium Summerh.
- Bulbophyllum carnosisepalum J.J.Verm.
- Bulbophyllum carrianum J.J.Verm.
- Bulbophyllum carunculatum Garay, Hamer & Siegerist
- Bulbophyllum cataractarum Schltr.
- Bulbophyllum catenarium Ridl.
- Bulbophyllum catenulatum Kraenzl.
- Bulbophyllum cateorum J.J.Verm.
- Bulbophyllum catillus J.J.Verm. & P.O'Byrne
- Bulbophyllum caudatisepalum Ames & C.Schweinf.
- Bulbophyllum caudipetalum J.J.Sm.
- Bulbophyllum cauliflorum Hook.f.
- Bulbophyllum cavibulbum J.J.Sm.
- Bulbophyllum cavipes J.J.Verm.
- Bulbophyllum centrosemiflorum J.J.Sm.
- Bulbophyllum cephalophorum Garay, Hamer & Siegerist
- Bulbophyllum cerambyx J.J.Sm.
- Bulbophyllum ceratostylis J.J.Sm.
- Bulbophyllum cercanthum (Garay, Hamer & Siegerist) J.M.H.Shaw
- Bulbophyllum cerebellum J.J.Verm.
- Bulbophyllum cerinum Schltr.
- Bulbophyllum ceriodorum Boiteau
- Bulbophyllum cernuum (Blume) Lindl.
- Bulbophyllum chaetostroma Schltr.
- Bulbophyllum chalcochloron J.J.Verm.
- Bulbophyllum chanii J.J.Verm. & A.L.Lamb
- Bulbophyllum chaunobulbon Schltr.
- Bulbophyllum cheiri Lindl.
- Bulbophyllum cheiropetalum Ridl.
- Bulbophyllum chimaera Schltr.
- Bulbophyllum chinense (Lindl.) Rchb.f.
- Bulbophyllum chloranthum Schltr.
- Bulbophyllum chlorascens J.J.Sm.
- Bulbophyllum chloroglossum Rchb.f.
- Bulbophyllum chlorolirion J.J.Verm.
- Bulbophyllum chloropterum Rchb.f.
- Bulbophyllum chlororhopalon Schltr.
- Bulbophyllum chondriophorum (Gagnep.) Seidenf.
- Bulbophyllum chrysanthum J.J.Verm.
- Bulbophyllum chrysendetum Ames
- Bulbophyllum chryseum (Kraenzl.) Ames
- Bulbophyllum chrysocephalum Schltr.
- Bulbophyllum chrysochilum Schltr.
- Bulbophyllum chrysoglossum Schltr.
- Bulbophyllum chrysotes Schltr.
- Bulbophyllum ciliatilabrum H.Perrier
- Bulbophyllum ciliatum (Blume) Lindl.
- Bulbophyllum ciliipetalum Schltr.
- Bulbophyllum ciliolatum Schltr.
- Bulbophyllum ciluliae Bianch. & J.A.N.Bat.
- Bulbophyllum cimicinum J.J.Verm.
- Bulbophyllum cirrhoglossum H.Perrier
- Bulbophyllum cirrhosum L.O.Williams
- Bulbophyllum citrellum Ridl.
- Bulbophyllum citricolor J.J.Sm.
- Bulbophyllum citrinilabre J.J.Sm.
- Bulbophyllum clandestinum Lindl.
- Bulbophyllum claussenii Rchb.f.
- Bulbophyllum clavatum Thouars
- Bulbophyllum clavuliflorum J.J.Verm. & A.L.Lamb
- Bulbophyllum cleistogamum Ridl.
- Bulbophyllum clemensiae Ames
- Bulbophyllum clinopus J.J.Verm. & P.O'Byrne
- Bulbophyllum clipeibulbum J.J.Verm.
- Bulbophyllum coccinatum H.Perrier
- Bulbophyllum cochleatum Lindl.
- Bulbophyllum cochlia Garay, Hamer & Siegerist
- Bulbophyllum cochlioides J.J.Sm.
- Bulbophyllum cocoinum Bateman ex Lindl.
- Bulbophyllum codonanthum Schltr.
- Bulbophyllum coelochilum J.J.Verm.
- Bulbophyllum cogniauxianum (Kraenzl.) J.J.Sm.
- Bulbophyllum collettii King & Pantl.
- Bulbophyllum colliferum J.J.Sm.
- Bulbophyllum collinum Schltr.
- Bulbophyllum coloratum J.J.Sm.
- Bulbophyllum colubrimodum Ames
- Bulbophyllum colubrinum (Rchb.f.) Rchb.f.
- Bulbophyllum comatum Lindl.
- Bulbophyllum comberi J.J.Verm.
- Bulbophyllum comberipictum J.J.Verm.
- Bulbophyllum commersonii Thouars
- Bulbophyllum commissibulbum J.J.Sm.
- Bulbophyllum comorianum H.Perrier
- Bulbophyllum comosum Collett & Hemsl.
- Bulbophyllum complanatum H.Perrier
- Bulbophyllum compressilabellatum P.Royen
- Bulbophyllum compressum Teijsm. & Binn.
- Bulbophyllum comptonii Rendle
- Bulbophyllum concatenatum P.J.Cribb & P.Taylor
- Bulbophyllum concavibasalis P.Royen
- Bulbophyllum conchidioides Ridl.
- Bulbophyllum conchophyllum J.J.Sm.
- Bulbophyllum concinnum Hook.f.
- Bulbophyllum concolor J.J.Sm.
- Bulbophyllum condensatum J.J.Verm.
- Bulbophyllum condylochilum J.J.Verm. & P.O'Byrne
- Bulbophyllum congestiflorum Ridl.
- Bulbophyllum coniferum Ridl.
- Bulbophyllum connatum Carr
- Bulbophyllum consimile J.J.Verm. & P.O'Byrne
- Bulbophyllum conspersum J.J.Sm.
- Bulbophyllum contortisepalum J.J.Sm.
- Bulbophyllum cootesii M.A.Clem.
- Bulbophyllum corallinum Tixier & Guillaumin
- Bulbophyllum cordemoyi Frapp. ex Cordem.
- Bulbophyllum coriaceum Ridl. ex Stapf
- Bulbophyllum coriophorum Ridl.
- Bulbophyllum cornu-cervi King
- Bulbophyllum cornutum (Blume) Rchb.f.
- Bulbophyllum corolliferum J.J.Sm.
- Bulbophyllum corrugatum J.J.Verm.
- Bulbophyllum corythium N.Hallé
- Bulbophyllum coweniorum J.J.Verm. & P.O'Byrne
- Bulbophyllum crassifolium Thwaites ex Trimen
- Bulbophyllum crassinervium J.J.Sm.
- Bulbophyllum crassipes Hook.f.
- Bulbophyllum crassipetalum H.Perrier
- Bulbophyllum crassissimum J.J.Sm.
- Bulbophyllum crassiusculifolium Aver.
- Bulbophyllum crenilabium W.Kittr.
- Bulbophyllum crepidiferum J.J.Sm.
- Bulbophyllum cribbianum Toscano
- Bulbophyllum croceodon J.J.Verm. & P.O'Byrne
- Bulbophyllum croceum (Blume) Lindl.
- Bulbophyllum crocodilus J.J.Sm.
- Bulbophyllum cruciatum J.J.Sm.
- Bulbophyllum cruciferum J.J.Sm.
- Bulbophyllum cruentum Garay, Hamer & Siegerist
- Bulbophyllum cruttwellii J.J.Verm.
- Bulbophyllum cryptanthoides J.J.Sm.
- Bulbophyllum cryptanthum Cogn.
- Bulbophyllum cryptophoranthus Garay
- Bulbophyllum cryptostachyum Schltr.
- Bulbophyllum cubicum Ames
- Bulbophyllum culex Ridl.
- Bulbophyllum cumingii (Lindl.) Rchb.f.
- Bulbophyllum cuneatum Rolfe ex Ames
- Bulbophyllum cuniculiforme J.J.Sm.
- Bulbophyllum cupreum Lindl.
- Bulbophyllum curranii Ames
- Bulbophyllum curvibulbum Frapp. ex Cordem.
- Bulbophyllum curvicaule Schltr.
- Bulbophyllum curvifolium Schltr.
- Bulbophyllum curvimentatum J.J.Verm.
- Bulbophyllum cuspidipetalum J.J.Sm.
- Bulbophyllum cyanotriche J.J.Verm.
- Bulbophyllum cyclanthum Schltr.
- Bulbophyllum cycloglossum Schltr.
- Bulbophyllum cyclopense J.J.Sm.
- Bulbophyllum cyclophoroides J.J.Sm.
- Bulbophyllum cyclophyllum Schltr.
- Bulbophyllum cylindraceum Wall. ex Lindl.
- Bulbophyllum cylindricum King
- Bulbophyllum cylindrobulbum Schltr.
- Bulbophyllum cylindrocarpum Frapp. ex Cordem.
- Bulbophyllum cymbidioides J.J.Verm. & P.O'Byrne
- Bulbophyllum cymbochilum J.J.Verm. & P.O'Byrne
- Bulbophyllum cyrtognomom J.J.Verm. & A.L.Lamb
- Bulbophyllum cyrtophyllum J.J.Verm.
- Bulbophyllum dacruzii Campacci
- Bulbophyllum dalatense Gagnep.
- Bulbophyllum danii Pérez-Vera
- Bulbophyllum dasypetalum Rolfe ex Ames
- Bulbophyllum dawongense J.J.Sm.
- Bulbophyllum dayanum Rchb.f.
- Bulbophyllum dearei (Rchb.f.) Rchb.f.
- Bulbophyllum debile Bosser
- Bulbophyllum debrincatiae J.J.Verm.
- Bulbophyllum debruynii J.J.Sm.
- Bulbophyllum decarhopalon Schltr.
- Bulbophyllum decaryanum H.Perrier
- Bulbophyllum decatriche J.J.Verm.
- Bulbophyllum decumbens Schltr.
- Bulbophyllum decurrentilobum J.J.Verm. & P.O'Byrne
- Bulbophyllum decurviscapum J.J.Sm.
- Bulbophyllum decurvulum Schltr.
- Bulbophyllum dekockii J.J.Sm.
- Bulbophyllum delicatulum Schltr.
- Bulbophyllum delitescens Hance
- Bulbophyllum deltoideum Ames & C.Schweinf.
- Bulbophyllum deminutum J.J.Sm.
- Bulbophyllum dempoense J.J.Sm.
- Bulbophyllum dendrobioides J.J.Sm.
- Bulbophyllum dendrochiloides Schltr.
- Bulbophyllum dennisii J.J.Wood
- Bulbophyllum densibulbum W.Kittr.
- Bulbophyllum densifolium Schltr.
- Bulbophyllum densum Thouars
- Bulbophyllum denticulatum Rolfe
- Bulbophyllum dentiferum Ridl.
- Bulbophyllum dependens Schltr.
- Bulbophyllum depressum King & Pantl.
- Bulbophyllum desmotrichoides Schltr.
- Bulbophyllum deviantiae J.J.Verm. & P.O'Byrne
- Bulbophyllum devium J.B.Comber
- Bulbophyllum devogelii J.J.Verm.
- Bulbophyllum dewildei J.J.Verm.
- Bulbophyllum dhaninivatii Seidenf.
- Bulbophyllum dianthum Schltr.
- Bulbophyllum dibothron J.J.Verm. & A.L.Lamb
- Bulbophyllum dichaeoides Schltr.
- Bulbophyllum dichilus Schltr.
- Bulbophyllum dichotomum J.J.Sm.
- Bulbophyllum dickasonii Seidenf.
- Bulbophyllum dictyoneuron Schltr.
- Bulbophyllum didymotropis Seidenf.
- Bulbophyllum digoelense J.J.Sm.
- Bulbophyllum dijkstalianum J.J.Verm., de Vogel & A.Vogel
- Bulbophyllum diplantherum Carr
- Bulbophyllum dischidiifolium J.J.Sm.
- Bulbophyllum dischorense Schltr.
- Bulbophyllum discilabium H.Perrier
- Bulbophyllum discolor Schltr.
- Bulbophyllum disjunctum Ames & C.Schweinf.
- Bulbophyllum dissitiflorum Seidenf.
- Bulbophyllum dissolutum Ames
- Bulbophyllum distichobulbum P.J.Cribb
- Bulbophyllum distichum Schltr.
- Bulbophyllum divaricatum H.Perrier
- Bulbophyllum djamuense Schltr.
- Bulbophyllum dolabriforme J.J.Verm.
- Bulbophyllum dolichoblepharon (Schltr.) J.J.Sm.
- Bulbophyllum dolichoglottis Schltr.
- Bulbophyllum doryphoroide Ames
- Bulbophyllum dracunculus J.J.Verm.
- Bulbophyllum dransfieldii J.J.Verm.
- Bulbophyllum drepananthum J.J.Verm., de Vogel & A.Vogel
- Bulbophyllum drepanosepalum J.J.Verm. & P.O'Byrne
- Bulbophyllum dryadum Schltr.
- Bulbophyllum dryas Ridl.
- Bulbophyllum drymoglossum Maxim.
- Bulbophyllum dschischungarense Schltr.
- Bulbophyllum dulongjiangense X.H.Jin
- Bulbophyllum dunstervillei Garay
- Bulbophyllum dusenii Kraenzl.
- Bulbophyllum ebracteolatum Kraenzl.
- Bulbophyllum echinochilum Kraenzl.
- Bulbophyllum echinolabium J.J.Sm.
- Bulbophyllum echinulus Seidenf.
- Bulbophyllum eciliatum Schltr.
- Bulbophyllum ecornutoides Cootes & W.Suarez
- Bulbophyllum ecornutum (J.J.Sm.) J.J.Sm.
- Bulbophyllum ecristatum J.J.Verm. & P.O'Byrne
- Bulbophyllum edentatum H.Perrier
- Bulbophyllum elachanthe J.J.Verm.
- Bulbophyllum elaphoglossum Schltr.
- Bulbophyllum elasmatopus Schltr.
- Bulbophyllum elassoglossum Siegerist
- Bulbophyllum elassonotum Summerh.
- Bulbophyllum elatum (Hook.f.) J.J.Sm.
- Bulbophyllum elegans Gardner ex Thwaites
- Bulbophyllum elegantius Schltr.
- Bulbophyllum elegantulum (Rolfe) J.J.Sm.
- Bulbophyllum elephantinum J.J.Sm.
- Bulbophyllum elevatopunctatum J.J.Sm.
- Bulbophyllum elisae (F.Muell.) Benth.
- Bulbophyllum elliae Rchb.f.
- Bulbophyllum elliottii Rolfe
- Bulbophyllum ellipticifolium J.J.Sm.
- Bulbophyllum ellipticum Schltr.
- Bulbophyllum elmeri Ames
- Bulbophyllum elodeiflorum J.J.Sm.
- Bulbophyllum elongatum (Blume) Hassk.
- Bulbophyllum emarginatum (Finet) J.J.Sm.
- Bulbophyllum emunitum J.J.Verm. & A.L.Lamb
- Bulbophyllum encephalodes Summerh.
- Bulbophyllum endotrachys Schltr.
- Bulbophyllum entobaptum J.J.Verm. & P.O'Byrne
- Bulbophyllum entomonopsis J.J.Verm. & P.O'Byrne
- Bulbophyllum epapillosum Schltr.
- Bulbophyllum epibulbon Schltr.
- Bulbophyllum epicranthes Hook.f.
- Bulbophyllum epiphytum Barb.Rodr.
- Bulbophyllum erectum Thouars
- Bulbophyllum erinaceum Schltr.
- Bulbophyllum erioides Schltr.
- Bulbophyllum erosimarginatum Cootes, W.Suarez & Boos
- Bulbophyllum erosipetalum C.Schweinf.
- Bulbophyllum erratum Ames
- Bulbophyllum erythroglossum Bosser
- Bulbophyllum erythrosema J.J.Verm.
- Bulbophyllum erythrostachyum Rolfe
- Bulbophyllum erythrostictum Ormerod
- Bulbophyllum escritorii Ames
- Bulbophyllum eublepharum Rchb.f.
- Bulbophyllum eurhachis Schltr.
- Bulbophyllum eutoreton J.J.Verm.
- Bulbophyllum evansii M.R.Hend.
- Bulbophyllum evasum T.E.Hunt & Rupp
- Bulbophyllum evrardii Gagnep.
- Bulbophyllum exaltatum Lindl.
- Bulbophyllum exasperatum Schltr.
- Bulbophyllum exiguiflorum Schltr.
- Bulbophyllum exiguum F.Muell.
- Bulbophyllum exile Ames
- Bulbophyllum exilipes Schltr.
- Bulbophyllum expallidum J.J.Verm.
- Bulbophyllum exquisitum Ames
- Bulbophyllum facetum Garay, Hamer & Siegerist
- Bulbophyllum falcatocaudatum J.J.Sm.
- Bulbophyllum falcatum (Lindl.) Rchb.f.
- Bulbophyllum falcibracteum Schltr.
- Bulbophyllum falciferum J.J.Sm.
- Bulbophyllum falcifolium Schltr.
- Bulbophyllum falcipetalum Lindl.
- Bulbophyllum falculicorne J.J.Sm.
- Bulbophyllum fallacinum J.J.Verm.
- Bulbophyllum fallax Rolfe
- Bulbophyllum farinulentum J.J.Sm.
- Bulbophyllum farreri (W.W.Sm.) Seidenf.
- Bulbophyllum fasciatum Schltr.
- Bulbophyllum fasciculatum Schltr.
- Bulbophyllum fasciculiferum Schltr.
- Bulbophyllum fascinator (Rolfe) Rolfe
- Bulbophyllum fayi J.J.Verm.
- Bulbophyllum fendlerianum E.C.Smidt & P.J.Cribb
- Bulbophyllum fenixii Ames
- Bulbophyllum ferkoanum Schltr.
- Bulbophyllum fibratum (Gagnep.) T.B.Nguyen & D.H.Duong
- Bulbophyllum fibrinum J.J.Sm.
- Bulbophyllum fibristectum J.J.Verm.
- Bulbophyllum filamentosum Schltr.
- Bulbophyllum filicaule J.J.Sm.
- Bulbophyllum filifolium Borba & E.C.Smidt
- Bulbophyllum filovagans Carr
- Bulbophyllum fimbriatum (Lindl.) Rchb.f.
- Bulbophyllum fimbriperianthium W.M.Lin, Kuo Huang & T.P.Lin
- Bulbophyllum finisterrae Schltr.
- Bulbophyllum fionae J.J.Verm. & P.O'Byrne
- Bulbophyllum fischeri Seidenf.
- Bulbophyllum fissibrachium J.J.Sm.
- Bulbophyllum fissipetalum Schltr.
- Bulbophyllum flabellum-veneris (J.Koenig) Aver.
- Bulbophyllum flagellare Schltr.
- Bulbophyllum flammuliferum Ridl.
- Bulbophyllum flavescens (Blume) Lindl.
- Bulbophyllum flavicolor J.J.Sm.
- Bulbophyllum flavidiflorum Carr
- Bulbophyllum flavofimbriatum J.J.Sm.
- Bulbophyllum flavorubellum J.J.Verm. & P.O'Byrne
- Bulbophyllum flavum Schltr.
- Bulbophyllum fletcherianum Rolfe
- Bulbophyllum flexuosum Schltr.
- Bulbophyllum floribundum J.J.Sm.
- Bulbophyllum florulentum Schltr.
- Bulbophyllum foetidilabrum Ormerod
- Bulbophyllum foetidolens Carr
- Bulbophyllum foetidum Schltr.
- Bulbophyllum folliculiferum J.J.Sm.
- Bulbophyllum fonsflorum J.J.Verm.
- Bulbophyllum foraminiferum J.J.Verm.
- Bulbophyllum fordii (Rolfe) J.J.Sm.
- Bulbophyllum formosanum (Rolfe) S.S. Ying
- Bulbophyllum forrestii Seidenf.
- Bulbophyllum forsythianum Kraenzl.
- Bulbophyllum fractiflexum J.J.Sm.
- Bulbophyllum francoisii H.Perrier
- Bulbophyllum fraternum J.J.Verm. & P.O'Byrne
- Bulbophyllum fritillariiflorum J.J.Sm.
- Bulbophyllum frostii Summerh.
- Bulbophyllum frustrans J.J.Sm.
- Bulbophyllum fruticicola Schltr.
- Bulbophyllum fruticulum J.J.Verm.
- Bulbophyllum fukuyamae Tuyama
- Bulbophyllum fulgens J.J.Verm.
- Bulbophyllum fulvibulbum J.J.Verm.
- Bulbophyllum funingense Z.H.Tsi & H.C.Chen
- Bulbophyllum furcatum Aver.
- Bulbophyllum furcillatum J.J.Verm. & P.O'Byrne
- Bulbophyllum fuscatum Schltr.
- Bulbophyllum fusciflorum Schltr.
- Bulbophyllum fuscopurpureum Wight
- Bulbophyllum fuscum Lindl.
- Bulbophyllum futile J.J.Sm.
- Bulbophyllum gabunense Schltr.
- Bulbophyllum gadgarrense Rupp
- Bulbophyllum gajoense J.J.Sm.
- Bulbophyllum galactanthum Schltr.
- Bulbophyllum galliaheneum P.Royen
- Bulbophyllum gamandrum J.J.Verm. & P.O'Byrne
- Bulbophyllum gamblei (Hook.f.) Hook.f.
- Bulbophyllum gautierense J.J.Sm.
- Bulbophyllum gehrtii E.C.Smidt & Borba
- Bulbophyllum gemma-reginae J.J.Verm.
- Bulbophyllum geniculiferum J.J.Sm.
- Bulbophyllum geraense Rchb.f.
- Bulbophyllum gerlandianum Kraenzl.
- Bulbophyllum gibbolabium Seidenf.
- Bulbophyllum gibbosum (Blume) Lindl.
- Bulbophyllum gibbsiae Rolfe
- Bulbophyllum gilgianum Kraenzl.
- Bulbophyllum gilvum J.J.Verm. & A.L.Lamb
- Bulbophyllum gimagaanense Ames
- Bulbophyllum giriwoense J.J.Sm.
- Bulbophyllum gjellerupii J.J.Sm.
- Bulbophyllum glabrum Schltr.
- Bulbophyllum gladiatum Lindl.
- Bulbophyllum glanduliferum Schltr.
- Bulbophyllum glandulosum Ames
- Bulbophyllum glaucifolium J.J.Verm.
- Bulbophyllum glaucum Schltr.
- Bulbophyllum glebodactylum (W.Suarez & Cootes) Sieder & Kiehn
- Bulbophyllum glebulosum J.J.Verm. & Cootes
- Bulbophyllum globiceps Schltr.
- Bulbophyllum globuliforme Nicholls
- Bulbophyllum globulosum (Ridl.) Schuit. & de Vogel
- Bulbophyllum globulus Hook.f.
- Bulbophyllum glutinosum (Barb.Rodr.) Cogn.
- Bulbophyllum gnomoniferum Ames
- Bulbophyllum gobiense Schltr.
- Bulbophyllum goebelianum Kraenzl.
- Bulbophyllum goliathense J.J.Sm.
- Bulbophyllum gomesii Fraga
- Bulbophyllum gomphreniflorum J.J.Sm.
- Bulbophyllum gongshanense Z.H.Tsi
- Bulbophyllum gracile Thouars
- Bulbophyllum gracilicaule W.Kittr.
- Bulbophyllum gracilipes King & Pantl.
- Bulbophyllum graciliscapum Schltr.
- Bulbophyllum gracillimum (Rolfe) Rolfe
- Bulbophyllum gramineum Ridl.
- Bulbophyllum grammopoma J.J.Verm.
- Bulbophyllum grandiflorum Blume
- Bulbophyllum grandifolium Schltr.
- Bulbophyllum grandilabre Carr
- Bulbophyllum grandimesense B.Gray & D.L.Jones
- Bulbophyllum granulosum Barb.Rodr.
- Bulbophyllum graveolens (F.M.Bailey) J.J.Sm.
- Bulbophyllum gravidum Lindl.
- Bulbophyllum griffithii (Lindl.) Rchb.f.
- Bulbophyllum groeneveldtii J.J.Sm.
- Bulbophyllum grotianum J.J.Verm.
- Bulbophyllum grudense J.J.Sm.
- Bulbophyllum guamense Ames
- Bulbophyllum gunnarii Aver.
- Bulbophyllum gusdorfii J.J.Sm.
- Bulbophyllum guttatum Schltr.
- Bulbophyllum guttifilum Seidenf.
- Bulbophyllum guttulatoides Aver.
- Bulbophyllum guttulatum (Hook.f.) N.P.Balakr.
- Bulbophyllum gyaloglossum J.J.Verm.
- Bulbophyllum gymnopus Hook.f.
- Bulbophyllum gyrochilum Seidenf.
- Bulbophyllum habrotinum J.J.Verm. & A.L.Lamb
- Bulbophyllum haematostictum J.J.Verm. & A.L.Lamb
- Bulbophyllum hahlianum Schltr.
- Bulbophyllum hainanense Z.H.Tsi
- Bulbophyllum halconense Ames
- Bulbophyllum hamadryas Schltr.
- Bulbophyllum hamatipes J.J.Sm.
- Bulbophyllum hamelinii W.Watson
- Bulbophyllum haniffii Carr
- Bulbophyllum hans-meyeri J.J.Wood
- Bulbophyllum hapalanthos Garay
- Bulbophyllum hassallii Kores
- Bulbophyllum hastiferum Schltr.
- Bulbophyllum hatschbachianum E.C.Smidt & Borba
- Bulbophyllum hatusimanum Tuyama
- Bulbophyllum heldiorum J.J.Verm.
- Bulbophyllum helenae (Kuntze) J.J.Sm.
- Bulbophyllum hellwigianum Kraenzl. ex Warb.
- Bulbophyllum hemiprionotum J.J.Verm. & A.L.Lamb
- Bulbophyllum hemisterranthum J.J.Verm. & P.O'Byrne
- Bulbophyllum henanense J.L.Lu
- Bulbophyllum hengstumianum J.J.Verm., de Vogel & A.Vogel
- Bulbophyllum henrici Schltr.
- Bulbophyllum herbula Frapp. ex Cordem.
- Bulbophyllum heteroblepharon Schltr.
- Bulbophyllum heterorhopalon Schltr.
- Bulbophyllum heterosepalum Schltr.
- Bulbophyllum hexarhopalon Schltr.
- Bulbophyllum hexurum Schltr.
- Bulbophyllum hians Schltr.
- Bulbophyllum hiepii Aver.
- Bulbophyllum hildebrandtii Rchb.f.
- Bulbophyllum hiljeae J.J.Verm.
- Bulbophyllum hirsutissimum Kraenzl.
- Bulbophyllum hirsutiusculum H.Perrier
- Bulbophyllum hirtulum Ridl.
- Bulbophyllum hirtum (Sm.) Lindl. ex Wall.
- Bulbophyllum hirudiniferum J.J.Verm.
- Bulbophyllum hirundinis (Gagnep.) Seidenf.
- Bulbophyllum histrionicum Rchb.f. ex G.A.Fisch. & P.J.Cribb
- Bulbophyllum hodgsonii M.R.Hend.
- Bulbophyllum hoehnei E.C.Smidt & Borba
- Bulbophyllum hollandianum J.J.Sm.
- Bulbophyllum holochilum J.J.Sm.
- Bulbophyllum horizontale Bosser
- Bulbophyllum horridulum J.J.Verm.
- Bulbophyllum hovarum Schltr.
- Bulbophyllum howcroftii Garay, Hamer & Siegerist
- Bulbophyllum hoyifolium J.J.Verm.
- Bulbophyllum humbertii Schltr.
- Bulbophyllum humblotii Rolfe
- Bulbophyllum humile Schltr.
- Bulbophyllum hyalinum Schltr.
- Bulbophyllum hydrophilum J.J.Sm.
- Bulbophyllum hymenanthum Hook.f.
- Bulbophyllum hymenochilum Kraenzl.
- Bulbophyllum hystricinum Schltr.
- Bulbophyllum ialibuense Ormerod
- Bulbophyllum ichthyosme J.J.Verm.
- Bulbophyllum icteranthum Schltr.
- Bulbophyllum idenburgense J.J.Sm.
- Bulbophyllum igneum J.J.Sm.
- Bulbophyllum ignevenosum Carr
- Bulbophyllum ignobile J.J.Sm.
- Bulbophyllum ikongoense H.Perrier
- Bulbophyllum illecebrum J.J.Verm. & P.O'Byrne
- Bulbophyllum imbricans J.J.Sm.
- Bulbophyllum imbricatum Lindl.
- Bulbophyllum imerinense Schltr.
- Bulbophyllum imitator J.J.Verm.
- Bulbophyllum impar Ridl.
- Bulbophyllum inaequale (Blume) Lindl.
- Bulbophyllum inaequisepalum Schltr.
- Bulbophyllum inauditum Schltr.
- Bulbophyllum incarum Kraenzl.
- Bulbophyllum inciferum J.J.Verm.
- Bulbophyllum incisilabrum J.J.Verm. & P.O'Byrne
- Bulbophyllum inclinatum J.J.Sm.
- Bulbophyllum incommodum Kores
- Bulbophyllum inconspicuum Maxim.
- Bulbophyllum incumbens Schltr.
- Bulbophyllum incurvum Thouars
- Bulbophyllum iners Rchb.f.
- Bulbophyllum infundibuliforme J.J.Sm.
- Bulbophyllum inhaiense V.P.Castro & K.G.Lacerda
- Bulbophyllum injoloense De Wild.
- Bulbophyllum inops Rchb.f.
- Bulbophyllum inornatum J.J.Verm.
- Bulbophyllum inquirendum J.J.Verm.
- Bulbophyllum insectiferum Barb.Rodr.
- Bulbophyllum insipidum J.J.Verm. & P.O'Byrne
- Bulbophyllum insolitum Bosser
- Bulbophyllum insulsoides Seidenf.
- Bulbophyllum intermedium F.M.Bailey
- Bulbophyllum intertextum Lindl.
- Bulbophyllum intonsum J.J.Verm.
- Bulbophyllum intricatum Seidenf.
- Bulbophyllum inunctum J.J.Sm.
- Bulbophyllum inversum Schltr.
- Bulbophyllum invisum Ames
- Bulbophyllum involutum Borba, Semir & F.Barros
- Bulbophyllum ionophyllum J.J.Verm.
- Bulbophyllum ipanemense Hoehne
- Bulbophyllum ischnopus Schltr.
- Bulbophyllum iterans J.J.Verm. & P.O'Byrne
- Bulbophyllum ivorense P.J.Cribb & Pérez-Vera
- Bulbophyllum jaapii Szlach. & Olszewski
- Bulbophyllum jackyi G.A.Fisch., Sieder & P.J.Cribb
- Bulbophyllum jamaicense Cogn.
- Bulbophyllum janus J.J.Verm.
- Bulbophyllum japonicum (Makino) Makino
- Bulbophyllum jiewhoei J.J.Verm. & P.O'Byrne
- Bulbophyllum johannis H.Wendl. & Kraenzl.
- Bulbophyllum johannulii J.J.Verm.
- Bulbophyllum johnsonii T.E.Hunt
- Bulbophyllum jolandae J.J.Verm.
- Bulbophyllum josephi (Kuntze) Summerh.
- Bulbophyllum jumelleanum Schltr.
- Bulbophyllum kainochiloides H.Perrier
- Bulbophyllum kaitiense Rchb.f.
- Bulbophyllum kanburiense Seidenf.
- Bulbophyllum kaniense Schltr.
- Bulbophyllum kauloense Schltr.
- Bulbophyllum kautskyi Toscano
- Bulbophyllum keekee N.Hallé
- Bulbophyllum kegelii Hamer & Garay
- Bulbophyllum kelelense Schltr.
- Bulbophyllum kempfii Schltr.
- Bulbophyllum kemulense J.J.Sm.
- Bulbophyllum kenae J.J.Verm.
- Bulbophyllum kenejianum Schltr.
- Bulbophyllum keralense M.Kumar & Sequiera
- Bulbophyllum kermesinum Ridl.
- Bulbophyllum kestron J.J.Verm. & A.L.Lamb
- Bulbophyllum khaoyaiense Seidenf.
- Bulbophyllum khasyanum Griff.
- Bulbophyllum kiamfeeanum J.J.Verm. & P.O'Byrne
- Bulbophyllum kieneri Bosser
- Bulbophyllum kirroanthum Schltr.
- Bulbophyllum kittredgei (Garay, Hamer & Siegerist) J.J.Verm.
- Bulbophyllum kivuense J.J.Verm.
- Bulbophyllum kjellbergii J.J.Sm.
- Bulbophyllum klabatense Schltr.
- Bulbophyllum kontumense Gagnep.
- Bulbophyllum korimense J.J.Sm.
- Bulbophyllum korinchense Ridl.
- Bulbophyllum korthalsii Schltr.
- Bulbophyllum kuanwuense S.W.Chung & T.C.Hsu
- Bulbophyllum kuanwuensis S.W. Chung & T.C. Hsu
- Bulbophyllum kubahense J.J.Verm. & A.L.Lamb
- Bulbophyllum kupense P.J.Cribb & B.J.Pollard
- Bulbophyllum kusaiense Tuyama
- Bulbophyllum kwangtungense Schltr.
- Bulbophyllum labatii Bosser
- Bulbophyllum laciniatum (Barb.Rodr.) Cogn.
- Bulbophyllum lacinulosum J.J.Sm.
- Bulbophyllum laetum J.J.Verm.
- Bulbophyllum lagaroglossum J.J.Verm.
- Bulbophyllum lageniforme F.M.Bailey
- Bulbophyllum lakatoense Bosser
- Bulbophyllum lambii J.J.Verm.
- Bulbophyllum lamelluliferum J.J.Sm.
- Bulbophyllum lamii J.J.Sm.
- Bulbophyllum lamingtonense D.L.Jones
- Bulbophyllum lancifolium Ames
- Bulbophyllum lancilabium Ames
- Bulbophyllum lancipetalum Ames
- Bulbophyllum lancisepalum H.Perrier
- Bulbophyllum languidum J.J.Sm.
- Bulbophyllum lanuginosum J.J.Verm.
- Bulbophyllum laoticum Gagnep.
- Bulbophyllum lasianthum Lindl.
- Bulbophyllum lasiochilum E.C.Parish & Rchb.f.
- Bulbophyllum lasioglossum Rolfe ex Ames
- Bulbophyllum lasiopetalum Kraenzl.
- Bulbophyllum latibrachiatum J.J.Sm.
- Bulbophyllum latipes J.J.Sm.
- Bulbophyllum latipetalum H.Perrier
- Bulbophyllum latisepalum Ames & C.Schweinf.
- Bulbophyllum laxiflorum (Blume) Lindl.
- Bulbophyllum laxum Schltr.
- Bulbophyllum leandrianum H.Perrier
- Bulbophyllum lecouflei Bosser
- Bulbophyllum ledungense Tang & F.T.Wang
- Bulbophyllum lehmannianum Kraenzl.
- Bulbophyllum leibergii Ames & Rolfe
- Bulbophyllum lemnifolium Schltr.
- Bulbophyllum lemniscatoides Rolfe
- Bulbophyllum lemniscatum C.S.P.Parish ex Hook.f.
- Bulbophyllum lemuraeoides H.Perrier
- Bulbophyllum lemurense Bosser & P.J.Cribb
- Bulbophyllum leniae J.J.Verm.
- Bulbophyllum leonii Kraenzl.
- Bulbophyllum leontoglossum Schltr.
- Bulbophyllum leopardinum (Wall.) Lindl. ex Wall.
- Bulbophyllum lepantense Ames
- Bulbophyllum lepanthiflorum Schltr.
- Bulbophyllum leproglossum J.J.Verm. & A.L.Lamb
- Bulbophyllum leptanthum Hook.f.
- Bulbophyllum leptobulbon J.J.Verm.
- Bulbophyllum leptocaulon Kraenzl.
- Bulbophyllum leptochlamys Schltr.
- Bulbophyllum leptoglossum J.J.Verm. & A.L.Lamb
- Bulbophyllum leptoleucum Schltr.
- Bulbophyllum leptophyllum W.Kittr.
- Bulbophyllum leptopus Schltr.
- Bulbophyllum leptosepalum Hook.f.
- Bulbophyllum leptostachyum Schltr.
- Bulbophyllum leucorhodum Schltr.
- Bulbophyllum leucorrhachis (Rolfe) Schltr.
- Bulbophyllum leucothyrsus Schltr.
- Bulbophyllum levanae Ames
- Bulbophyllum levatii Kraenzl.
- Bulbophyllum leve Schltr.
- Bulbophyllum levinei Schltr.
- Bulbophyllum levyae Garay, Hamer & Siegerist
- Bulbophyllum lewisense B.Gray & D.L.Jones
- Bulbophyllum leytense Ames
- Bulbophyllum lichenoides Schltr.
- Bulbophyllum lichenophylax Schltr.
- Bulbophyllum ligulatum W.Kittr.
- Bulbophyllum ligulifolium J.J.Sm.
- Bulbophyllum lilacinum Ridl.
- Bulbophyllum lilianae Rendle
- Bulbophyllum limbatum Lindl.
- Bulbophyllum lindleyanum Griff.
- Bulbophyllum lineare Frapp. ex Cordem.
- Bulbophyllum lineariflorum J.J.Sm.
- Bulbophyllum linearifolium King & Pantl.
- Bulbophyllum linearilabium J.J.Sm.
- Bulbophyllum lineariligulatum Schltr.
- Bulbophyllum lineatum (Teijsm. & Binn.) J.J.Sm.
- Bulbophyllum lineolatum Schltr.
- Bulbophyllum linggense J.J.Sm.
- Bulbophyllum lingulatum Rendle
- Bulbophyllum liparidioides Schltr.
- Bulbophyllum lipense Ames
- Bulbophyllum lissoglossum J.J.Verm.
- Bulbophyllum lizae J.J.Verm.
- Bulbophyllum lobbii Lindl.
- Bulbophyllum lockii Aver. & Averyanova
- Bulbophyllum loherianum (Kraenzl.) Ames
- Bulbophyllum lohokii J.J.Verm. & A.L.Lamb
- Bulbophyllum lokonense Schltr.
- Bulbophyllum lonchophyllum Schltr.
- Bulbophyllum longhutense J.J.Sm.
- Bulbophyllum longibrachiatum Z.H.Tsi
- Bulbophyllum longibracteatum Seidenf.
- Bulbophyllum longiflorum Thouars
- Bulbophyllum longilabre Schltr.
- Bulbophyllum longimucronatum Ames & C.Schweinf.
- Bulbophyllum longipedicellatum J.J.Sm.
- Bulbophyllum longipetalum Pabst
- Bulbophyllum longipetiolatum Ames
- Bulbophyllum longirepens Ridl.
- Bulbophyllum longirostre Schltr.
- Bulbophyllum longiscapum Rolfe
- Bulbophyllum longisepalum Rolfe
- Bulbophyllum longissimum (Ridl.) J.J.Sm.
- Bulbophyllum longivagans Carr
- Bulbophyllum longivaginans H.Perrier
- Bulbophyllum lophoglottis (Guillaumin) N.Hallé
- Bulbophyllum lophoton J.J.Verm.
- Bulbophyllum lordoglossum J.J.Verm. & A.L.Lamb
- Bulbophyllum lorentzianum J.J.Sm.
- Bulbophyllum louisiadum Schltr.
- Bulbophyllum loxophyllum Schltr.
- Bulbophyllum luanii Tixier
- Bulbophyllum lucidum Schltr.
- Bulbophyllum luciphilum Stévart
- Bulbophyllum luckraftii F.Muell.
- Bulbophyllum luederwaldtii Hoehne & Schltr.
- Bulbophyllum lumbriciforme J.J.Sm.
- Bulbophyllum lundianum Rchb.f. & Warm.
- Bulbophyllum lupulinum Lindl.
- Bulbophyllum luteobracteatum Jum. & H.Perrier
- Bulbophyllum luteopurpureum J.J.Sm.
- Bulbophyllum luteum J.J.Verm.
- Bulbophyllum lygeron J.J.Verm.
- Bulbophyllum lyperocephalum Schltr.
- Bulbophyllum lyperostachyum Schltr.
- Bulbophyllum lyriforme J.J.Verm. & P.O'Byrne
- Bulbophyllum maboroense Schltr.
- Bulbophyllum machupicchuense D.E.Benn. & Christenson
- Bulbophyllum macilentum J.J.Verm.
- Bulbophyllum macneiceae Schuit. & de Vogel
- Bulbophyllum macphersonii Rupp
- Bulbophyllum macraei (Lindl.) Rchb.f.
- Bulbophyllum macranthoides Kraenzl.
- Bulbophyllum macranthum Lindl.
- Bulbophyllum macrobulbum J.J.Sm.
- Bulbophyllum macrocarpum Frapp. ex Cordem.
- Bulbophyllum macroceras Barb.Rodr.
- Bulbophyllum macrochilum Rolfe
- Bulbophyllum macrocoleum Seidenf.
- Bulbophyllum macrorhopalon Schltr.
- Bulbophyllum macrourum Schltr.
- Bulbophyllum maculatum Boxall ex Náves
- Bulbophyllum magnibracteatum Summerh.
- Bulbophyllum magnussonianum J.J.Verm., de Vogel & A.Vogel
- Bulbophyllum mahakamense J.J.Sm.
- Bulbophyllum maijenense Schltr.
- Bulbophyllum major (Ridl.) P.Royen
- Bulbophyllum makoyanum (Rchb.f.) Ridl.
- Bulbophyllum malachadenia Cogn.
- Bulbophyllum maleolens Kraenzl.
- Bulbophyllum malleolabrum Carr
- Bulbophyllum mamberamense J.J.Sm.
- Bulbophyllum mananjarense Poiss.
- Bulbophyllum manarae Foldats
- Bulbophyllum mandibulare Rchb.f.
- Bulbophyllum mangenotii Bosser
- Bulbophyllum manipurense Sath.Kumar & P.C.S.Kumar
- Bulbophyllum manobulbum Schltr.
- Bulbophyllum maquilingense Ames & Quisumb.
- Bulbophyllum marginatum Schltr.
- Bulbophyllum marivelense Ames
- Bulbophyllum marojejiense H.Perrier
- Bulbophyllum marovoense H.Perrier
- Bulbophyllum marudiense Carr
- Bulbophyllum masaganapense Ames
- Bulbophyllum masarangicum Schltr.
- Bulbophyllum maskeliyense Livera
- Bulbophyllum masoalanum Schltr.
- Bulbophyllum masonii (Senghas) J.J.Wood
- Bulbophyllum mastersianum (Rolfe) J.J.Sm.
- Bulbophyllum mattesii Sieder & Kiehn
- Bulbophyllum maudeae A.D.Hawkes
- Bulbophyllum maxillare (Lindl.) Rchb.f.
- Bulbophyllum maxillarioides Schltr.
- Bulbophyllum maximum (Lindl.) Rchb.f.
- Bulbophyllum mayombeense Garay
- Bulbophyllum mayrii J.J.Sm.
- Bulbophyllum mearnsii Ames
- Bulbophyllum mediocre Summerh. ex Exell
- Bulbophyllum medusae (Lindl.) Rchb.f.
- Bulbophyllum megalonyx Rchb.f.
- Bulbophyllum melanoglossum Hayata
- Bulbophyllum melilotus J.J.Sm.
- Bulbophyllum melinanthum Schltr.
- Bulbophyllum melinoglossum Schltr.
- Bulbophyllum melleum H.Perrier
- Bulbophyllum melloi Pabst
- Bulbophyllum membranaceum Teijsm. & Binn.
- Bulbophyllum membranifolium Hook.f.
- Bulbophyllum menghaiense Z.H.Tsi
- Bulbophyllum menglunense Z.H.Tsi & Y.Z.Ma
- Bulbophyllum mentiferum J.J.Sm.
- Bulbophyllum mentosum Barb.Rodr.
- Bulbophyllum meridense Rchb.f.
- Bulbophyllum meristorhachis Garay & Dunst.
- Bulbophyllum merrittii Ames
- Bulbophyllum mesodon J.J.Verm.
- Bulbophyllum metonymon Summerh.
- Bulbophyllum micholitzianum Kraenzl.
- Bulbophyllum micranthum Barb.Rodr.
- Bulbophyllum microblepharon Schltr.
- Bulbophyllum microbulbon Schltr.
- Bulbophyllum microcala P.F.Hunt
- Bulbophyllum microdendron Schltr.
- Bulbophyllum microglossum Ridl.
- Bulbophyllum microlabium W.Kittr.
- Bulbophyllum micronesiacum Schltr.
- Bulbophyllum micropetaliforme Leite
- Bulbophyllum microrhombos Schltr.
- Bulbophyllum microsphaerum Schltr.
- Bulbophyllum microtepalum Rchb.f.
- Bulbophyllum microtes Schltr.
- Bulbophyllum microthamnus Schltr.
- Bulbophyllum mimiense Schltr.
- Bulbophyllum minax Schltr.
- Bulbophyllum mindorense Ames
- Bulbophyllum minutibulbum W.Kittr.
- Bulbophyllum minutilabrum H.Perrier
- Bulbophyllum minutipetalum Schltr.
- Bulbophyllum minutissimum (F.Muell.) F.Muell.
- Bulbophyllum minutulum Ridl.
- Bulbophyllum minutum Thouars
- Bulbophyllum mirabile Hallier f.
- Bulbophyllum mirandaianum Hoehne
- Bulbophyllum mirificum Schltr.
- Bulbophyllum mirum J.J.Sm.
- Bulbophyllum mischobulbon Schltr.
- Bulbophyllum mobilifilum Carr
- Bulbophyllum moldenkeanum A.D.Hawkes
- Bulbophyllum molle J.J.Verm. & P.O'Byrne
- Bulbophyllum molossus Rchb.f.
- Bulbophyllum mona-lisae Sieder & Kiehn
- Bulbophyllum monanthos Ridl.
- Bulbophyllum moniliforme E.C.Parish & Rchb.f.
- Bulbophyllum monosema Schltr.
- Bulbophyllum monstrabile Ames
- Bulbophyllum montanum Schltr.
- Bulbophyllum montense Ridl.
- Bulbophyllum moramanganum Schltr.
- Bulbophyllum moratii Bosser
- Bulbophyllum morenoi Dodson & R.Vásquez
- Bulbophyllum moroides J.J.Sm.
- Bulbophyllum morotaiense J.J.Sm.
- Bulbophyllum morphologorum Kraenzl.
- Bulbophyllum mucronatum (Blume) Lindl.
- Bulbophyllum mucronifolium Rchb.f. & Warm.
- Bulbophyllum mulderae J.J.Verm.
- Bulbophyllum multiflexum J.J.Sm.
- Bulbophyllum multiflorum Ridl.
- Bulbophyllum multiligulatum H.Perrier
- Bulbophyllum multivaginatum Jum. & H.Perrier
- Bulbophyllum muricatum J.J.Sm.
- Bulbophyllum muriceum Schltr.
- Bulbophyllum murkelense J.J.Sm.
- Bulbophyllum muscarirubrum Seidenf.
- Bulbophyllum muscicola Rchb.f.
- Bulbophyllum muscohaerens J.J.Verm. & A.L.Lamb
- Bulbophyllum mutabile (Blume) Lindl.
- Bulbophyllum myodes J.J.Verm.
- Bulbophyllum myolaense Garay, Hamer & Siegerist
- Bulbophyllum myon J.J.Verm.
- Bulbophyllum myrmecochilum Schltr.
- Bulbophyllum myrtillus Schltr.
- Bulbophyllum mysorense (Rolfe) J.J.Sm.
- Bulbophyllum mystax Schuit. & de Vogel
- Bulbophyllum mystrochilum Schltr.
- Bulbophyllum mystrophyllum Schltr.
- Bulbophyllum nabawanense J.J.Wood & A.L.Lamb
- Bulbophyllum nagelii L.O.Williams
- Bulbophyllum namoronae Bosser
- Bulbophyllum nannodes Schltr.
- Bulbophyllum nanopetalum Seidenf.
- Bulbophyllum napellii Lindl.
- Bulbophyllum nasica Schltr.
- Bulbophyllum nasilabium Schltr.
- Bulbophyllum nasseri Garay
- Bulbophyllum navicula Schltr.
- Bulbophyllum nebularum Schltr.
- Bulbophyllum neglectum Bosser
- Bulbophyllum negrosianum Ames
- Bulbophyllum nematocaulon Ridl.
- Bulbophyllum nematopodum F.Muell.
- Bulbophyllum nematorhizis Schltr.
- Bulbophyllum nemorale L.O.Williams
- Bulbophyllum nemorosum (Barb.Rodr.) Cogn.
- Bulbophyllum neoebudicum (Garay, Hamer & Siegerist) Sieder & Kiehn
- Bulbophyllum neoguineense J.J.Sm.
- Bulbophyllum neopommeranicum Schltr.
- Bulbophyllum nephropetalum Schltr.
- Bulbophyllum nervulosum Frapp. ex Cordem.
- Bulbophyllum nesiotes Seidenf.
- Bulbophyllum newportii (F.M.Bailey) Rolfe
- Bulbophyllum ngoclinhensis Aver.
- Bulbophyllum ngoyense Schltr.
- Bulbophyllum nieuwenhuisii J.J.Sm.
- Bulbophyllum nigericum Summerh.
- Bulbophyllum nigrescens Rolfe
- Bulbophyllum nigriflorum H.Perrier
- Bulbophyllum nigrilabium Schltr.
- Bulbophyllum nigripetalum Rolfe
- Bulbophyllum nigritianum Rendle
- Bulbophyllum nigropurpureum Carr
- Bulbophyllum nipondhii Seidenf.
- Bulbophyllum nitens Jum. & H.Perrier
- Bulbophyllum nitidum Schltr.
- Bulbophyllum nocturnum J.J.Verm., de Vogel, Schuit. & A.Vogel
- Bulbophyllum nodosum (Rolfe) J.J.Sm.
- Bulbophyllum notabilipetalum Seidenf.
- Bulbophyllum novaciae J.J.Verm. & P.O'Byrne
- Bulbophyllum novae-hiberniae Schltr.
- Bulbophyllum nubigenum Schltr.
- Bulbophyllum nubinatum J.J.Verm.
- Bulbophyllum nummularia (H.Wendl. & Kraenzl.) Rolfe
- Bulbophyllum nummularioides Schltr.
- Bulbophyllum nutans (Thouars) Thouars
- Bulbophyllum nymphopolitanum Kraenzl.
- Bulbophyllum oblanceolatum King & Pantl.
- Bulbophyllum obliquum Schltr.
- Bulbophyllum obovatifolium J.J.Sm.
- Bulbophyllum obscuriflorum H.Perrier
- Bulbophyllum obtusangulum Z.H. Tsi
- Bulbophyllum obtusatum Schltr.
- Bulbophyllum obtusipetalum J.J.Sm.
- Bulbophyllum obtusum (Blume) Lindl.
- Bulbophyllum obyrnei Garay, Hamer & Siegerist
- Bulbophyllum occlusum Ridl.
- Bulbophyllum occultum Thouars
- Bulbophyllum ocellatum Cootes & M.A.Clem.
- Bulbophyllum ochraceum (Barb.Rodr.) Cogn.
- Bulbophyllum ochroleucum Schltr.
- Bulbophyllum ochthochilum J.J.Verm.
- Bulbophyllum ochthodes J.J.Verm.
- Bulbophyllum octarrhenipetalum J.J.Sm.
- Bulbophyllum octorhopalon Seidenf.
- Bulbophyllum odoardii Rchb.f. & Pfitzer
- Bulbophyllum odontoglossum Schltr.
- Bulbophyllum odontopetalum Schltr.
- Bulbophyllum odontostigma J.J.Verm.
- Bulbophyllum odoratissimum (Sm.) Lindl. ex Wall.
- Bulbophyllum odoratum (Blume) Lindl.
- Bulbophyllum oliganthum Schltr.
- Bulbophyllum oligoblepharon Schltr.
- Bulbophyllum oligochaete Schltr.
- Bulbophyllum oligoglossum Rchb.f.
- Bulbophyllum olivinum J.J.Sm.
- Bulbophyllum olorinum J.J.Sm.
- Bulbophyllum omerandrum Hayata
- Bulbophyllum oncopus J.J.Verm. & P.O'Byrne
- Bulbophyllum onivense H.Perrier
- Bulbophyllum oobulbum Schltr.
- Bulbophyllum ophiuchus Ridl.
- Bulbophyllum orbiculare J.J.Sm.
- Bulbophyllum orectopetalum Garay, Hamer & Siegerist
- Bulbophyllum oreocharis Schltr.
- Bulbophyllum oreodorum Schltr.
- Bulbophyllum oreodoxa Schltr.
- Bulbophyllum oreogenum Schltr.
- Bulbophyllum oreonastes Rchb.f.
- Bulbophyllum orezii Sath.Kumar
- Bulbophyllum orientale Seidenf.
- Bulbophyllum origami J.J.Verm.
- Bulbophyllum ornatissimum (Rchb.f.) J.J.Sm.
- Bulbophyllum ornatum Schltr.
- Bulbophyllum orohense J.J.Sm.
- Bulbophyllum orsidice Ridl.
- Bulbophyllum ortalis J.J.Verm.
- Bulbophyllum orthoglossum Kraenzl.
- Bulbophyllum orthosepalum J.J.Verm.
- Bulbophyllum osyricera Schltr.
- Bulbophyllum osyriceroides J.J.Sm.
- Bulbophyllum othonis (Kuntze) J.J.Sm.
- Bulbophyllum otochilum J.J.Verm.
- Bulbophyllum ovalifolium (Blume) Lindl.
- Bulbophyllum ovatolanceatum J.J.Sm.
- Bulbophyllum ovatum Seidenf.
- Bulbophyllum oxyanthum Schltr.
- Bulbophyllum oxycalyx Schltr.
- Bulbophyllum oxychilum Schltr.
- Bulbophyllum pabstii Garay
- Bulbophyllum pachyacris J.J.Sm.
- Bulbophyllum pachyanthum Schltr.
- Bulbophyllum pachyglossum Schltr.
- Bulbophyllum pachyneuron Schltr.
- Bulbophyllum pachypus Schltr.
- Bulbophyllum pachyrachis (A.Rich.) Griseb.
- Bulbophyllum pachytelos Schltr.
- Bulbophyllum pahudii (de Vriese) Rchb.f.
- Bulbophyllum paleiferum Schltr.
- Bulbophyllum pallens (Jum. & H.Perrier) Schltr.
- Bulbophyllum pallidum Seidenf.
- Bulbophyllum paluense Garay ex W.E.Higgins
- Bulbophyllum pampangense Ames
- Bulbophyllum pan Ridl.
- Bulbophyllum pandanetorum Summerh.
- Bulbophyllum pandurella Schltr.
- Bulbophyllum pantoblepharon Schltr.
- Bulbophyllum papangense H.Perrier
- Bulbophyllum papilio J.J.Sm.
- Bulbophyllum papillatum J.J.Sm.
- Bulbophyllum papillipetalum Ames
- Bulbophyllum papillosofilum Carr
- Bulbophyllum papuliferum Schltr.
- Bulbophyllum papuliglossum Schltr.
- Bulbophyllum papulipetalum Schltr.
- Bulbophyllum papulosum Garay
- Bulbophyllum parabates J.J.Verm.
- Bulbophyllum paraemarginatum Aver.
- Bulbophyllum paranaense Schltr.
- Bulbophyllum pardalinum Ridl.
- Bulbophyllum pardalotum Garay, Hamer & Siegerist
- Bulbophyllum parviflorum E.C.Parish & Rchb.f.
- Bulbophyllum parvum Summerh.
- Bulbophyllum patella J.J.Verm.
- Bulbophyllum patens King ex Hook.f.
- Bulbophyllum pauciflorum Ames
- Bulbophyllum paucisetum J.J.Sm.
- Bulbophyllum paululum Schltr.
- Bulbophyllum pecten-veneris (Gagnep.) Seidenf.
- Bulbophyllum pectinatum Finet
- Bulbophyllum pelicanopsis J.J.Verm. & A.L.Lamb
- Bulbophyllum peltopus Schltr.
- Bulbophyllum pemae Schltr.
- Bulbophyllum pendens J.J.Verm.
- Bulbophyllum penduliscapum J.J.Sm.
- Bulbophyllum pendulum Thouars
- Bulbophyllum penicillium E.C.Parish & Rchb.f.
- Bulbophyllum peninsulare Seidenf.
- Bulbophyllum pentaneurum Seidenf.
- Bulbophyllum pentastichum (Pfitzer ex Kraenzl.) Schltr.
- Bulbophyllum peperomiifolium J.J.Sm.
- Bulbophyllum peramoenum Ames
- Bulbophyllum percoroiculatum H.Perrier
- Bulbophyllum perexiguum Ridl.
- Bulbophyllum perforans J.J.Sm.
- Bulbophyllum perii Schltr.
- Bulbophyllum perparvulum Schltr.
- Bulbophyllum perpendiculare Schltr.
- Bulbophyllum perpusillum H.Wendl. & Kraenzl.
- Bulbophyllum perreflexum Bosser & P.J.Cribb
- Bulbophyllum perrieri Schltr.
- Bulbophyllum perseverans Hermans
- Bulbophyllum pervillei Rolfe ex Scott-Elliot
- Bulbophyllum petiolare Thwaites
- Bulbophyllum petiolatum J.J.Sm.
- Bulbophyllum petrae G.A.Fisch., Sieder & P.J.Cribb
- Bulbophyllum peyrotii Bosser
- Bulbophyllum phaeanthum Schltr.
- Bulbophyllum phaeoglossum Schltr.
- Bulbophyllum phaeoneuron Schltr.
- Bulbophyllum phaeorhabdos Schltr.
- Bulbophyllum phalaenopsis J.J.Sm.
- Bulbophyllum phayamense Seidenf.
- Bulbophyllum phillipsianum Kores
- Bulbophyllum phormion J.J.Verm.
- Bulbophyllum phreatiopse J.J.Verm.
- Bulbophyllum phymatum J.J.Verm.
- Bulbophyllum physocoryphum Seidenf.
- Bulbophyllum picturatum (Lodd.) Rchb.f.
- Bulbophyllum pidacanthum J.J.Verm.
- Bulbophyllum piestobulbon Schltr.
- Bulbophyllum piestoglossum J.J.Verm.
- Bulbophyllum pileatum Lindl.
- Bulbophyllum piliferum J.J.Sm.
- Bulbophyllum pilosum J.J.Verm.
- Bulbophyllum piluliferum King & Pantl.
- Bulbophyllum pingtungense S.S.Ying & S.C.Chen
- Bulbophyllum pinicolum Gagnep.
- Bulbophyllum pipio Rchb.f.
- Bulbophyllum pisibulbum J.J.Sm.
- Bulbophyllum pitengoense Campacci
- Bulbophyllum placochilum J.J.Verm.
- Bulbophyllum plagiatum Ridl.
- Bulbophyllum plagiopetalum Schltr.
- Bulbophyllum planibulbe (Ridl.) Ridl.
- Bulbophyllum planiplexum J.J.Verm.
- Bulbophyllum planitiae J.J.Sm.
- Bulbophyllum platypodum H.Perrier
- Bulbophyllum pleiopterum Schltr.
- Bulbophyllum pleurothallidanthum Garay
- Bulbophyllum pleurothalloides Ames
- Bulbophyllum pleurothallopsis Schltr.
- Bulbophyllum plicatum J.J.Verm.
- Bulbophyllum plumatum Ames
- Bulbophyllum plumosum (Barb.Rodr.) Cogn.
- Bulbophyllum plumula Schltr.
- Bulbophyllum pocillum J.J.Verm.
- Bulbophyllum poekilon Carr
- Bulbophyllum polliculosum Seidenf.
- Bulbophyllum polyblepharon Schltr.
- Bulbophyllum polycyclum J.J.Verm.
- Bulbophyllum polygaliflorum J.J.Wood
- Bulbophyllum polyphyllum Schltr.
- Bulbophyllum polyrrhizum Lindl.
- Bulbophyllum popayanense Kraenzl.
- Bulbophyllum porphyrostachys Summerh.
- Bulbophyllum porphyrotriche J.J.Verm.
- Bulbophyllum posticum J.J.Sm.
- Bulbophyllum potamophilum Schltr.
- Bulbophyllum praestans Kraenzl.
- Bulbophyllum praetervisum J.J.Verm.
- Bulbophyllum prianganense J.J.Sm.
- Bulbophyllum prismaticum Thouars
- Bulbophyllum pristis J.J.Sm.
- Bulbophyllum proboscideum (Gagnep.) Seidenf. & Smitinand
- Bulbophyllum proculcastris J.J.Verm.
- Bulbophyllum propinquum Kraenzl.
- Bulbophyllum prorepens Summerh.
- Bulbophyllum protectum H.Perrier
- Bulbophyllum protractum Hook.f.
- Bulbophyllum proudlockii (King & Pantl.) J.J.Sm.
- Bulbophyllum pseudoconiferum W.Suarez & Cootes
- Bulbophyllum pseudofilicaule J.J.Sm.
- Bulbophyllum pseudopelma J.J.Verm. & P.O'Byrne
- Bulbophyllum pseudopicturatum (Garay) Sieder & Kiehn
- Bulbophyllum pseudoserrulatum J.J.Sm.
- Bulbophyllum pseudotrias J.J.Verm.
- Bulbophyllum psilorhopalon Schltr.
- Bulbophyllum psittacoglossum Rchb.f.
- Bulbophyllum psychoon Rchb.f.
- Bulbophyllum pteroglossum Schltr.
- Bulbophyllum ptiloglossum H.Wendl. & Kraenzl.
- Bulbophyllum ptilotes Schltr.
- Bulbophyllum ptychantyx J.J.Verm.
- Bulbophyllum ptychostigma J.J.Verm.
- Bulbophyllum pubiflorum Schltr.
- Bulbophyllum pugilanthum J.J.Wood
- Bulbophyllum puguahaanense Ames
- Bulbophyllum pulchellum Ridl.
- Bulbophyllum puluongensis (Aver. & Averyanova) Sieder & Kiehn
- Bulbophyllum pulvinatum Schltr.
- Bulbophyllum pumilio E.C.Parish & Rchb.f.
- Bulbophyllum punamense Schltr.
- Bulbophyllum punctatum Barb.Rodr.
- Bulbophyllum pungens Schltr.
- Bulbophyllum puntjakense J.J.Sm.
- Bulbophyllum purpurascens Teijsm. & Binn.
- Bulbophyllum purpurellum Ridl.
- Bulbophyllum purpureorhachis (De Wild.) Schltr.
- Bulbophyllum purpureum Thwaites
- Bulbophyllum pusillum Thouars
- Bulbophyllum pustulatum Ridl.
- Bulbophyllum putidum (Teijsm. & Binn.) J.J.Sm.
- Bulbophyllum putii Seidenf.
- Bulbophyllum pygmaeum (Sm.) Lindl.
- Bulbophyllum pyridion J.J.Verm.
- Bulbophyllum pyroglossum Schuit. & de Vogel
- Bulbophyllum quadrangulare J.J.Sm.
- Bulbophyllum quadrialatum H.Perrier
- Bulbophyllum quadricarinum Kores
- Bulbophyllum quadricaudatum J.J.Sm.
- Bulbophyllum quadrichaete Schltr.
- Bulbophyllum quadricolor (Barb.Rodr.) Cogn.
- Bulbophyllum quadrifalciculatum J.J.Sm.
- Bulbophyllum quadrifarium Rolfe
- Bulbophyllum quadrisetum Lindl.
- Bulbophyllum quadrisubulatum J.J.Sm.
- Bulbophyllum quasimodo J.J.Verm.
- Bulbophyllum quinquelobum Schltr.
- Bulbophyllum racemosum Rolfe
- Bulbophyllum radicans F.M.Bailey
- Bulbophyllum rajanum J.J.Sm.
- Bulbophyllum ramulicola Schuit. & de Vogel
- Bulbophyllum ranomafanae Bosser & P.J.Cribb
- Bulbophyllum rariflorum J.J.Sm.
- Bulbophyllum rarum Schltr.
- Bulbophyllum rauhii Toill.-Gen. & Bosser
- Bulbophyllum raui Arora
- Bulbophyllum ravanii Cootes
- Bulbophyllum reclusum Seidenf.
- Bulbophyllum rectilabre J.J.Sm.
- Bulbophyllum recurviflorum J.J.Sm.
- Bulbophyllum recurvilabre Garay
- Bulbophyllum reductum J.J.Verm. & P.O'Byrne
- Bulbophyllum reevei J.J.Verm.
- Bulbophyllum reflexiflorum H.Perrier
- Bulbophyllum refractilingue J.J.Sm.
- Bulbophyllum refractum (Zoll.) Rchb.f.
- Bulbophyllum reginaldoi Campacci
- Bulbophyllum regnellii Rchb.f.
- Bulbophyllum reichenbachianum Kraenzl.
- Bulbophyllum reichenbachii (Kuntze) Schltr.
- Bulbophyllum reifii Sieder & Kiehn
- Bulbophyllum remiferum Carr
- Bulbophyllum renipetalum Schltr.
- Bulbophyllum renkinianum (Laurent) De Wild.
- Bulbophyllum repens Griff.
- Bulbophyllum reptans (Lindl.) Lindl. ex Wall.
- Bulbophyllum restrepia (Ridl.) Ridl.
- Bulbophyllum resupinatum Ridl.
- Bulbophyllum reticulatum Bateman ex Hook.f.
- Bulbophyllum retrorsum J.J.Verm. & A.L.Lamb
- Bulbophyllum retusiusculum Rchb.f.
- Bulbophyllum rheedei Manilal & Sath.Kumar
- Bulbophyllum rheophyton J.J.Verm. & Tsukaya
- Bulbophyllum rhizomatosum Ames & C.Schweinf.
- Bulbophyllum rhodoglossum Schltr.
- Bulbophyllum rhodoleucum Schltr.
- Bulbophyllum rhodophyllum J.J.Verm. & P.O'Byrne
- Bulbophyllum rhodosepalum Schltr.
- Bulbophyllum rhodostachys Schltr.
- Bulbophyllum rhomboglossum Schltr.
- Bulbophyllum rhopaloblepharon Schltr.
- Bulbophyllum rhopalophorum Schltr.
- Bulbophyllum rhynchoglossum Schltr.
- Bulbophyllum ricaldonei Leite
- Bulbophyllum rictorium Schltr.
- Bulbophyllum rienanense H.Perrier
- Bulbophyllum rigidifilum J.J.Sm.
- Bulbophyllum rigidipes Schltr.
- Bulbophyllum rigidum King & Pantl.
- Bulbophyllum riparium J.J.Sm.
- Bulbophyllum rivulare Schltr.
- Bulbophyllum rolfei (Kuntze) Seidenf.
- Bulbophyllum romburghii J.J.Sm.
- Bulbophyllum roraimense Rolfe
- Bulbophyllum rosemarianum Sath.Kumar, P.C.S.Kumar & Saleem
- Bulbophyllum roseopunctatum Schltr.
- Bulbophyllum rostriceps Rchb.f.
- Bulbophyllum rothschildianum (O'Brien) J.J.Sm.
- Bulbophyllum roxburghii (Lindl.) Rchb.f.
- Bulbophyllum rubiferum J.J.Sm.
- Bulbophyllum rubiginosum Schltr.
- Bulbophyllum rubipetalum P.Royen
- Bulbophyllum rubrigemmum Hermans
- Bulbophyllum rubroguttatum Seidenf.
- Bulbophyllum rubrolabellum T.P.Lin
- Bulbophyllum rubrolabium Schltr.
- Bulbophyllum rubrolineatum Schltr.
- Bulbophyllum rubromaculatum W.Kittr.
- Bulbophyllum rubrum Jum. & H.Perrier
- Bulbophyllum rufilabrum C.S.P.Parish ex Hook.f.
- Bulbophyllum rufinum Rchb.f.
- Bulbophyllum ruginosum H.Perrier
- Bulbophyllum rugosibulbum Summerh.
- Bulbophyllum rugosisepalum Seidenf.
- Bulbophyllum rugosum Ridl.
- Bulbophyllum rugulosum J.J.Sm.
- Bulbophyllum rupicola Barb.Rodr.
- Bulbophyllum rutenbergianum Schltr.
- Bulbophyllum rutilans J.J.Verm. & A.L.Lamb
- Bulbophyllum rysyanum Roeth
- Bulbophyllum saccolabioides J.J.Sm.
- Bulbophyllum salaccense Rchb.f.
- Bulbophyllum salebrosum J.J.Sm.
- Bulbophyllum saltatorium Lindl.
- Bulbophyllum sambiranense Jum. & H.Perrier
- Bulbophyllum samoanum Schltr.
- Bulbophyllum sanderianum Rolfe
- Bulbophyllum sandersonii (Hook.f.) Rchb.f.
- Bulbophyllum sandrangatense Bosser
- Bulbophyllum sangae Schltr.
- Bulbophyllum sanguineopunctatum Seidenf. & A.D.Kerr
- Bulbophyllum sanguineum H.Perrier
- Bulbophyllum sanitii Seidenf.
- Bulbophyllum sannio J.J.Verm.
- Bulbophyllum santoense J.J.Verm.
- Bulbophyllum santosii Ames
- Bulbophyllum sapphirinum Ames
- Bulbophyllum sarasinorum Schltr.
- Bulbophyllum sarcochilum J.J.Verm. & P.O'Byrne
- Bulbophyllum sarcodanthum Schltr.
- Bulbophyllum sarcophylloides Garay, Hamer & Siegerist
- Bulbophyllum sarcophyllum (King & Pantl.) J.J.Sm.
- Bulbophyllum sarcorhachis Schltr.
- Bulbophyllum sarcoscapum Teijsm. & Binn.
- Bulbophyllum saronae Garay
- Bulbophyllum sauguetiense Schltr.
- Bulbophyllum saurocephalum Rchb.f.
- Bulbophyllum savaiense Schltr.
- Bulbophyllum sawiense J.J.Sm.
- Bulbophyllum scaberulum (Rolfe) Bolus
- Bulbophyllum scabratum Rchb.f.
- Bulbophyllum scabrum J.J.Verm. & A.L.Lamb
- Bulbophyllum scaphiforme J.J.Verm.
- Bulbophyllum scaphosepalum Ridl.
- Bulbophyllum scariosum Summerh.
- Bulbophyllum sceliphron J.J.Verm.
- Bulbophyllum schefferi (Kuntze) Schltr.
- Bulbophyllum schillerianum Rchb.f.
- Bulbophyllum schimperianum Kraenzl.
- Bulbophyllum schinzianum Kraenzl.
- Bulbophyllum schistopetalum Schltr.
- Bulbophyllum schizopetalum L.O.Williams
- Bulbophyllum schmidii Garay
- Bulbophyllum schmidtianum Rchb.f.
- Bulbophyllum schuitemanii J.J.Verm.
- Bulbophyllum schwarzii Sieder & Kiehn
- Bulbophyllum sciaphile Bosser
- Bulbophyllum scintilla Ridl.
- Bulbophyllum scopa J.J.Verm.
- Bulbophyllum scopula Schltr.
- Bulbophyllum scorpio J.J.Verm.
- Bulbophyllum scotinochiton J.J.Verm. & P.O'Byrne
- Bulbophyllum scrobiculilabre J.J.Sm.
- Bulbophyllum scutiferum J.J.Verm.
- Bulbophyllum scyphochilus Schltr.
- Bulbophyllum seabrense Campacci
- Bulbophyllum secundum Hook.f.
- Bulbophyllum semiasperum J.J.Sm.
- Bulbophyllum semiindutum J.J.Verm. & P.O'Byrne
- Bulbophyllum semiteres Schltr.
- Bulbophyllum semiteretifolium Gagnep.
- Bulbophyllum semperflorens J.J.Sm.
- Bulbophyllum sempiternum Ames
- Bulbophyllum senghasii G.A.Fisch. & Sieder
- Bulbophyllum sensile Ames
- Bulbophyllum sepikense W.Kittr.
- Bulbophyllum septatum Schltr.
- Bulbophyllum septemtrionale (J.J.Sm.) J.J.Sm.
- Bulbophyllum serra Schltr.
- Bulbophyllum serratotruncatum Seidenf.
- Bulbophyllum serripetalum Schltr.
- Bulbophyllum serrulatifolium J.J.Sm.
- Bulbophyllum serrulatum Schltr.
- Bulbophyllum setaceum T.P.Lin
- Bulbophyllum setigerum Lindl.
- Bulbophyllum setuliferum J.J.Verm. & Saw
- Bulbophyllum shanicum King & Pantl.
- Bulbophyllum shepherdii (F.Muell.) Rchb.f.
- Bulbophyllum shweliense W.W.Sm.
- Bulbophyllum sibuyanense Ames
- Bulbophyllum sicyobulbon E.C.Parish & Rchb.f.
- Bulbophyllum siederi Garay
- Bulbophyllum sigaldiae Guillaumin
- Bulbophyllum sigmoideum Ames & C.Schweinf.
- Bulbophyllum signatum J.J.Verm.
- Bulbophyllum sikapingense J.J.Sm.
- Bulbophyllum silentvalliensis M.P.Sharma & S.K.Srivast.
- Bulbophyllum sillenianum Rchb.f.
- Bulbophyllum simii J.J.Verm. & A.L.Lamb
- Bulbophyllum similare Garay, Hamer & Siegerist
- Bulbophyllum simile Schltr.
- Bulbophyllum similissimum J.J.Verm.
- Bulbophyllum simmondsii Kores
- Bulbophyllum simondii Gagnep.
- Bulbophyllum simplex J.J.Verm. & P.O'Byrne
- Bulbophyllum simplicilabellum Seidenf.
- Bulbophyllum simulacrum Ames
- Bulbophyllum sinapis J.J.Verm. & P.O'Byrne
- Bulbophyllum singaporeanum Schltr.
- Bulbophyllum singulare Schltr.
- Bulbophyllum sinhoense Aver.
- Bulbophyllum skeatianum Ridl.
- Bulbophyllum smithianum Schltr.
- Bulbophyllum smitinandii Seidenf. & Thorut
- Bulbophyllum socordine J.J.Verm. & Cootes
- Bulbophyllum solteroi R.González
- Bulbophyllum sopoetanense Schltr.
- Bulbophyllum sordidum Lindl.
- Bulbophyllum sororculum J.J.Verm.
- Bulbophyllum spadiciflorum Tixier
- Bulbophyllum spathilingue J.J.Sm.
- Bulbophyllum spathipetalum J.J.Sm.
- Bulbophyllum spathulatum (Rolfe ex E.W.Cooper) Seidenf.
- Bulbophyllum speciosum Schltr.
- Bulbophyllum sphaenopus J.J.Verm.
- Bulbophyllum sphaeracron Schltr.
- Bulbophyllum sphaericum Z.H.Tsi & H.Li
- Bulbophyllum sphaerobulbum H.Perrier
- Bulbophyllum spissum J.J.Verm.
- Bulbophyllum spodotriche J.J.Verm. & P.O'Byrne
- Bulbophyllum spongiola J.J.Verm.
- Bulbophyllum stabile J.J.Sm.
- Bulbophyllum staetophyton J.J.Verm.
- Bulbophyllum stalagmotelos J.J.Verm.
- Bulbophyllum stelis J.J.Sm.
- Bulbophyllum stellatum Ames
- Bulbophyllum stellula Ridl.
- Bulbophyllum stemonochilum J.J.Verm.
- Bulbophyllum stenobulbon E.C.Parish & Rchb.f.
- Bulbophyllum stenochilum Schltr.
- Bulbophyllum stenomeris J.J.Verm. & P.O'Byrne
- Bulbophyllum stenophyllum E.C.Parish & Rchb.f.
- Bulbophyllum stenorhopalon Schltr.
- Bulbophyllum stenurum J.J.Verm. & P.O'Byrne
- Bulbophyllum sterile (Lam.) Suresh
- Bulbophyllum steyermarkii Foldats
- Bulbophyllum stictanthum Schltr.
- Bulbophyllum stictosepalum Schltr.
- Bulbophyllum stipitatibulbum J.J.Sm.
- Bulbophyllum stipulaceum Schltr.
- Bulbophyllum stockeri J.J.Verm.
- Bulbophyllum stolleanum Schltr.
- Bulbophyllum stolzii Schltr.
- Bulbophyllum stormii J.J.Sm.
- Bulbophyllum streptotriche J.J.Verm.
- Bulbophyllum striatellum Ridl.
- Bulbophyllum striatum (Griff.) Rchb.f.
- Bulbophyllum strigosum (Garay) Sieder & Kiehn
- Bulbophyllum stylocoryphe J.J.Verm. & P.O'Byrne
- Bulbophyllum suavissimum Rolfe
- Bulbophyllum subaequale Ames
- Bulbophyllum subapetalum J.J.Sm.
- Bulbophyllum subapproximatum H.Perrier
- Bulbophyllum subbullatum J.J.Verm.
- Bulbophyllum subclausum J.J.Sm.
- Bulbophyllum subclavatum Schltr.
- Bulbophyllum subcrenulatum Schltr.
- Bulbophyllum subligaculiferum J.J.Verm.
- Bulbophyllum submarmoratum J.J.Sm.
- Bulbophyllum subpatulum J.J.Verm.
- Bulbophyllum subsecundum Schltr.
- Bulbophyllum subsessile Schltr.
- Bulbophyllum subtenellum Seidenf.
- Bulbophyllum subtrilobatum Schltr.
- Bulbophyllum subumbellatum Ridl.
- Bulbophyllum succedaneum J.J.Sm.
- Bulbophyllum sukhakulii Seidenf.
- Bulbophyllum sulawesii Garay, Hamer & Siegerist
- Bulbophyllum sulcatum (Blume) Lindl.
- Bulbophyllum sulfureum Schltr.
- Bulbophyllum sundaicum J.J.Verm. & Schuit.
- Bulbophyllum superfluum Kraenzl.
- Bulbophyllum supervacaneum Kraenzl.
- Bulbophyllum surigaense Ames & Quisumb.
- Bulbophyllum sutepense (Rolfe ex Downie) Seidenf. & Smitinand
- Bulbophyllum taeniophyllum E.C.Parish & Rchb.f.
- Bulbophyllum taeter J.J.Verm.
- Bulbophyllum tahanense Carr
- Bulbophyllum tahitense Nadeaud
- Bulbophyllum taiwanense (Fukuy.) K.Nakaj.
- Bulbophyllum talauense (J.J.Sm.) Carr
- Bulbophyllum tampoketsense H.Perrier
- Bulbophyllum tanystiche J.J.Verm.
- Bulbophyllum tarantula Schuit. & de Vogel
- Bulbophyllum tardeflorens Ridl.
- Bulbophyllum tectipes J.J.Verm. & P.O'Byrne
- Bulbophyllum tectipetalum J.J.Sm.
- Bulbophyllum teimosense E.C.Smidt & Borba
- Bulbophyllum tekuense Carr
- Bulbophyllum tengchongense Z.H.Tsi
- Bulbophyllum tentaculatum Schltr.
- Bulbophyllum tentaculiferum Schltr.
- Bulbophyllum tenue Schltr.
- Bulbophyllum tenuifolium (Blume) Lindl.
- Bulbophyllum tenuipes Schltr.
- Bulbophyllum teresense Ruschi
- Bulbophyllum teretibulbum H.Perrier
- Bulbophyllum teretifolium Schltr.
- Bulbophyllum teretilabre J.J.Sm.
- Bulbophyllum tetragonum Lindl.
- Bulbophyllum thaiorum J.J.Sm.
- Bulbophyllum thecanthum J.J.Verm.
- Bulbophyllum theioglossum Schltr.
- Bulbophyllum thelantyx J.J.Verm.
- Bulbophyllum therezienii Bosser
- Bulbophyllum thersites J.J.Verm.
- Bulbophyllum theunissenii J.J.Sm.
- Bulbophyllum thiurum J.J.Verm. & P.O'Byrne
- Bulbophyllum thompsonii Ridl.
- Bulbophyllum thrixspermiflorum J.J.Sm.
- Bulbophyllum thrixspermoides J.J.Sm.
- Bulbophyllum thwaitesii Rchb.f.
- Bulbophyllum thymophorum J.J.Verm. & A.L.Lamb
- Bulbophyllum tianguii K.Y.Lang & D.Luo
- Bulbophyllum tigridum Hance
- Bulbophyllum tindemansianum J.J.Verm., de Vogel & A.Vogel
- Bulbophyllum tinekeae Schuit. & de Vogel
- Bulbophyllum titanea Ridl.
- Bulbophyllum tixieri Seidenf.
- Bulbophyllum tjadasmalangense J.J.Sm.
- Bulbophyllum toilliezae Bosser
- Bulbophyllum tokioi Fukuy.
- Bulbophyllum toppingii Ames
- Bulbophyllum torajarum J.J.Verm. & P.O'Byrne
- Bulbophyllum toranum J.J.Sm.
- Bulbophyllum torquatum J.J.Sm.
- Bulbophyllum torricellense Schltr.
- Bulbophyllum tortum Schltr.
- Bulbophyllum tortuosum (Blume) Lindl.
- Bulbophyllum trachyanthum Kraenzl.
- Bulbophyllum trachybracteum Schltr.
- Bulbophyllum trachyglossum Schltr.
- Bulbophyllum trachypus Schltr.
- Bulbophyllum tremulum Wight
- Bulbophyllum triadenium (Lindl.) Rchb.f.
- Bulbophyllum triaristella Schltr.
- Bulbophyllum tricanaliferum J.J.Sm.
- Bulbophyllum tricarinatum Petch
- Bulbophyllum tricaudatum J.J.Verm.
- Bulbophyllum trichaete Schltr.
- Bulbophyllum trichochlamys H.Perrier
- Bulbophyllum trichorhachis J.J.Verm. & P.O'Byrne
- Bulbophyllum trichromum Schltr.
- Bulbophyllum triclavigerum J.J.Sm.
- Bulbophyllum tricolor L.B.Sm. & S.K.Harris
- Bulbophyllum tricorne Seidenf. & Smitinand
- Bulbophyllum tricornoides Seidenf.
- Bulbophyllum tridentatum Kraenzl.
- Bulbophyllum trifarium Rolfe
- Bulbophyllum trifilum J.J.Sm.
- Bulbophyllum triflorum (Breda) Blume ex Miq.
- Bulbophyllum trifolium Ridl.
- Bulbophyllum trigonidioides J.J.Sm.
- Bulbophyllum trigonobulbum Schltr. & J.J.Sm.
- Bulbophyllum trigonocarpum Schltr.
- Bulbophyllum trigonosepalum Kraenzl.
- Bulbophyllum trilineatum H.Perrier
- Bulbophyllum trimenii (Hook.f.) J.J.Sm.
- Bulbophyllum trinervium J.J.Sm.
- Bulbophyllum tripaleum Seidenf.
- Bulbophyllum tripetalum Lindl.
- Bulbophyllum tripudians E.C.Parish & Rchb.f.
- Bulbophyllum trirhopalon Schltr.
- Bulbophyllum triste Rchb.f.
- Bulbophyllum tristelidium W.Kittr.
- Bulbophyllum triurum Kraenzl.
- Bulbophyllum triviale Seidenf.
- Bulbophyllum trulliferum J.J.Verm. & A.L.Lamb
- Bulbophyllum truncatum J.J.Sm.
- Bulbophyllum tryssum J.J.Verm. & A.L.Lamb
- Bulbophyllum tseanum (S.Y.Hu & Barretto) Z.H.Tsi
- Bulbophyllum tuberculatum Colenso
- Bulbophyllum tubilabrum J.J.Verm. & P.O'Byrne
- Bulbophyllum tumidum J.J.Verm.
- Bulbophyllum tumoriferum Schltr.
- Bulbophyllum turgidum J.J.Verm.
- Bulbophyllum turkii Bosser & P.J.Cribb
- Bulbophyllum turpe J.J.Verm. & P.O'Byrne
- Bulbophyllum uhl-gabrielianum Chiron & V.P.Castro
- Bulbophyllum umbellatum Lindl.
- Bulbophyllum uncinatum J.J.Verm. & P.O'Byrne
- Bulbophyllum unciniferum Seidenf.
- Bulbophyllum undatilabre J.J.Sm.
- Bulbophyllum undecifilum J.J.Sm.
- Bulbophyllum unguiculatum Rchb.f.
- Bulbophyllum unguilabium Schltr.
- Bulbophyllum unicaudatum Schltr.
- Bulbophyllum uniflorum (Blume) Hassk.
- Bulbophyllum unifoliatum De Wild.
- Bulbophyllum unitubum J.J.Sm.
- Bulbophyllum univenum J.J.Verm.
- Bulbophyllum urceolatum A.D.Hawkes
- Bulbophyllum uroglossum Schltr.
- Bulbophyllum uroplatoides Hermans & G.A.Fisch.
- Bulbophyllum urosepalum Schltr.
- Bulbophyllum ustusfortiter J.J.Verm.
- Bulbophyllum uviflorum P.O'Byrne
- Bulbophyllum vaccinioides Schltr.
- Bulbophyllum vagans Ames & Rolfe
- Bulbophyllum vaginatum (Lindl.) Rchb.f.
- Bulbophyllum vakonae Hermans
- Bulbophyllum valeryi J.J.Verm. & P.O'Byrne
- Bulbophyllum validum Carr
- Bulbophyllum vanessa King & Pantl.
- Bulbophyllum vanum J.J.Verm.
- Bulbophyllum vanvuurenii J.J.Sm.
- Bulbophyllum vareschii Foldats
- Bulbophyllum variabile Ridl.
- Bulbophyllum variculosum J.J.Verm.
- Bulbophyllum variegatum Thouars
- Bulbophyllum veitchianum Garay ex W.E.Higgins
- Bulbophyllum ventriosum H.Perrier
- Bulbophyllum venulosum J.J.Verm. & A.L.Lamb
- Bulbophyllum vermiculare Hook.f.
- Bulbophyllum verruciferum Schltr.
- Bulbophyllum verruculatum Schltr.
- Bulbophyllum verruculiferum H.Perrier
- Bulbophyllum versteegii J.J.Sm.
- Bulbophyllum vesiculosum J.J.Sm.
- Bulbophyllum vespertilio Ferreras & Cootes
- Bulbophyllum vestitum Bosser
- Bulbophyllum vexillarium Ridl.
- Bulbophyllum vietnamense Seidenf.
- Bulbophyllum viguieri Schltr.
- Bulbophyllum vinaceum Ames & C.Schweinf.
- Bulbophyllum violaceolabellum Seidenf.
- Bulbophyllum violaceum (Blume) Lindl.
- Bulbophyllum virescens J.J.Sm.
- Bulbophyllum viridescens Ridl.
- Bulbophyllum viridiflorum (Hook.f.) Schltr.
- Bulbophyllum vitellinum Ridl.
- Bulbophyllum vittatum Teijsm. & Binn.
- Bulbophyllum vulcanicum Kraenzl.
- Bulbophyllum vulcanorum H.Perrier
- Bulbophyllum vutimenaense B.A.Lewis
- Bulbophyllum wadsworthii Dockrill
- Bulbophyllum wagneri Schltr.
- Bulbophyllum wakoi Howcroft
- Bulbophyllum wallichii Rchb.f.
- Bulbophyllum wangkaense Seidenf.
- Bulbophyllum warianum Schltr.
- Bulbophyllum warmingianum Cogn.
- Bulbophyllum weberbauerianum Kraenzl.
- Bulbophyllum weberi Ames
- Bulbophyllum wechsbergii Sieder & Kiehn
- Bulbophyllum weddellii (Lindl.) Rchb.f.
- Bulbophyllum weinthalii R.S.Rogers
- Bulbophyllum wendlandianum (Kraenzl.) Dammer
- Bulbophyllum werneri Schltr.
- Bulbophyllum whitfordii Rolfe
- Bulbophyllum wightii Rchb.f.
- Bulbophyllum wilkianum T.E.Hunt
- Bulbophyllum williamsii A.D.Hawkes
- Bulbophyllum windsorense B.Gray & D.L.Jones
- Bulbophyllum woelfliae Garay, Senghas & K.Lemcke
- Bulbophyllum wolfei B.Gray & D.L.Jones
- Bulbophyllum wollastonii Ridl.
- Bulbophyllum wrayi Hook.f.
- Bulbophyllum wuzhishanense X.H.Jin
- Bulbophyllum xantanthum Schltr.
- Bulbophyllum xanthoacron J.J.Sm.
- Bulbophyllum xanthobulbum Schltr.
- Bulbophyllum xanthochlamys Schltr.
- Bulbophyllum xanthomelanon J.J.Verm. & P.O'Byrne
- Bulbophyllum xanthophaeum Schltr.
- Bulbophyllum xanthornis Schuit. & de Vogel
- Bulbophyllum xanthotes Schltr.
- Bulbophyllum xanthum Ridl.
- Bulbophyllum xenosum J.J.Verm.
- Bulbophyllum xiajinchuangense Z.J.Liu, L.J.Chen & W.H.Rao
- Bulbophyllum xiphion J.J.Verm.
- Bulbophyllum xylophyllum E.C.Parish & Rchb.f.
- Bulbophyllum xyphoglossum J.J.Verm., de Vogel & A.Vogel
- Bulbophyllum yoksunense J.J.Sm.
- Bulbophyllum yunnanense Rolfe
- Bulbophyllum zambalense Ames
- Bulbophyllum zamboangense Ames
- Bulbophyllum zaratananae Schltr.
- Bulbophyllum zebrinum J.J.Sm.
- Bulbophyllum zygochilum J.J.Verm.

Mieszańce międzygatunkowe
- Bulbophyllum × chikukwa Fibeck & Mavi
- Bulbophyllum × cipoense Borba & Semir